# Liste der Adels- und Familienwappen mit der Jakobsmuschel

Wappen der Princess of Wales

Dieser Artikel enthält die Liste der Adels- und Familienwappen mit der Jakobsmuschel.
Als Jakobsmuscheln oder Pilgermuscheln werden zwei nahe verwandte Arten von Muscheln bezeichnet, die beide zur Gattung Pecten gehören. Der Name Jakobsmuschel geht auf den heiligen Jakobus, den Schutzpatron der Pilger, zurück, dessen Erkennungszeichen die Muschel ist.

## Baltikum

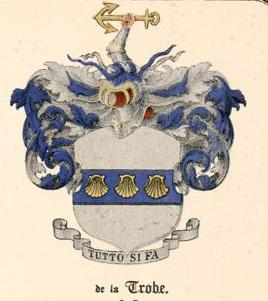
La Trobe

## Belgien
Assche
Beaufort-Spontin

Das Haus Beaufort-Spontin ist eine hochadelige Nebenlinie derer von Huy, Herren von Freÿr an der Maas
Christiaens
Clockmann
van Droogenbroeck
d'Erkentel-Argenteau
Jan van Maelstede
de Selys-Longchamps
Spontin

Linie der Herren von Spontin, die im 16. Jahrhundert ausstarb
Steinbach
Ypres
Albert II. & Paola Ruffo di Calabria

## Bosnien und Herzegowina
Džasim

## Brasilien
Baron von Ipojuca
Manuel Duarte Vieira Ferro
Baron von Palmeiras
João Lins Vieira Cansanção de Sinimbu
Vicomte von Macaé
Vicomte von Piraçununga
Marquess von Muritiba
São Miguel dos Campos
Antonio Teixeira da Rocha

## Chile

2nd Marchioness of Larraín
Marquesado de Casa Concha

## Dänemark

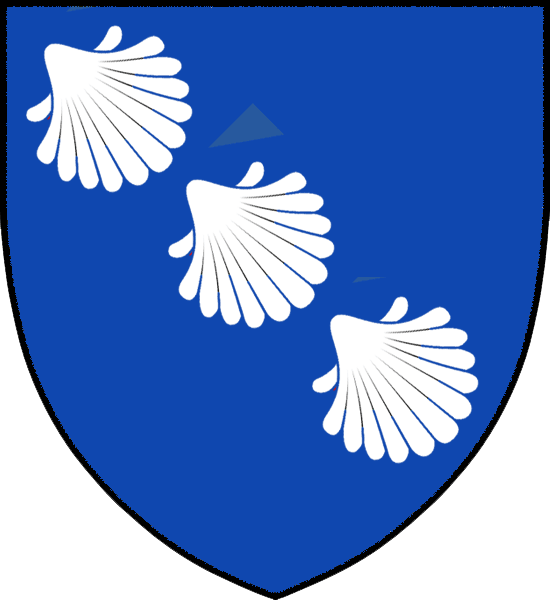
Gøye
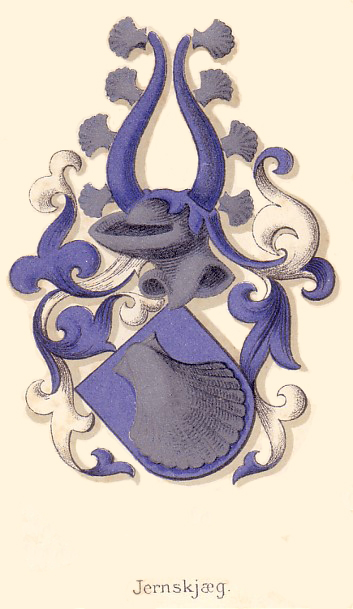
Jernskjæg

## Deutschland
Cob von Nüdingen

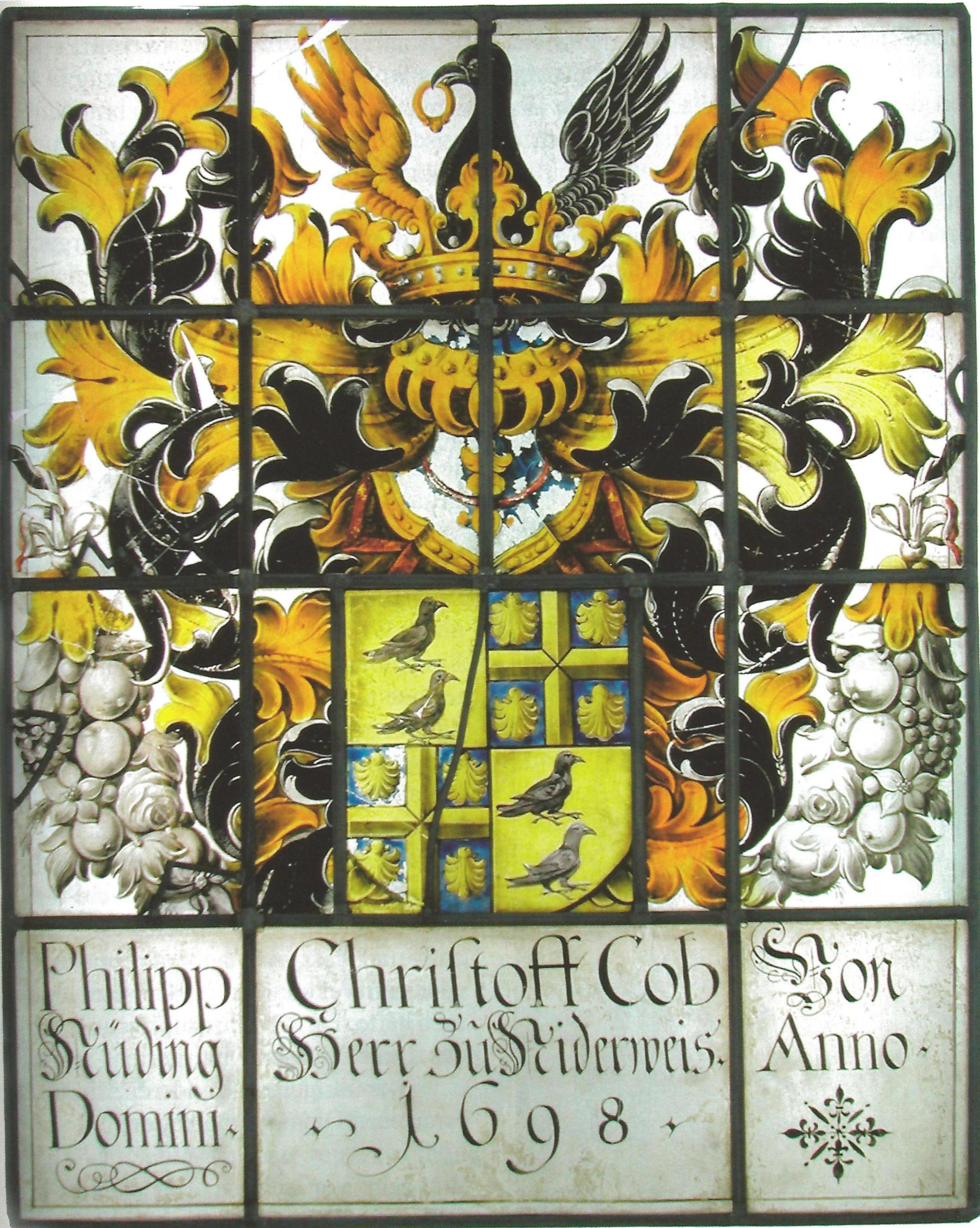

Zwei schwarze Krähen (1/1) auf goldenem Grund. Das Wappen wurde (vor 1630) um einen blauen Schild mit goldenem, durchgehendem Kreuz und vier goldenen Jakobsmuscheln vermehrt und fortan geviertet geführt.

Erklärung: Ein redendes Wappen, wenn man annimmt, dass Cob auf das entsprechende moselfränkische Wort für Krähe (von frz. corbeau) zurückgeht.
Eyb

In Silber drei (2,1) rote Muscheln, mit dem Gelenk aufwärtsgekehrt. Auf dem gekrönten Helm ist zwischen zwei silbernen Flügeln der Kopf und der Hals eines naturfarbigen Pfauen mit goldenem Schnabel und Halsring. Die Helmdecke ist rot-silbern.

Erklärung: Das Wappen der Herren von Eyb bestand bis zum Jahre 1352 aus einem Pfauenhals auf Helm und Schild. Allein Ludwig II. von Eyb, der 1341 ins gelobte Land pilgerte, erhielt nach seiner Rückkehr vom Kaiser auf sein gestelltes Ersuchen, da er der letzte seines Stammes sei, die Erlaubnis, für sich und seine Nachkommen ein neues Wappen zu führen. Drei Meermuscheln in Silber, weil er nach Palästina gezogen war, auf dem Helm eine goldene Krone, weil er des Kaisers treuer Diener gewesen war und in der Krone einen halben Pfau mit Schwanenflügeln. Die Kaiserin, deren Hofmeister er war, verehrte ihm bei dieser Gelegenheit einen Ring mit einem Türkis und bedeutete ihm, dass der Pfau auf dem Helm den Ring zum steten Andenken um den Hals tragen solle.
Jackelsberger

Gespalten von Rot und Silber, unten ein Dreiberg, belegt mit einer Jakobsmuschel [...]

Erklärung: Jakobsmuschel und Dreiberg stellen redend den Familiennamen dar, wobei Jackel eine frühere Koseform von Jakob ist.
Jegen
Metternich

In Silber drei (2:1) schwarze Jakobsmuscheln. Auf dem Helm mit schwarz-silbernen Decken ein silberner Schwanenhals.
Metternich-Winneberg
von Neudeck
Petersdorff (Pommern)

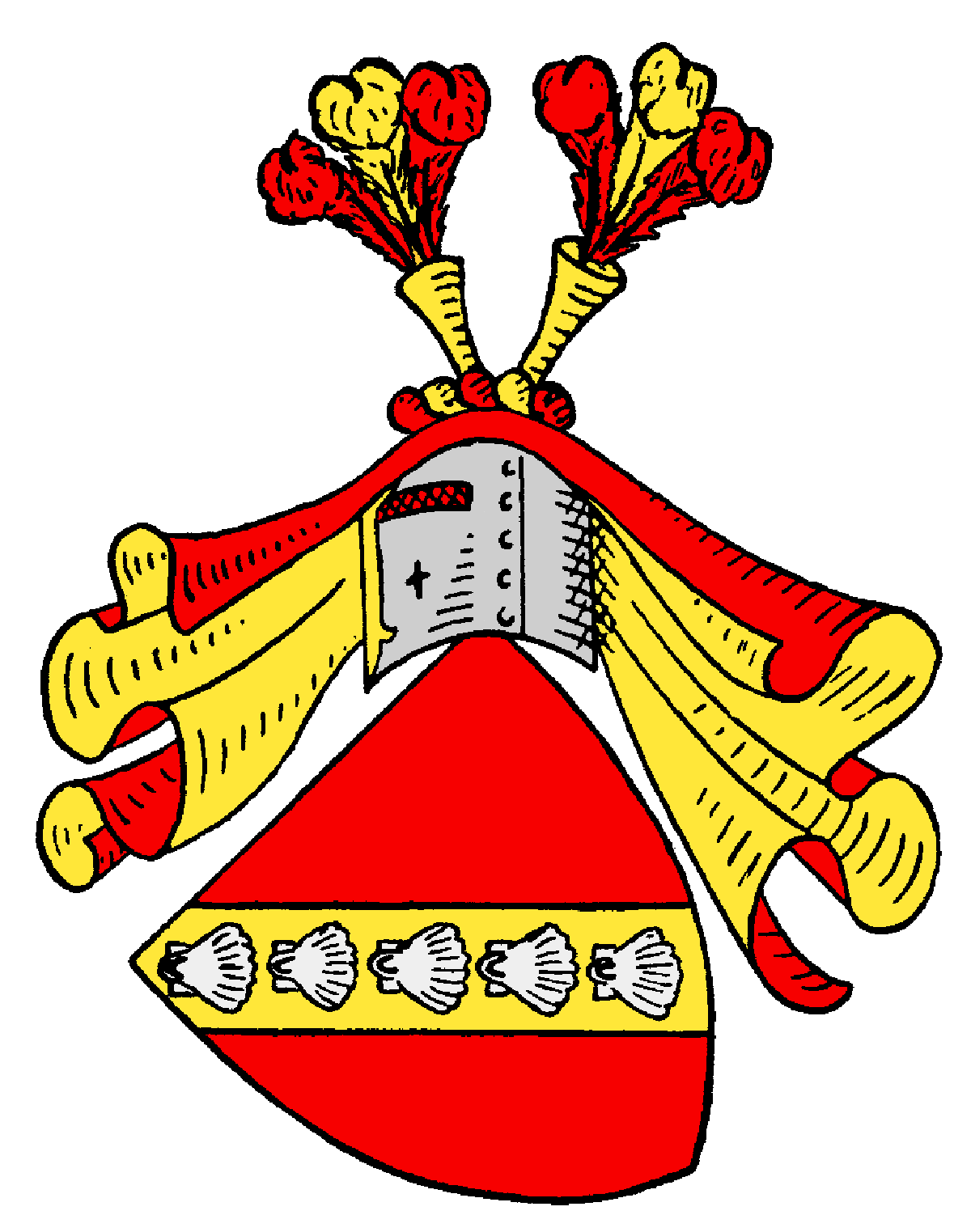
Petersdorff

In Rot ein mit fünf natürlichen Muscheln belegter goldener Schrägrechtsbalken; auf dem Helm mit rot-goldenen Decken zwei mit je drei (rot, gold, rot) Straußenfedern bestückter goldener Federköcher.

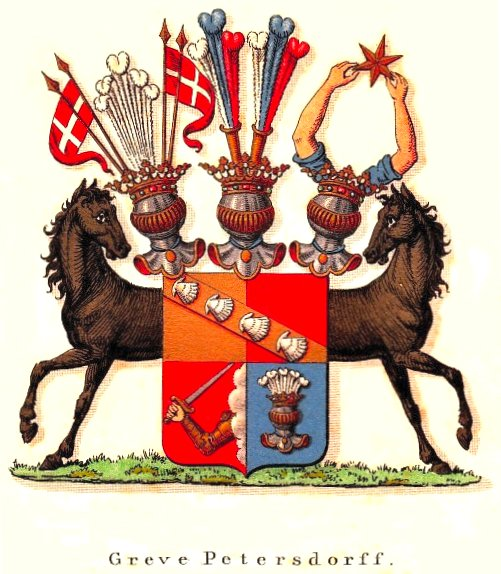
Petersdorff (1810)

Das gräfliche Wappen (1810) ist geteilt; oben im von Gold und Rot gespaltenen Schild ein mit vier silbernen Muscheln belegter goldener Schrägrechtsbalken (Anlehnung an das Stammwappen); unten gespalten, rechts in Rot aus natürlichen Wolken am linken Rand hervorgehend ein gold geharnischter Schwertarm, links in Blau ein gold gekrönter Spangenhelm, bestückt mit sechs Straußenfedern. Drei Helme ohne Decken: rechts fünf silberne Straußenfedern zwischen vier mit einem silbernen Kreuz bezeichnete rote Fahnen (Danebrog) an goldenen Lanzen; mittig zwei goldene Köcher mit je drei (silber-blau-roten) Straußenfedern (Anlehnung an Helm des Stammwappen), links zwei wachsende, mit kurzen blauen Ärmeln bekleidete natürliche Arme, gemeinsam einen goldenen Stern haltend. Schildhalter: zwei schwarze Rosse.
Peutinger

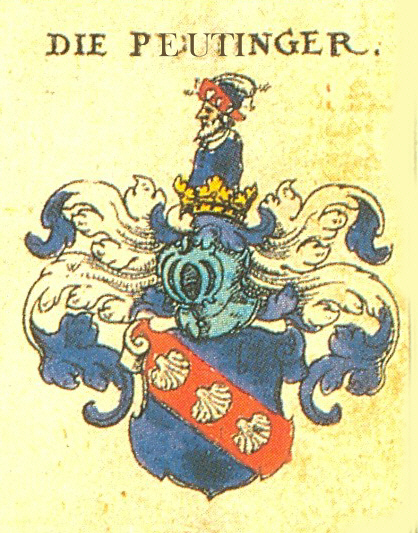

In Blau ein roter Schrägbalken, mit drei silbernen (weißen) Muscheln belegt.
Joseph Staader von Adelsheim

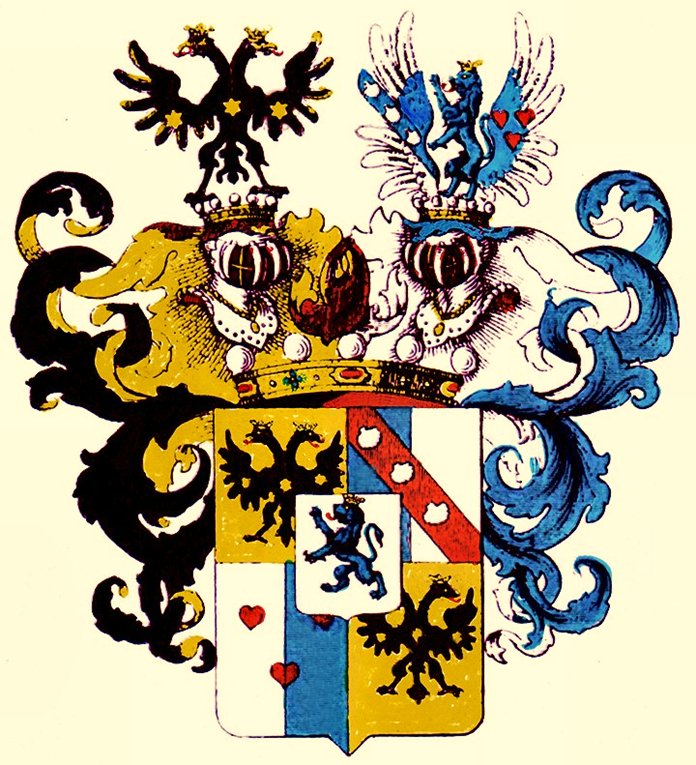

Schild quadriert mit Mittelschild. Im silbernen Mittelschild ein rechts gekehrter, gekrönter, blauer Löwe. 1 und 4 in Gold ein golden gekrönter und bewehrter schwarzer Doppeladler, welcher auf der Brust, so wie auf jedem Flügel mit einem sechsstrahligen, goldenen Stern belegt ist. 2 von Blau und Silber der Länge nach geteilt mit einem roten, schrägrechten Balken, welcher mit drei untereinanderstehenden, silbernen Pilgrimsmuscheln, das Schloss oben, belegt ist, und 3 von Silber und Blau der Länge nach geteilt mit drei (2 und 1) roten Herzen, das untere auf der Teilungslinie des Feldes. Auf dem Schilde stehen zwei gekrönte Helme. Der rechte trägt den mit drei Sternen belegten Doppeladler des 1. und 4. Feldes und der linke einen offenen Adlersflug. Der rechte Flügel desselben ist von Silber und Blau der Länge nach geteilt und mit dem schrägrechten Balken und den Muscheln des 2. Feldes belegt, der linke aber von Silber und Blau der Länge nach geteilt und mit den drei roten Herzen des 3. Feldes belegt (nach Hefner ist der offene Flug auf dem linken Helme silbern). Die Helmdecken sind rechts schwarz und golden, links blau und silbern. (1773)
Stalburg

Vietinghoff

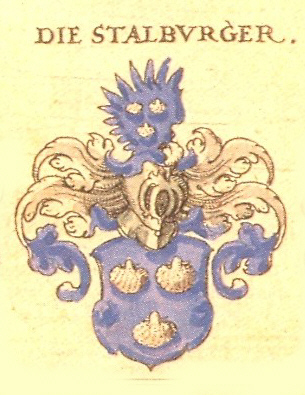

Drei goldene Pilgermuscheln auf schwarzem Schrägrechtsbalken in silbernem Schild und auf dem Helm ein schwarzer Turnierhut mit aufgeschlagener roter Krempe und drei goldenen Muscheln, darüber ein schreitender Fuchs, der (in die Heimat) zurückblickt
Erklärung: Der kurländische Stamm führt (als Schildbild im vermehrten Wappen und in der Helmzier) zusätzlich eine Mitra und erinnert damit an die Bischofskandidatur ihres Stammvaters von 1404/1405.

## Frankreich

### A

Abbadie-d'Itorrots
Abot
Abot
Abot
Adriano
Aguerre (Basse-Navarre)
Aguerre (Pays de Mixe)
Aguerroa
Aguirrechea
Aguirregomezcorta
Aguirre-Recalde
Aguirreyanza
Ahaxe
Ahetze
Ainciburu
Henri Cardin Jean-Baptiste d'Aguesseau
Henri Cardin Jean-Baptiste d'Aguesseau (Variante)
Alberas
Allain
Alsasua
Alzuyeta
Amanzé
Ameysin
Andurain de Maytie
Anisson
Ansa
Apestegui
Aragorry-d-Iranda
Aranjuri
Arberats
Arbide
Arcangues
Arnaut-de-Ozta
Arrocain
Artajona
Joffroy d'Aspremont
d'Aspremont de Chaumont
Assoritz
Atxarain
Aubert
Aurillac

### B

Bachelier
Bailly
Bareta
Baset
Beasqui
Beaulieu
Beauvais
Beauvais des Angles
Becdelièvre
Bela
Bernard de Saint-Arcons
Berault
Bésiade d'Avaray
Bésiade d'Avaray (Variante)
Beunza
Bidarteardaiz
Blaregnies
Jean de Blaisy
Maison de Bonnivard
Boubers
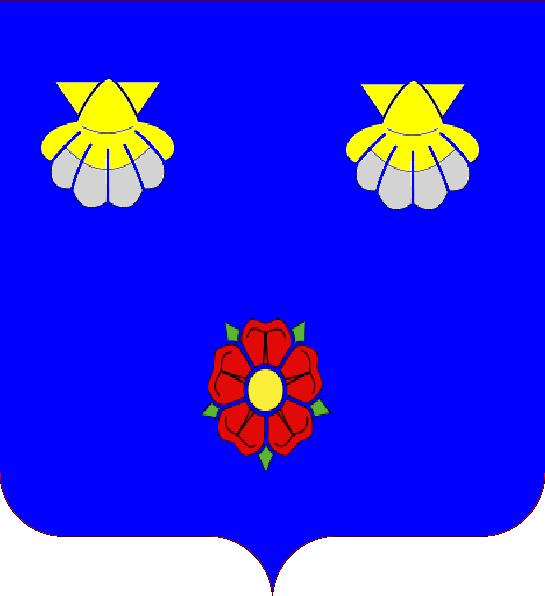
Boucher
Familie Boulich
Bouteiller de Châteaufort
Le Boullenger
Bourbon (erstes Haus)
Margaret (Bourbon) (1211–1256)
Bracorens
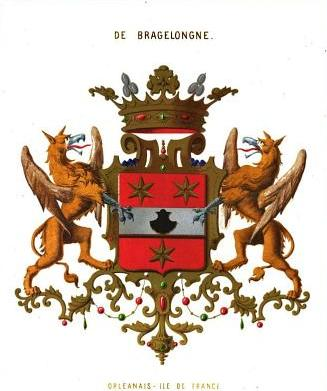
Bragelongne
Bragelongne
Bréban
Le Breton
Brunel de Moze
Buisson de Bournazel
Bustingorri

### C

Calignon
Callenbach
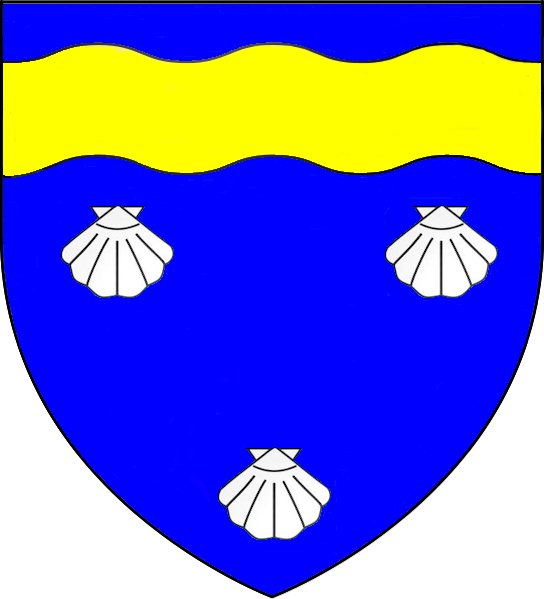
de Calmesnil
Camille
Camille
Carre
Nicolas de Catinat
Cavour
Chambly
Champagne-Suze
Chantemerle
de Chaudenay
Chirain
Charles de Coligny
Hugues de Conflans
Conseil
Coubertin
Croisil
Cure-Dumontier

### D

David de Lastours
Davy
Dunant
Dupin de Chenonceaux
Duyn

### E

Echague
Echeberria
Elorriaga
Etchecon

Etchecopar-Jaureguiberry
Etchepare
Etcheverry

### F

Fayet
Fayn
Feydeau
de Flavy
Foix
Forget

### G

Gautron
Gentil
Geoffroy
Jean Gicquel
Gillevoisin
Giraud
Gortari
Jean III. de Grailly
Grailly (früher)
Guémadeuc
Guignard

### H

de Hangest
Aubert VIII. de Hangest
Haran
Harscouët
d'Harville
Louis-Auguste Jouvenel des Ursins d’Harville
Jacques-Philippe Leclerc de Hauteclocque
d'Hautefeuille
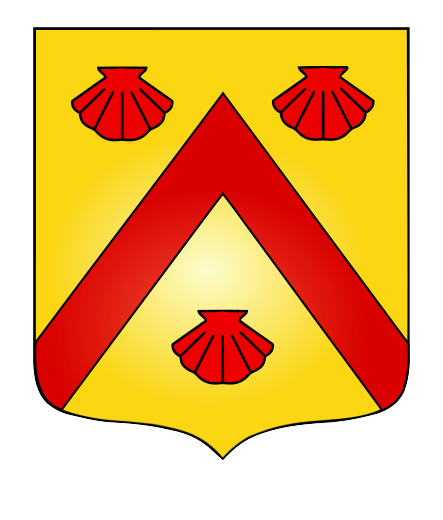
Hautefeuille (Variante)
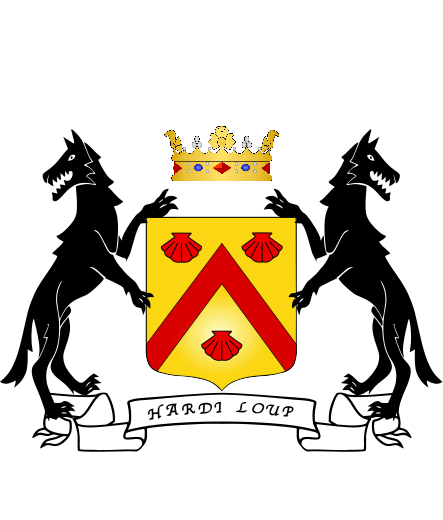
Hautefeuille (Variante)
d'Hautefeuille
Albert de Hauterive
Heu
Heu (Variante)
Maximilien de Hornes
Hubert

### I

Ibarbeity
Irazabal

### J

Jaille
Jort
Joseph
(Familie Joseph)

### K

Keranflec'h
Kergaredan
Kermoysan

### L

Lafaurie d'Etchepare
Lalau de Keraly
Larralde
Larru
Las
Lassa
Laussat
Laval (2. Haus)
René Aux Epaules de Laval
Guy XII. de Laval-Châteaubriant
Leizarazu
Lespes de Hureaux
Nicolas de Ligne
André de Lohéac
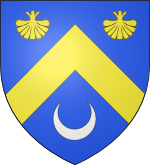
Longeville
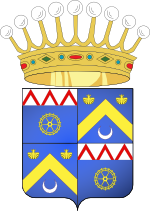
Longeville de la Rodde
Lopriac
Lhuillier
Louer de La Caffinière
de la Luzerne

### M

Magdelaine
Mancip
Maréschal
Luciane Maréchal
Gabriel-Auguste de Mazancourt
Mazeran
Mérigot
Menthon-Marest
Michelon
Montal
Montmorency Branche de Montmorency-Laval-Loué
Gilles de Montmorency-Laval
Guy de Montmorency-Laval
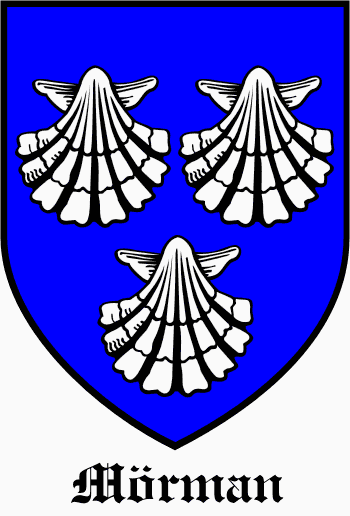
Morman
de la Motte

### N

Guy II. de Nesle

### O

Odart de Rilly
Osses

### P

Roger du Plessis-Liancourt
Pobel
Poncher
Pouzols
Poydenot
Prezeau
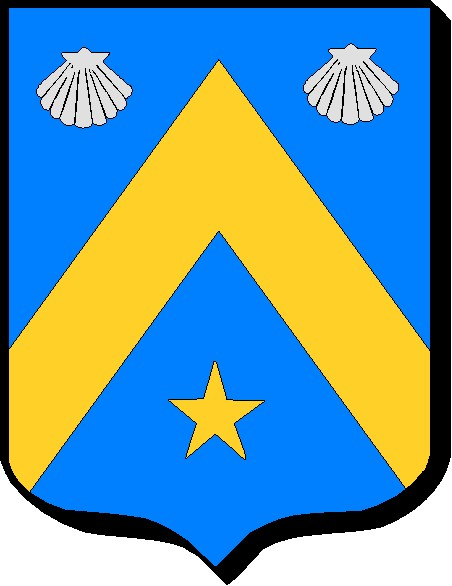
François Le Proust du Ronday

### Q

Quemper

### R

Raymond
Relleu
Renneval
Ricametz
Rochecouart
Henri de La Rochejaquelein
Jean-Louis Romeuf
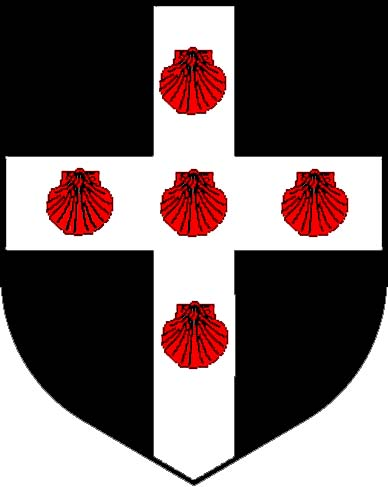
Rouvroy
Claude de Rouvroy
Rouvroy
Royraud

### S

Sabatier
Maison d'Espinay Saint-Luc
Thomas de Scales
Sierck
Sierck
Sterpenich
Sterpenich
Sterpenich
Familie Suchet
Robert Surcouf

### T

Thiers, Thiers de Linhac
Gilbert de La Trémoille
Henri de La Trémoille
Joseph-Emmanuel de La Trémoille de Noirmoutier
Tupigny

### U

Useldange

### V

Verdelhan, Verdelhan des Molles, Verdelhan des Fourniels
Charles Henri Ver-Huell
Philibert de Vere
Le Vicomte de Blangy
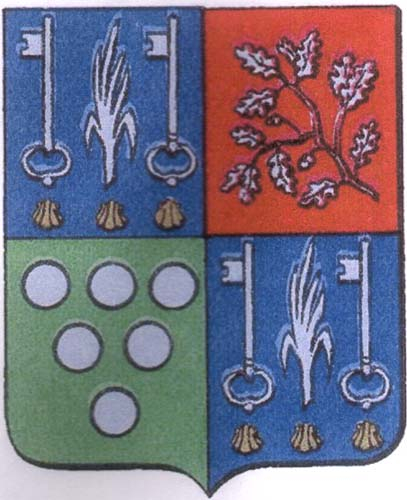
Jean Louis de Viefville des Essarts
Vallet de la Touche de Villeneuve
Vinols

### W

Wiltz

## Irland

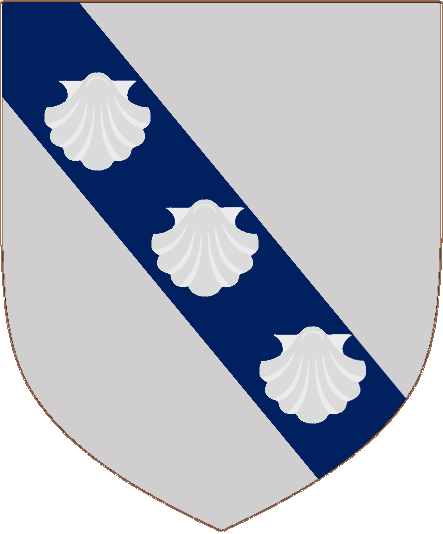
Earl of Bandon
Levinge Baronets
Earl of Norbury
Wade

## Italien

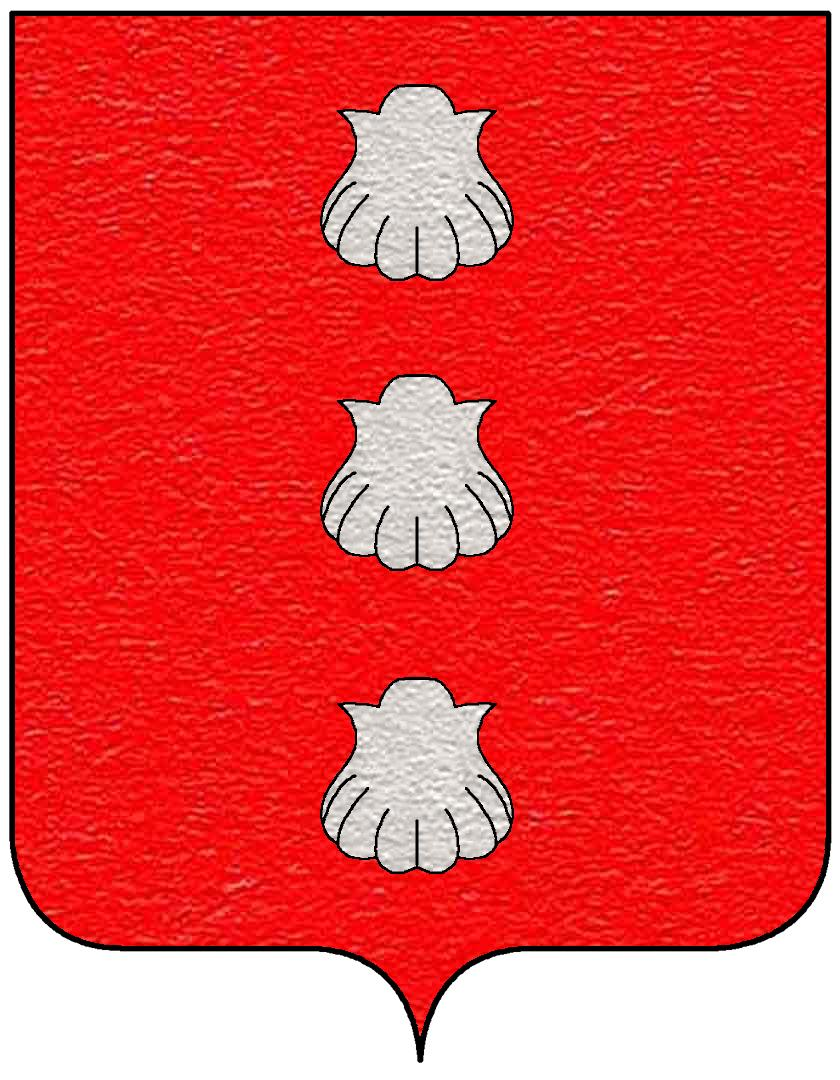
Abbezati
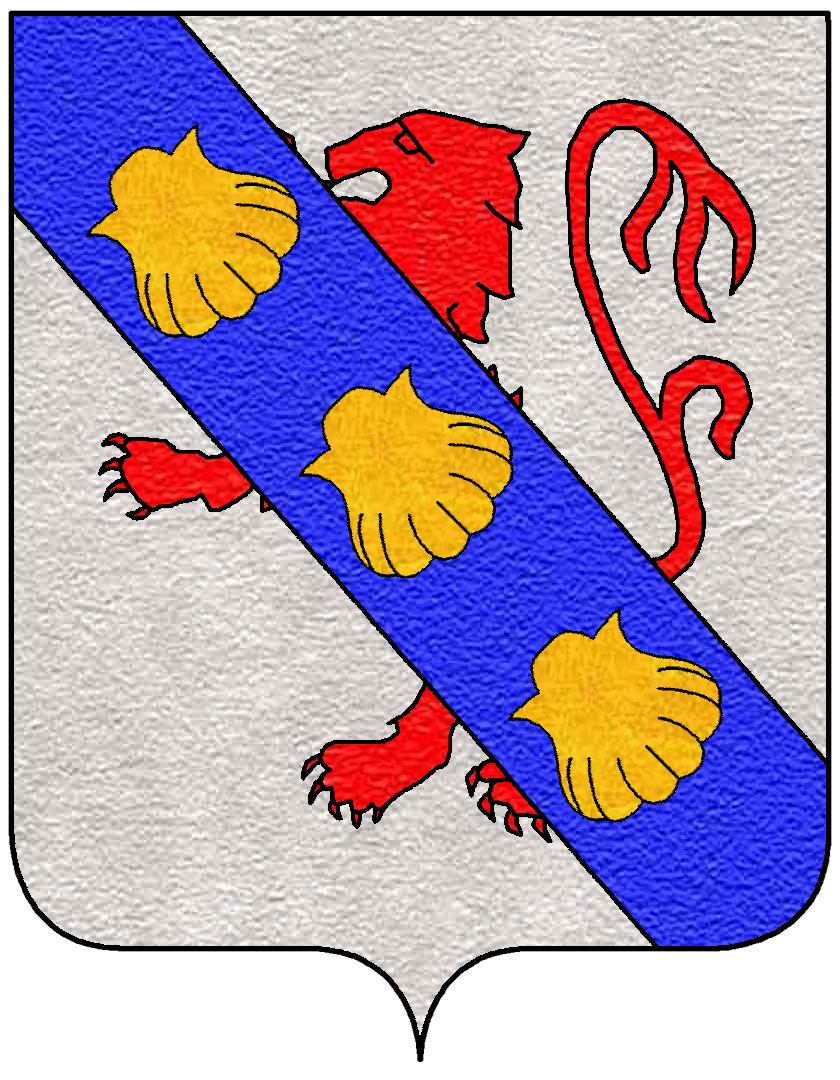
Acciapaccia
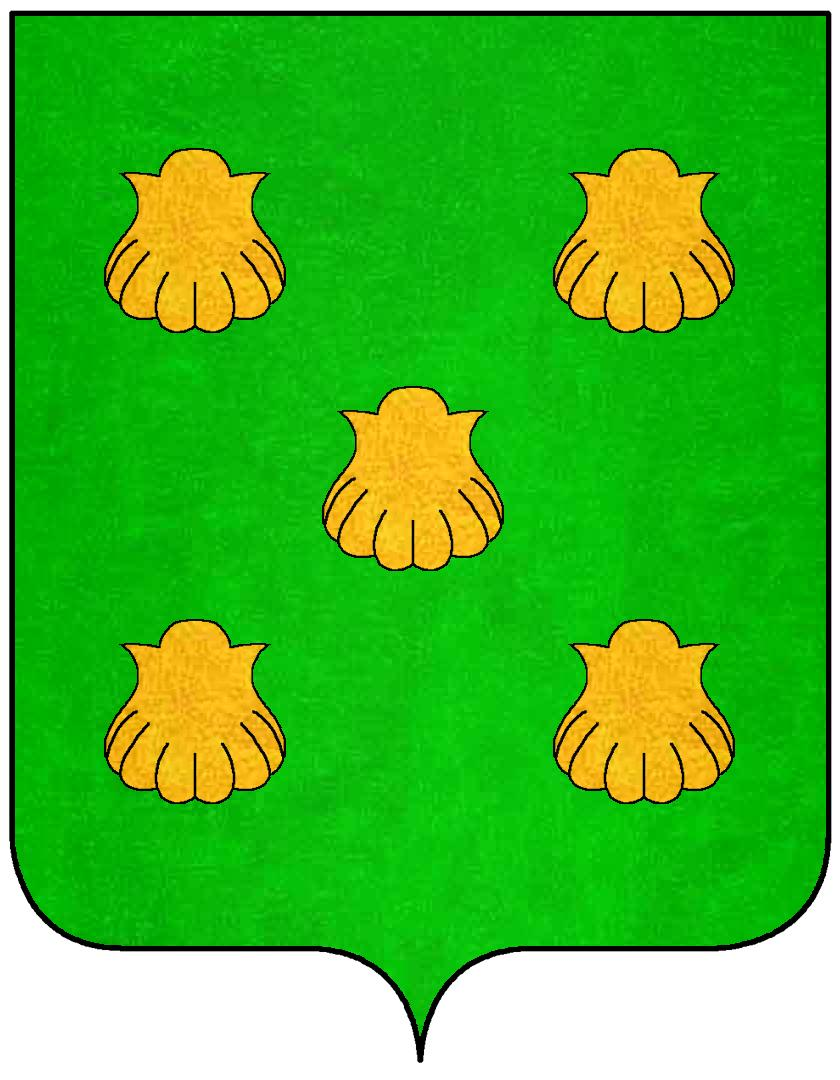
Acono
Acuto
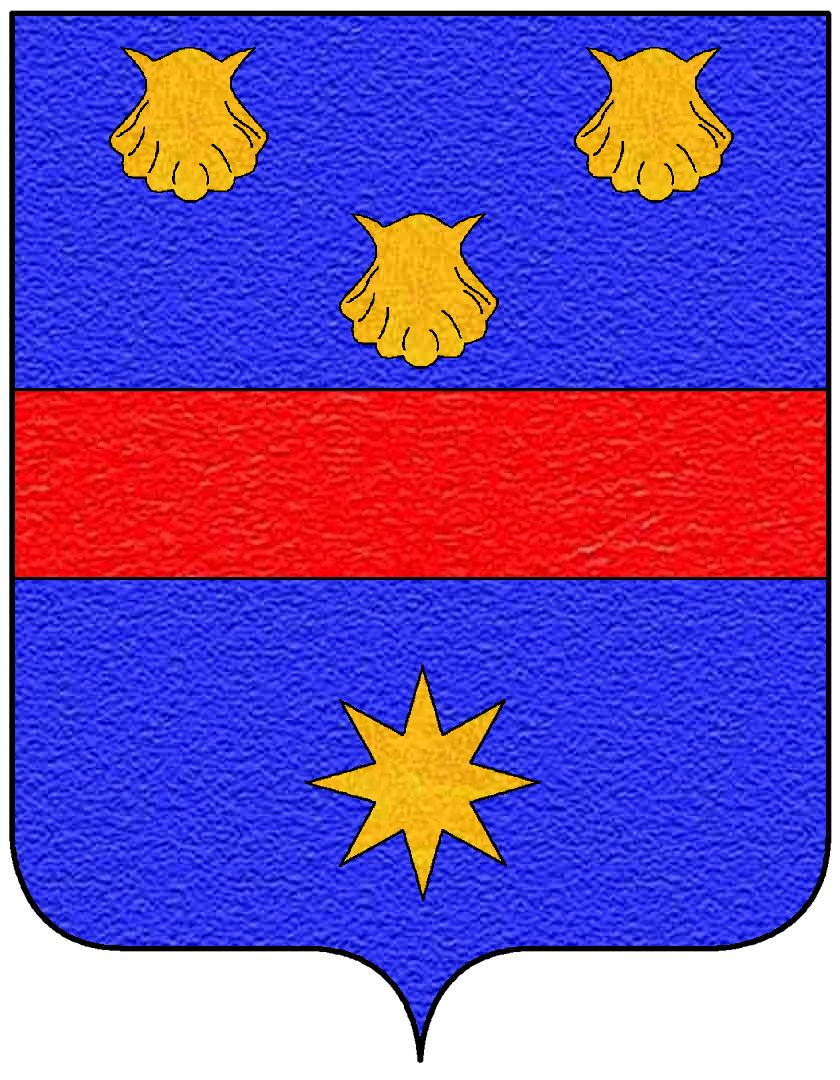
Amerighi
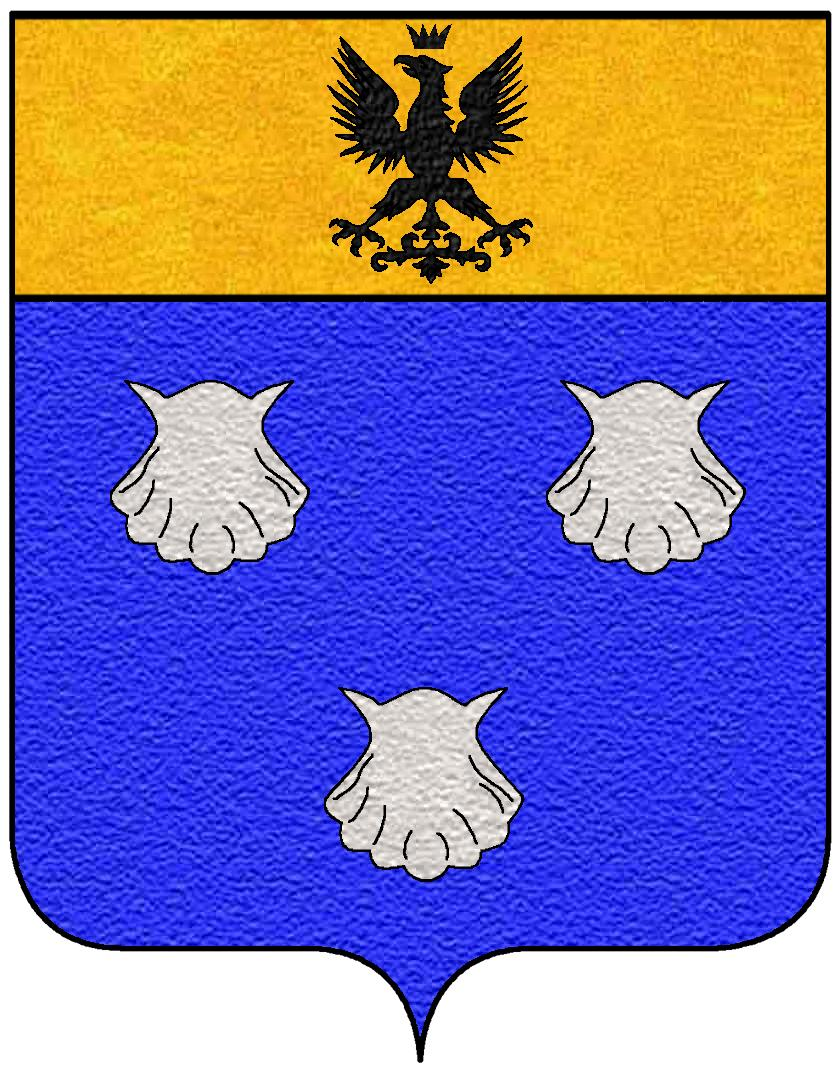
Angeli
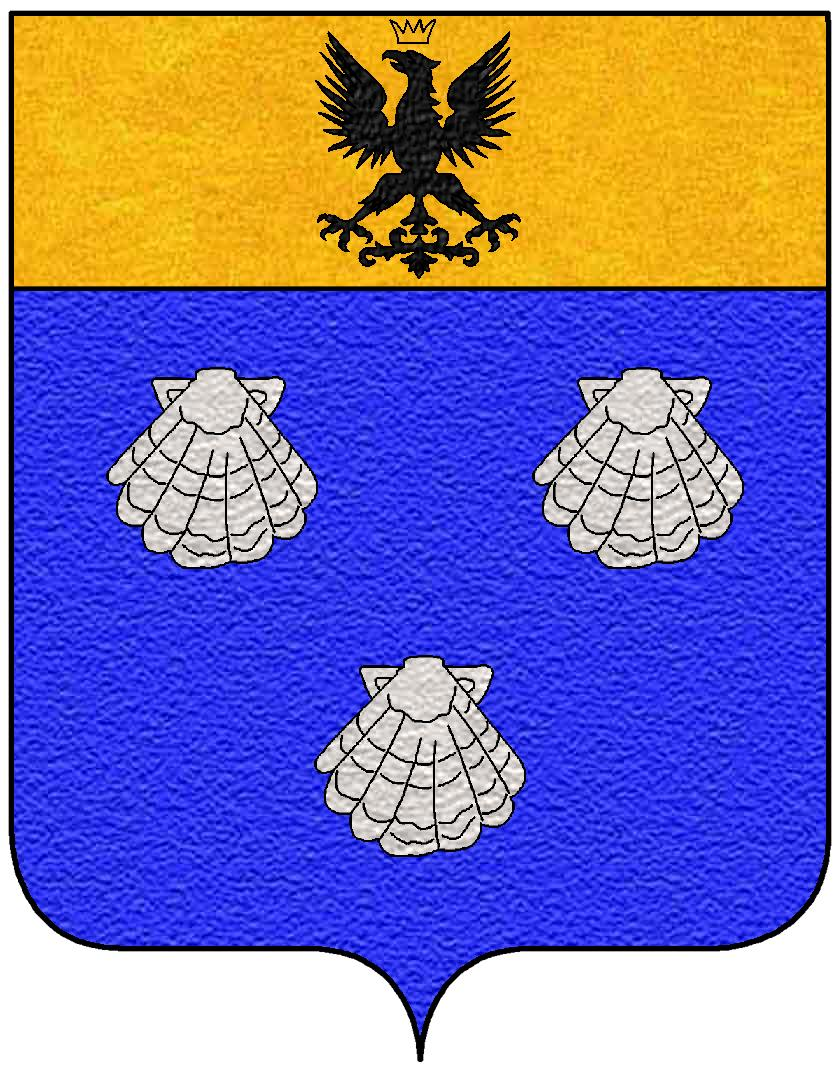
Artaldo
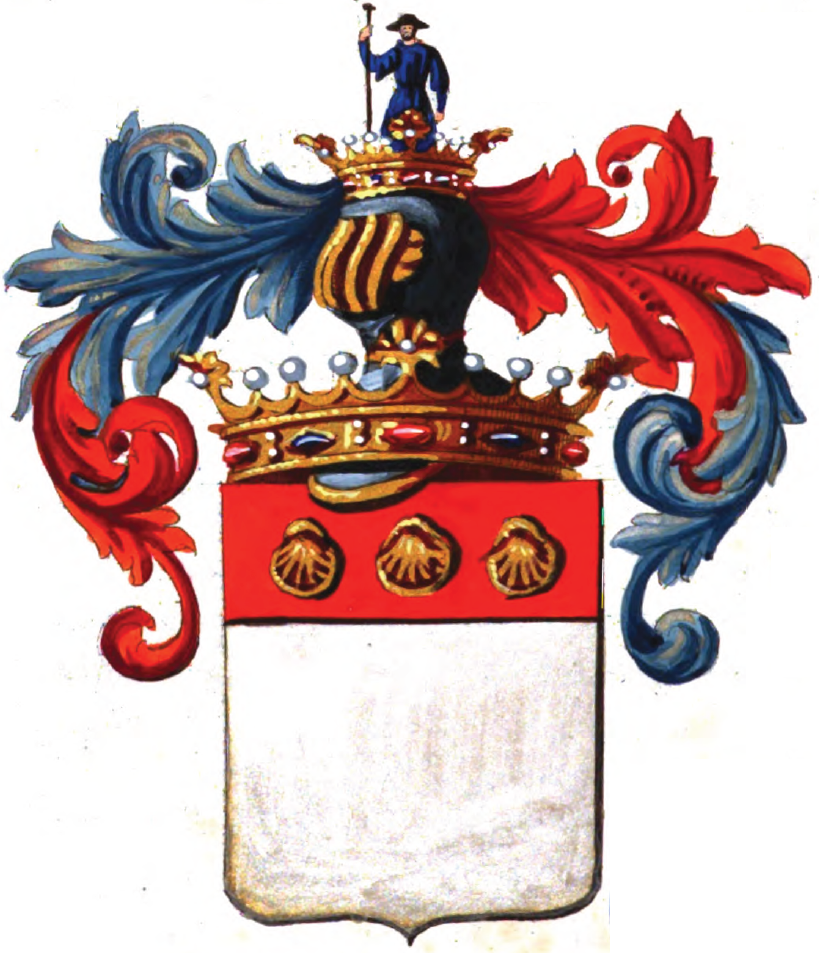
Benzi
René von Bourbon-Parma
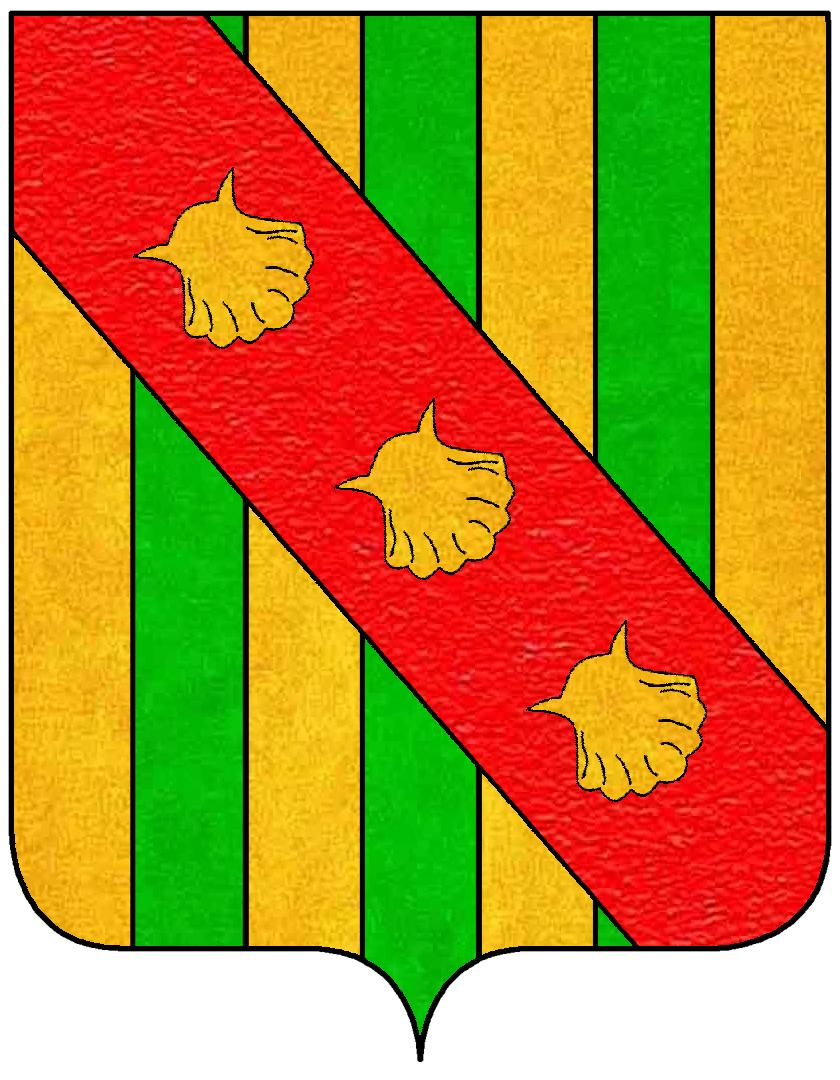
Carbone
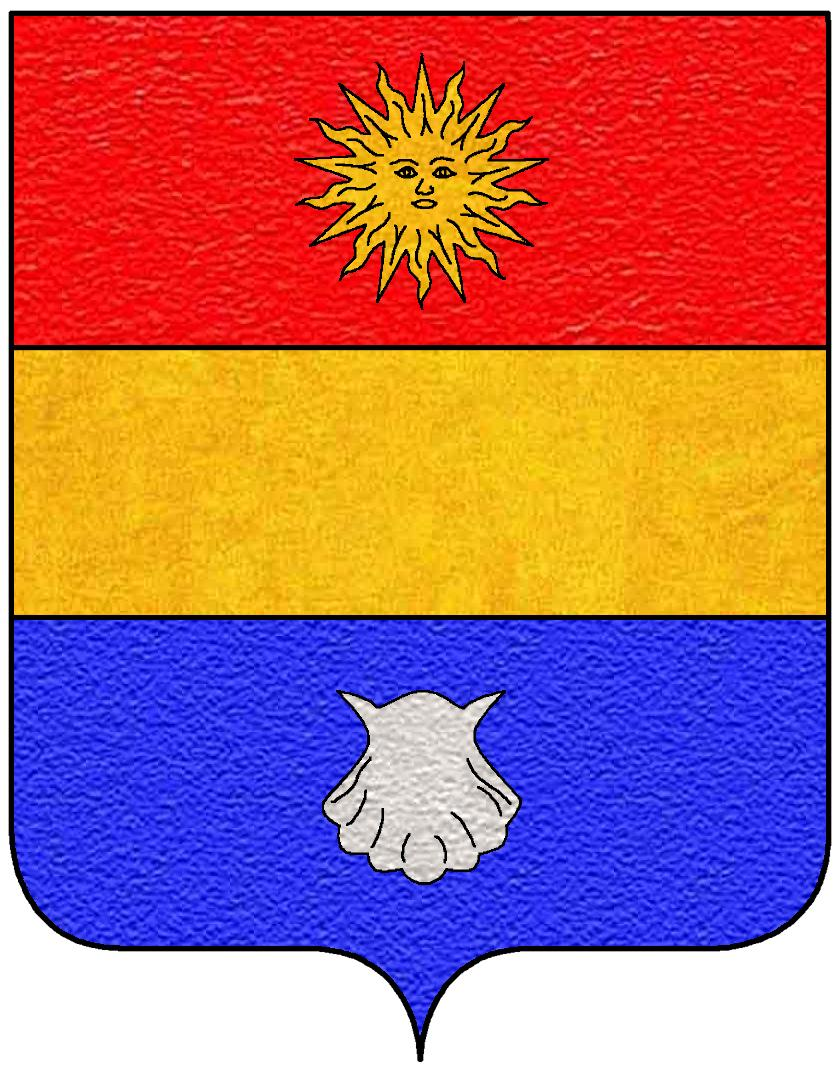
Carchiolo
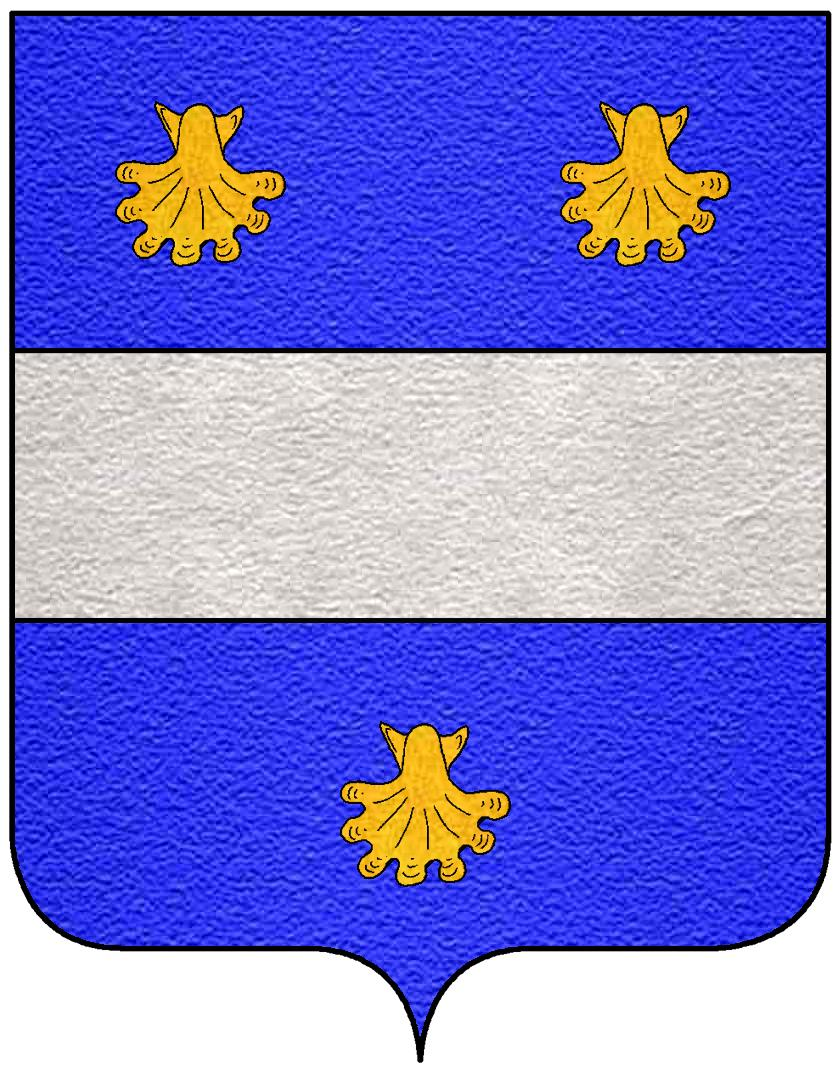
Catani
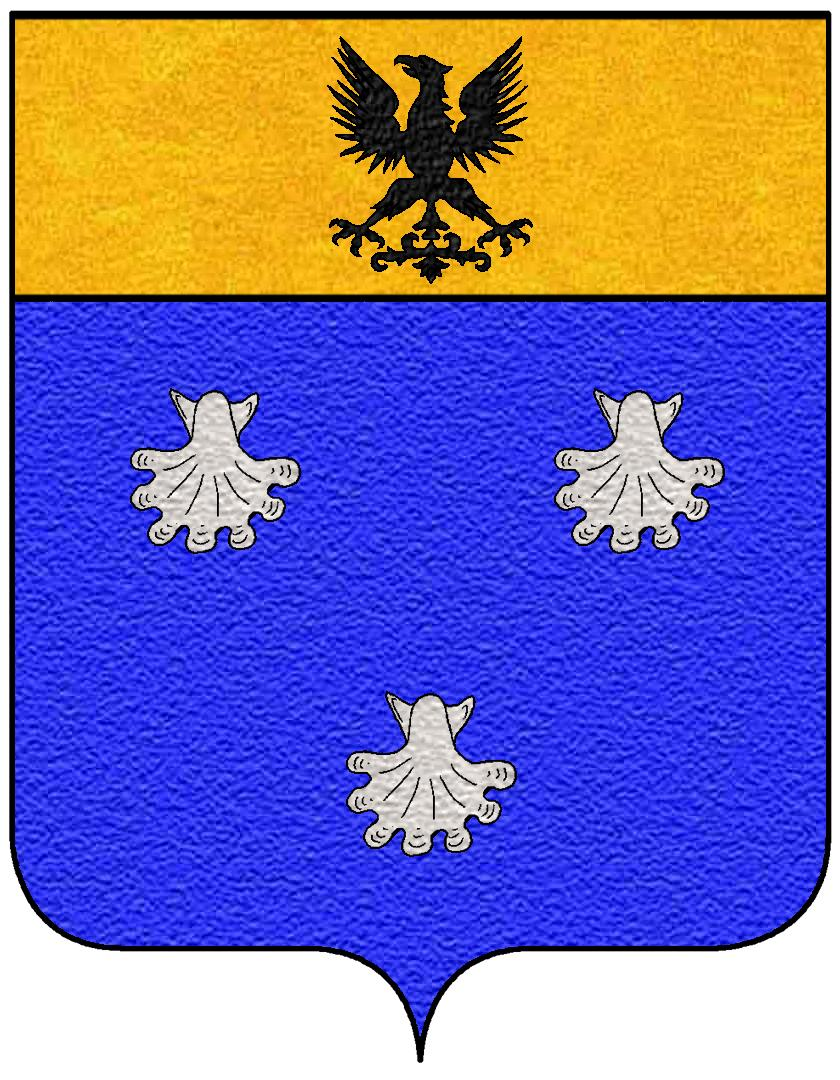
Cattaneo di Proh
Cavour
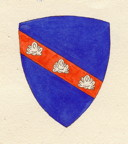
Cianfogni
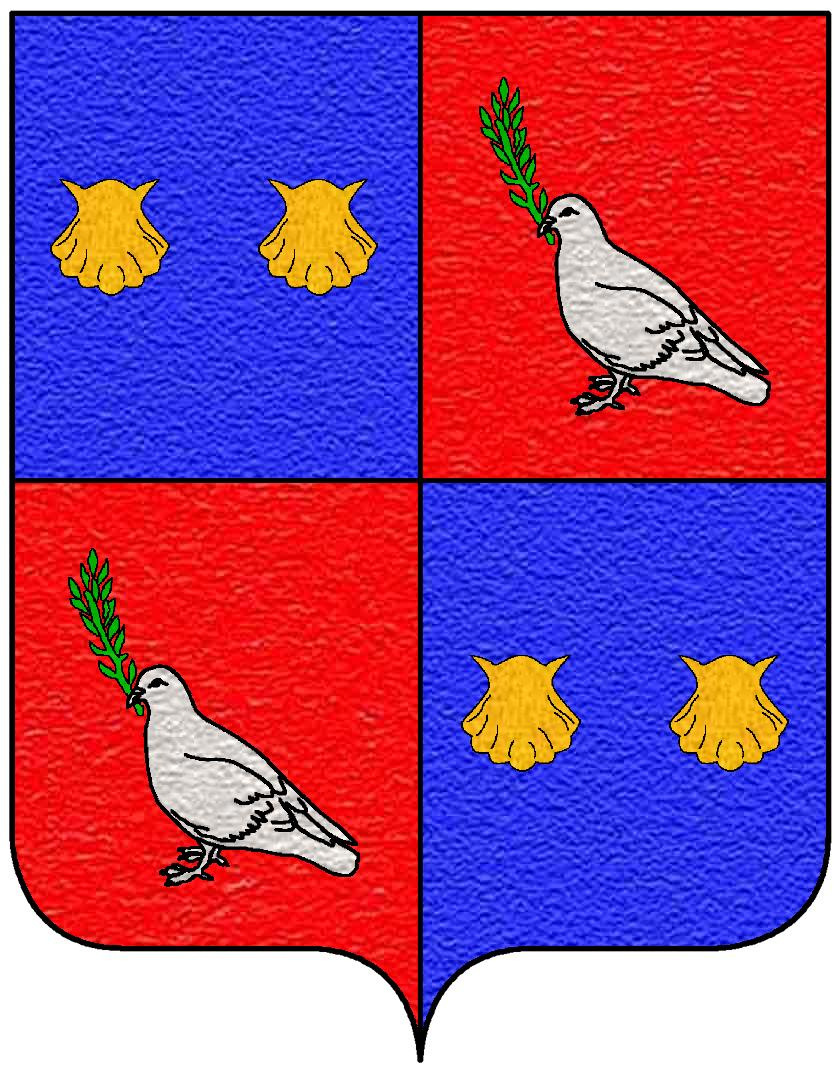
Cocchiglia
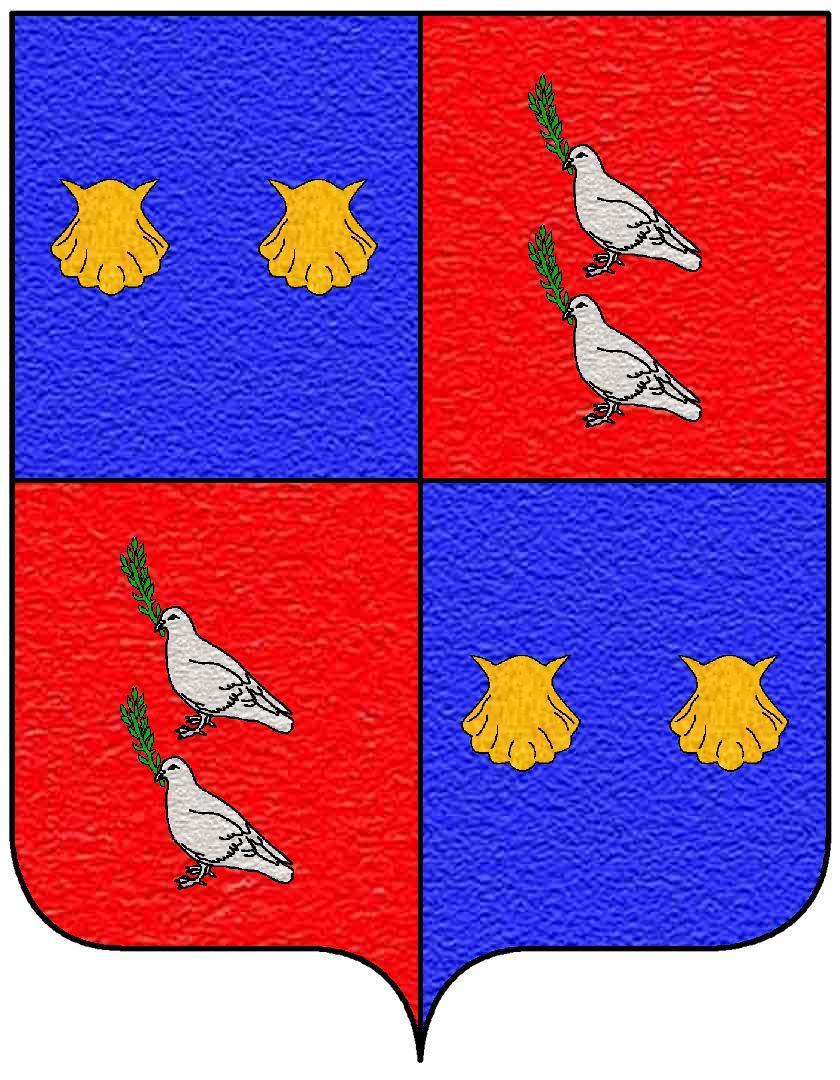
Cocchiglia (Version)
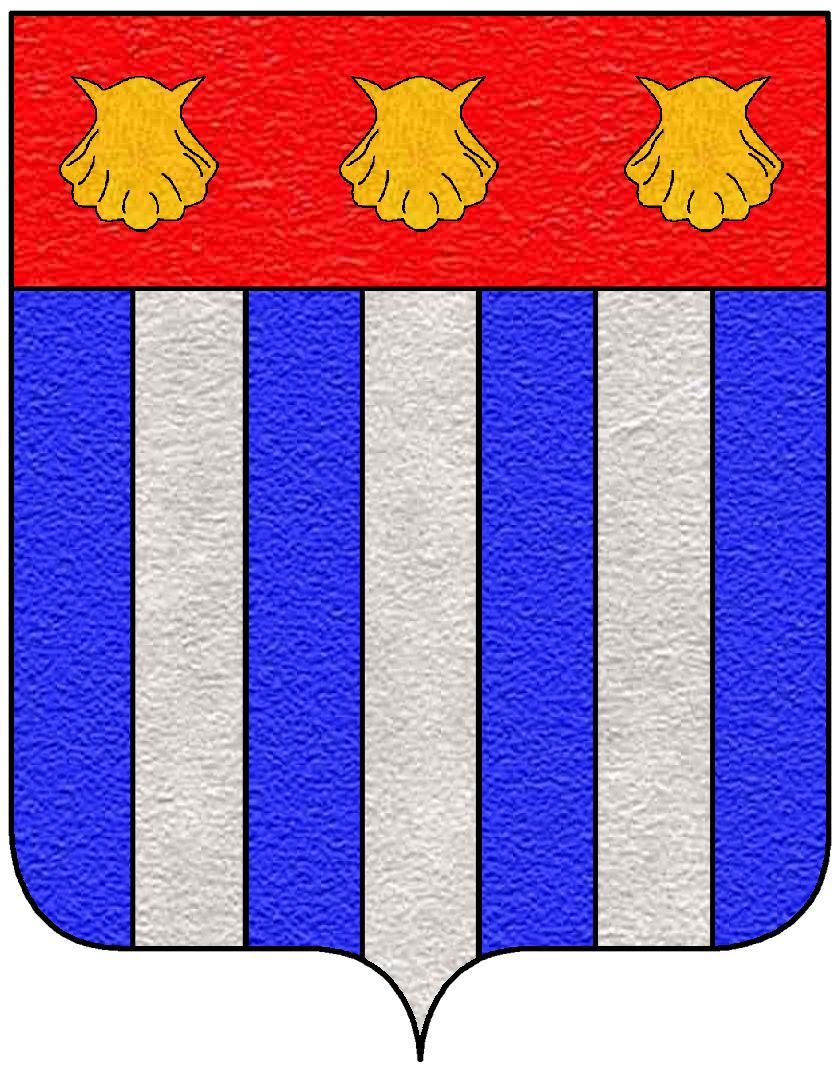
Crotti
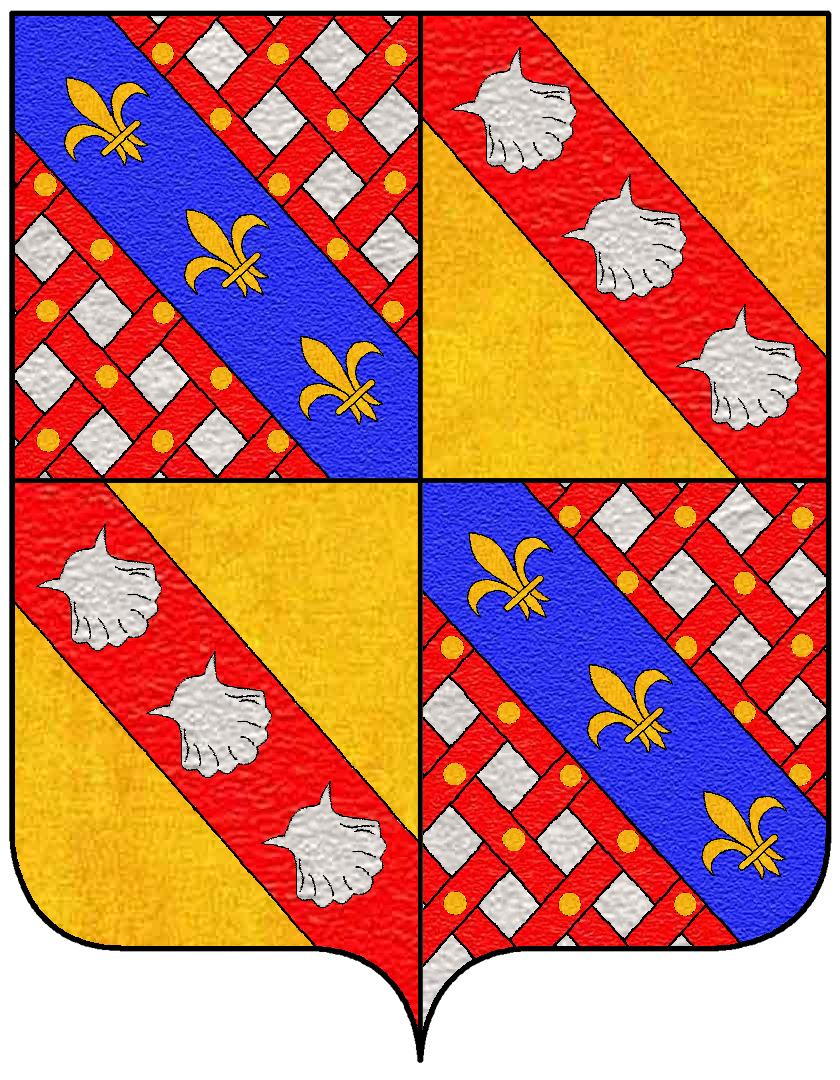
Des Ambrosis
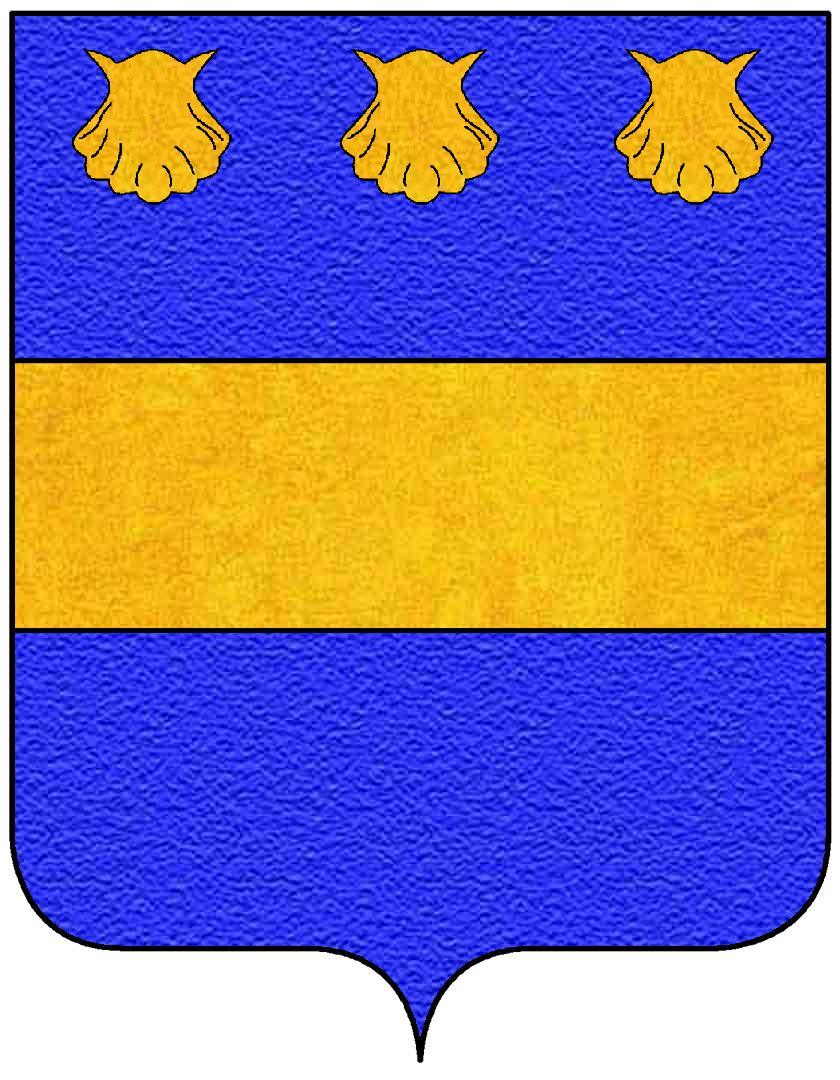
Di Calcinara
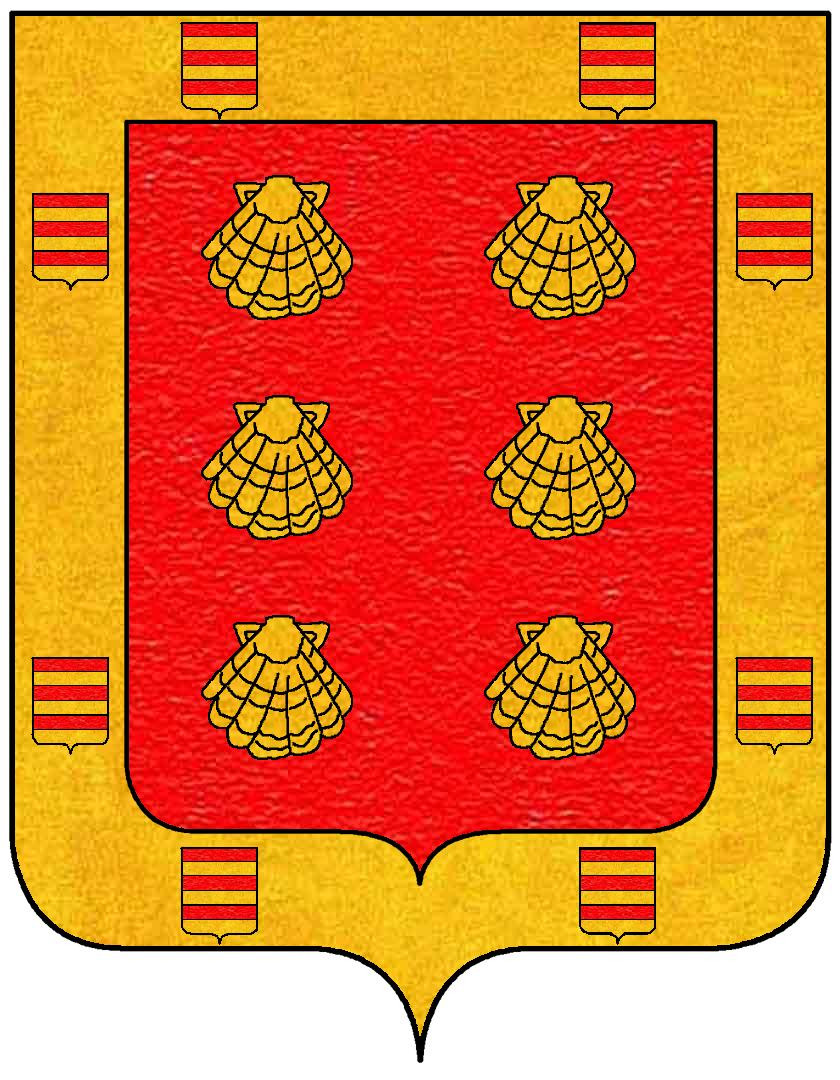
Di Tappia
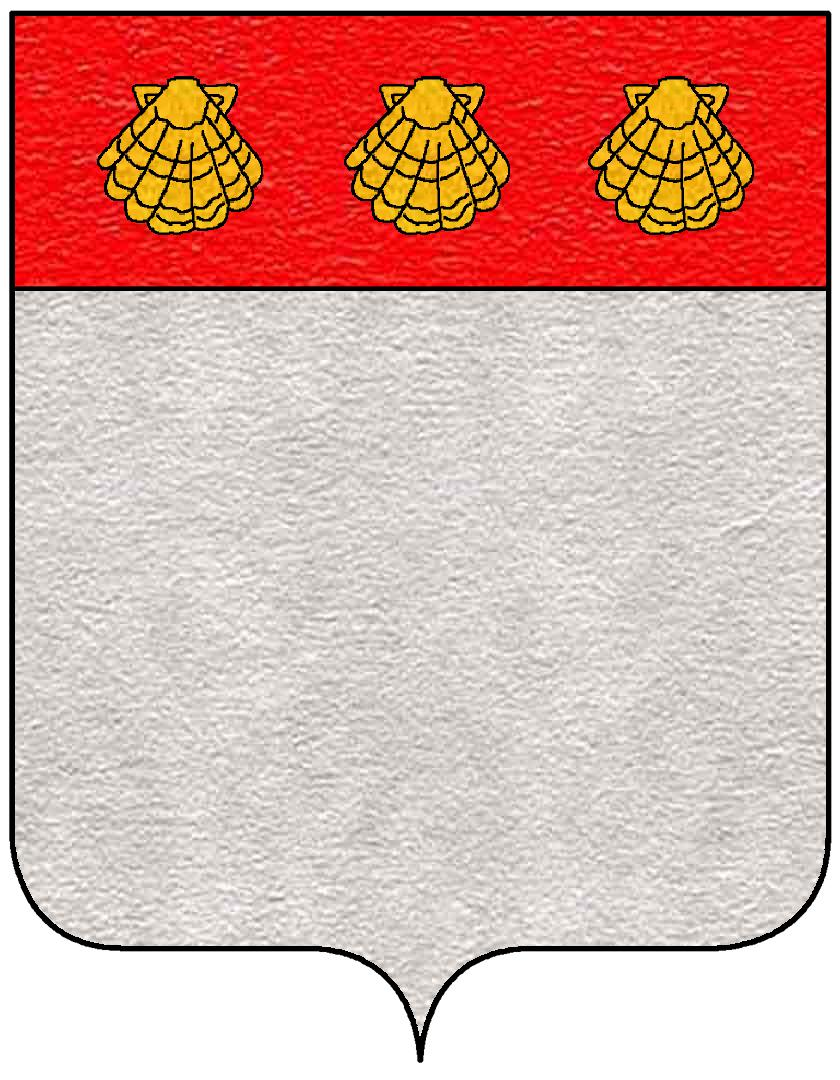
Dodolo
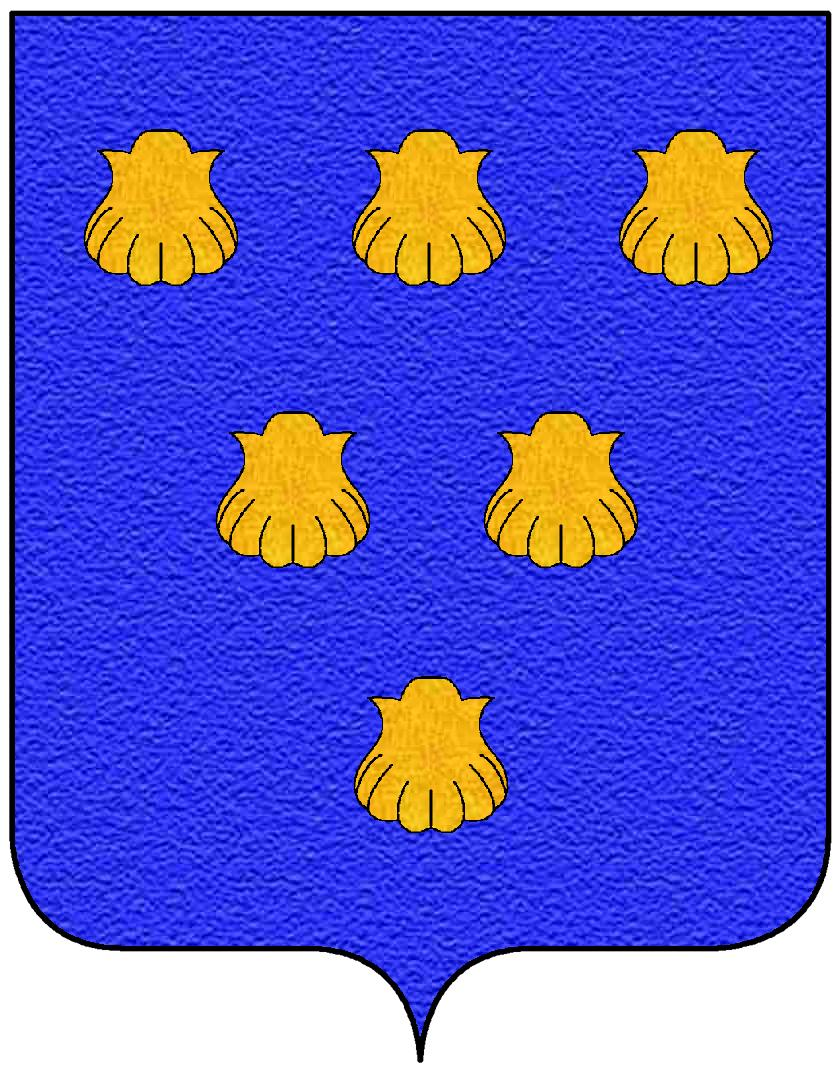
Doffi
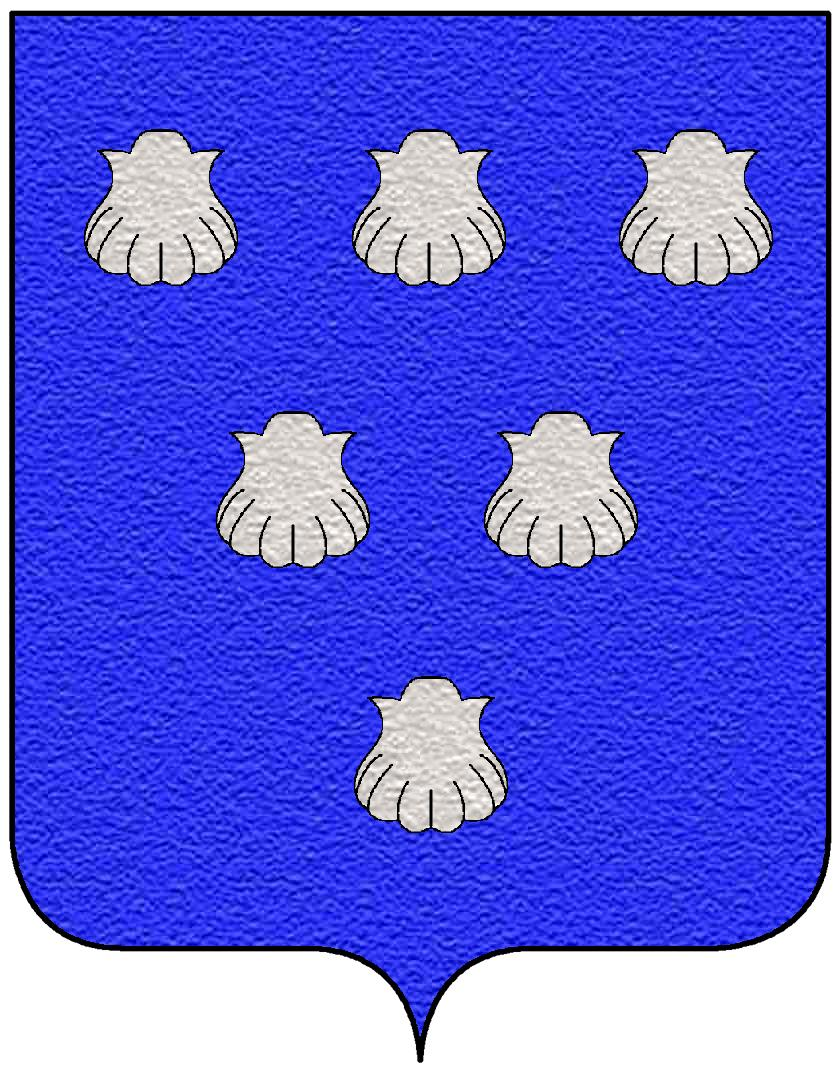
Doffi (Version)
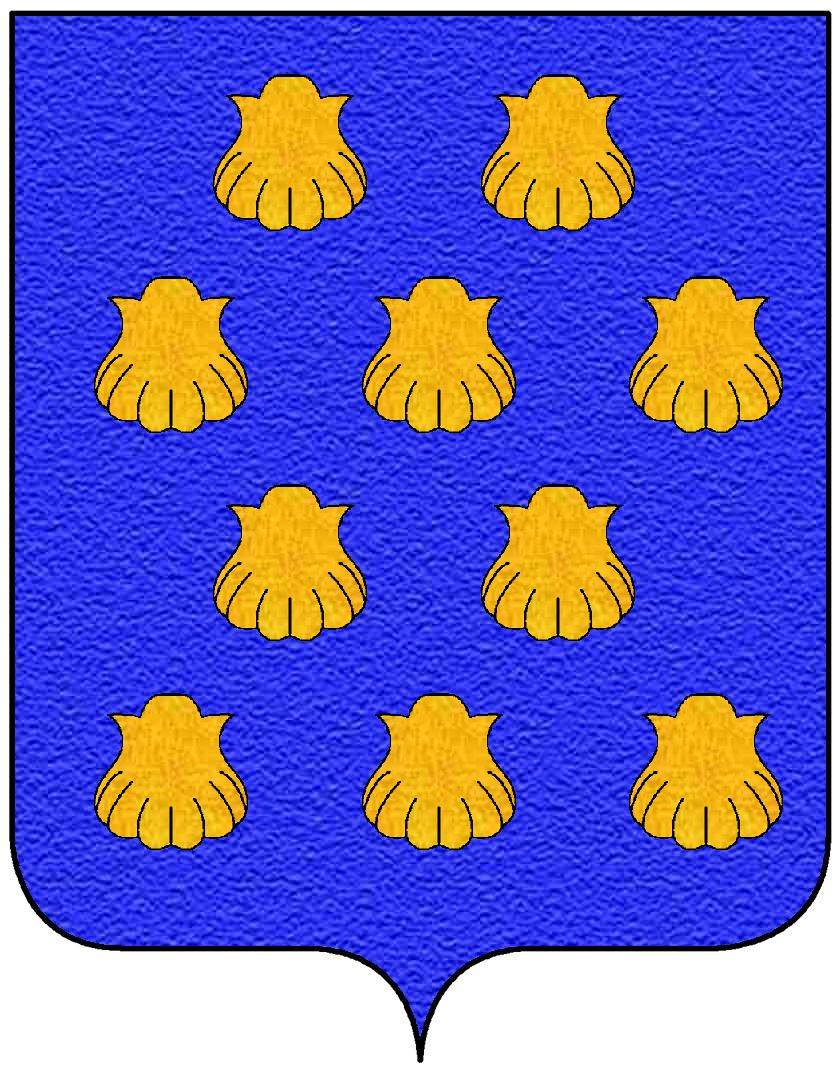
Doffi (Version)
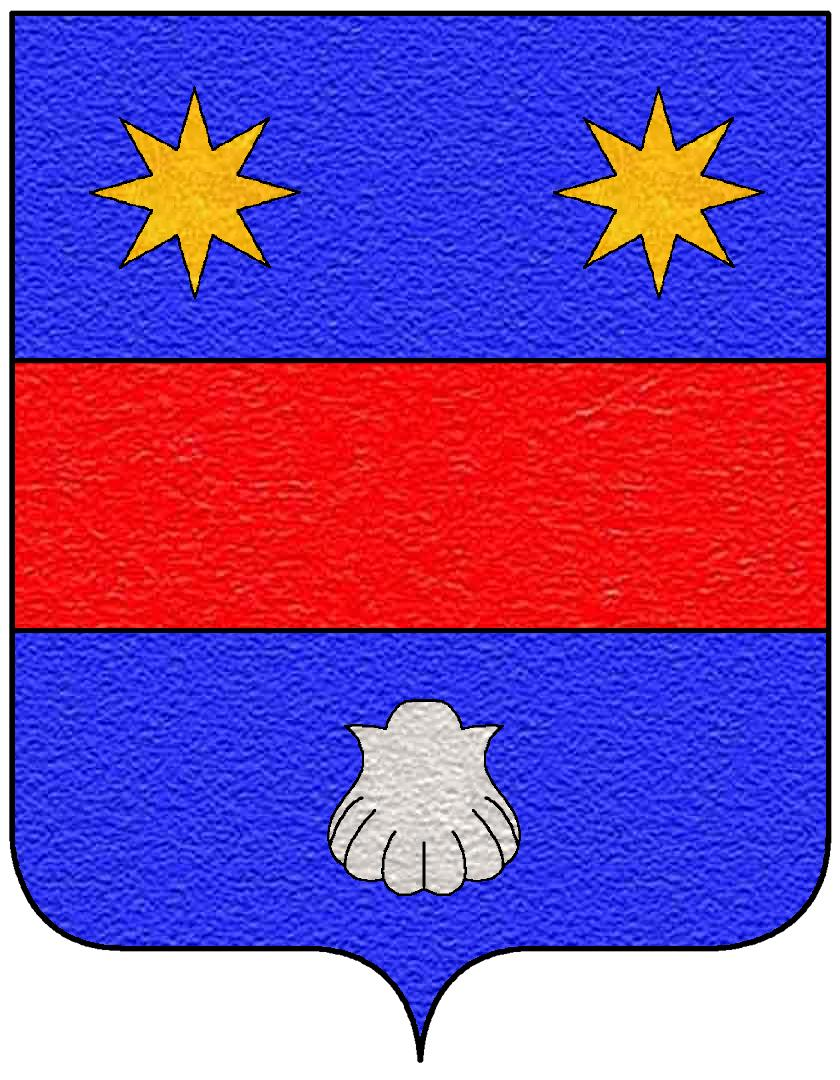
Dolciati
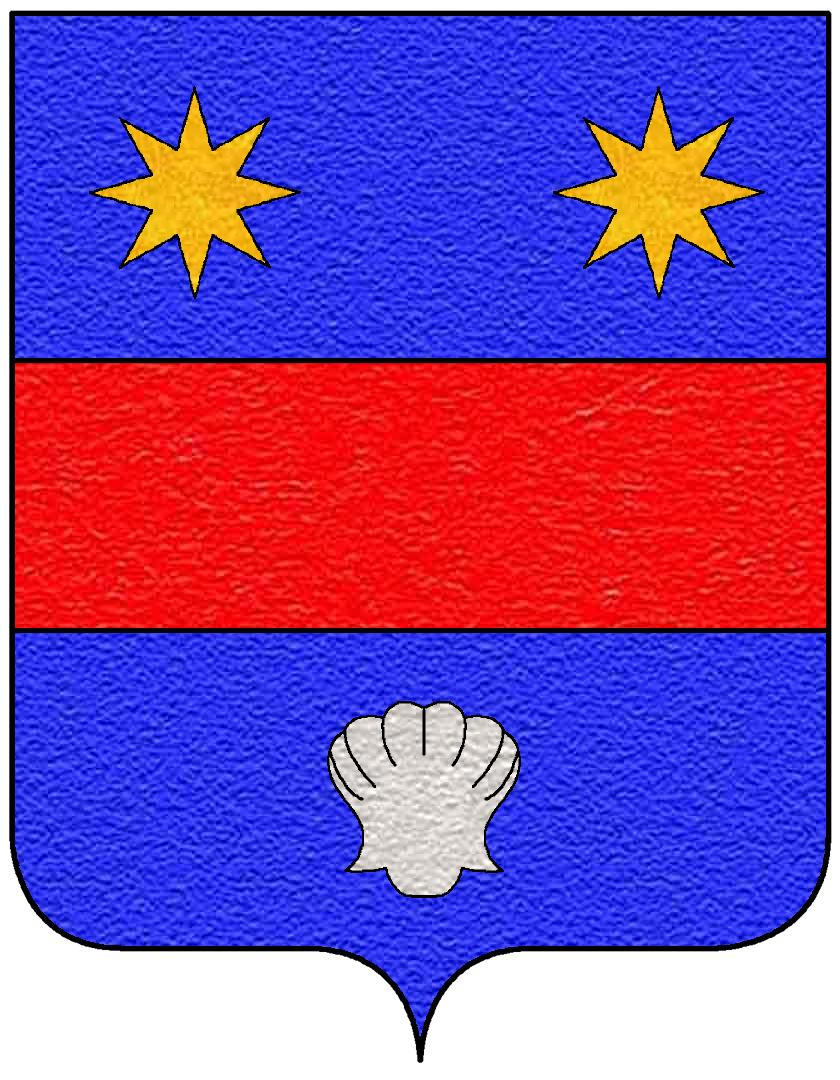
Dolciati (Version)
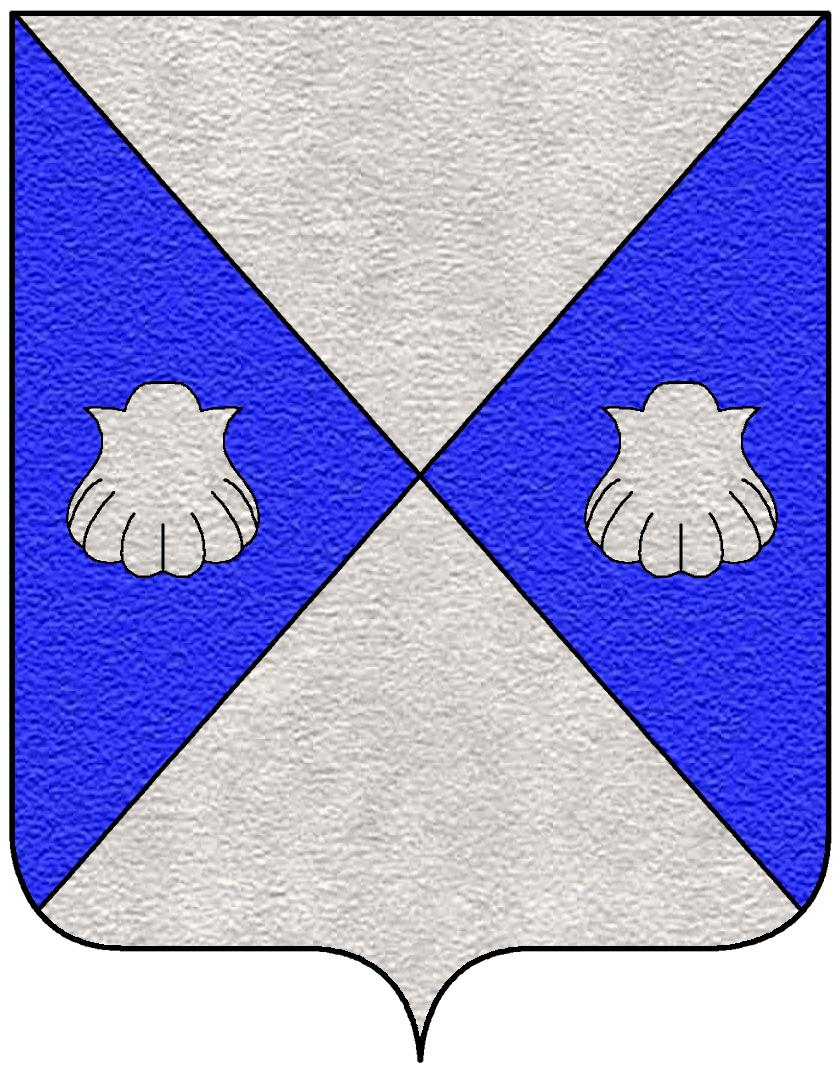
Domenichi
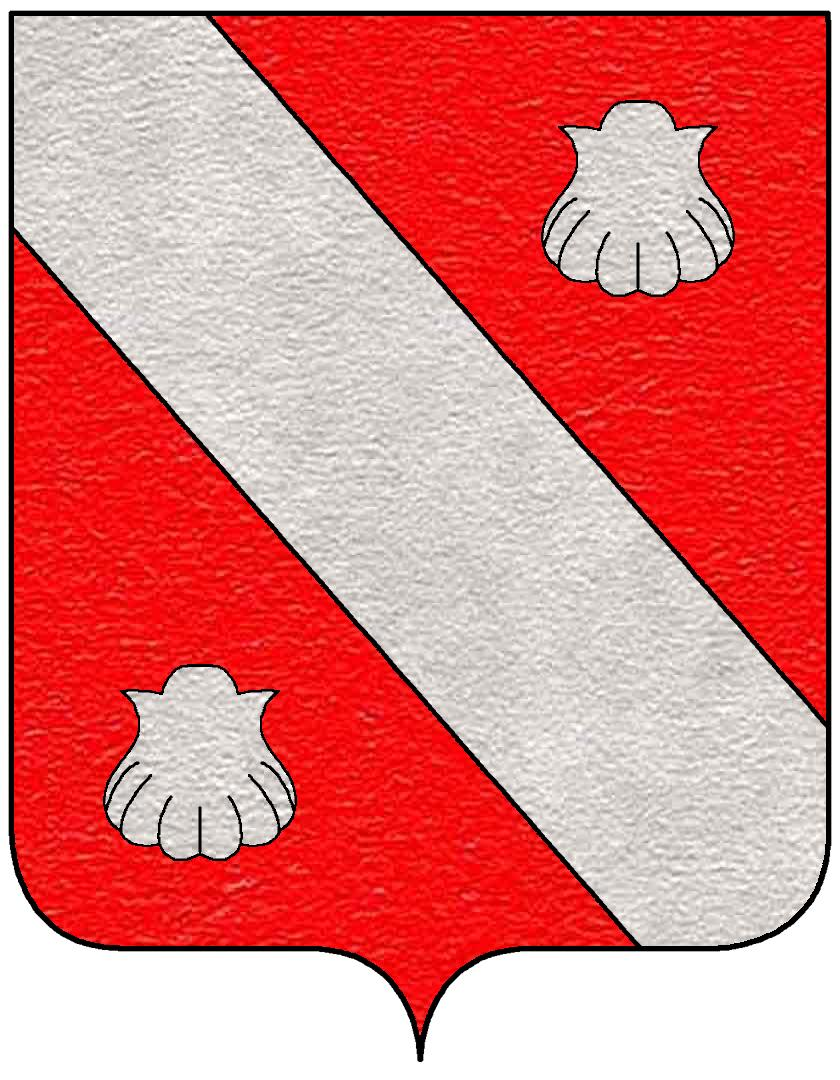
Fantozzi
Gagliardi
Gagliardi (Monteleone)
Gagliardi (Tropea)
Gagliardi (Tropea) (Version)
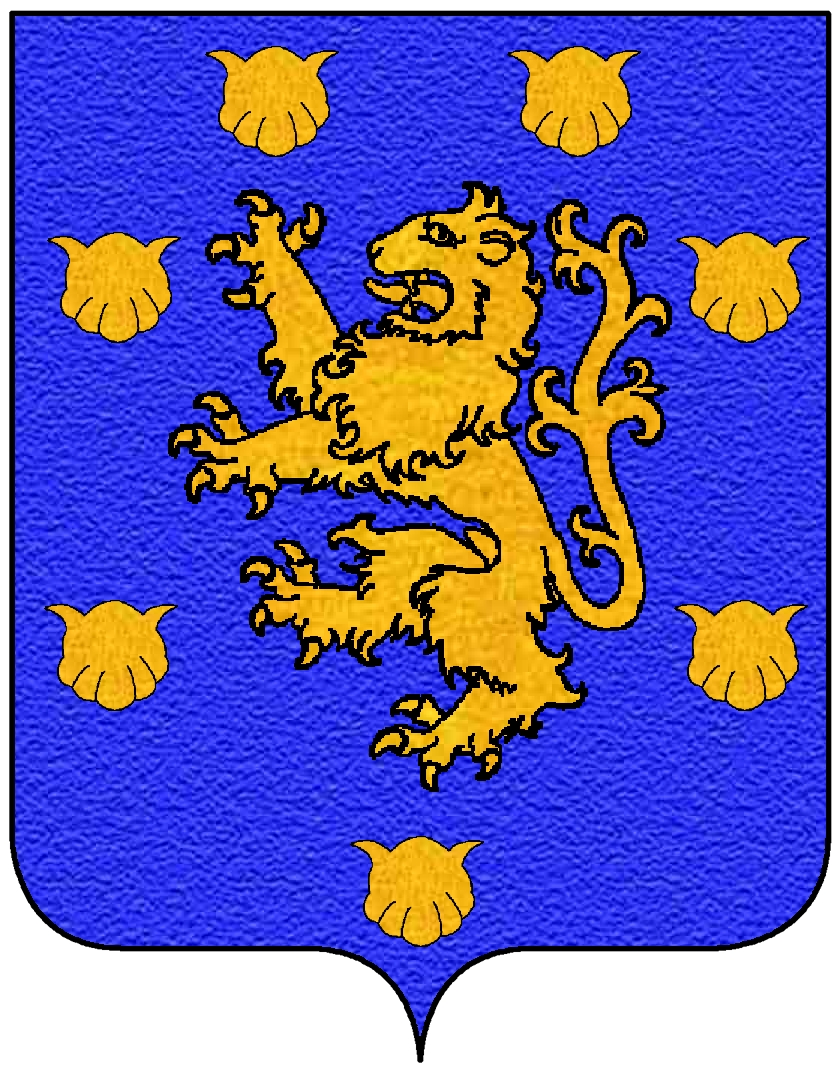
Gagliardo
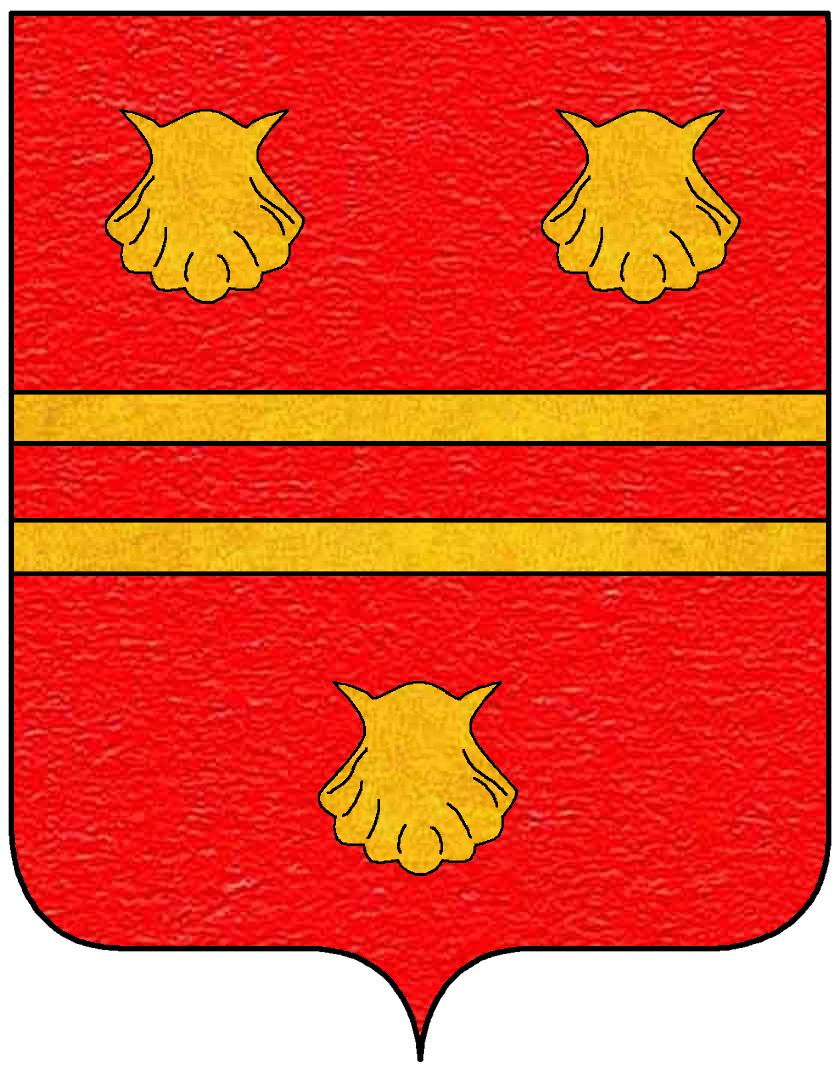
Gherardi
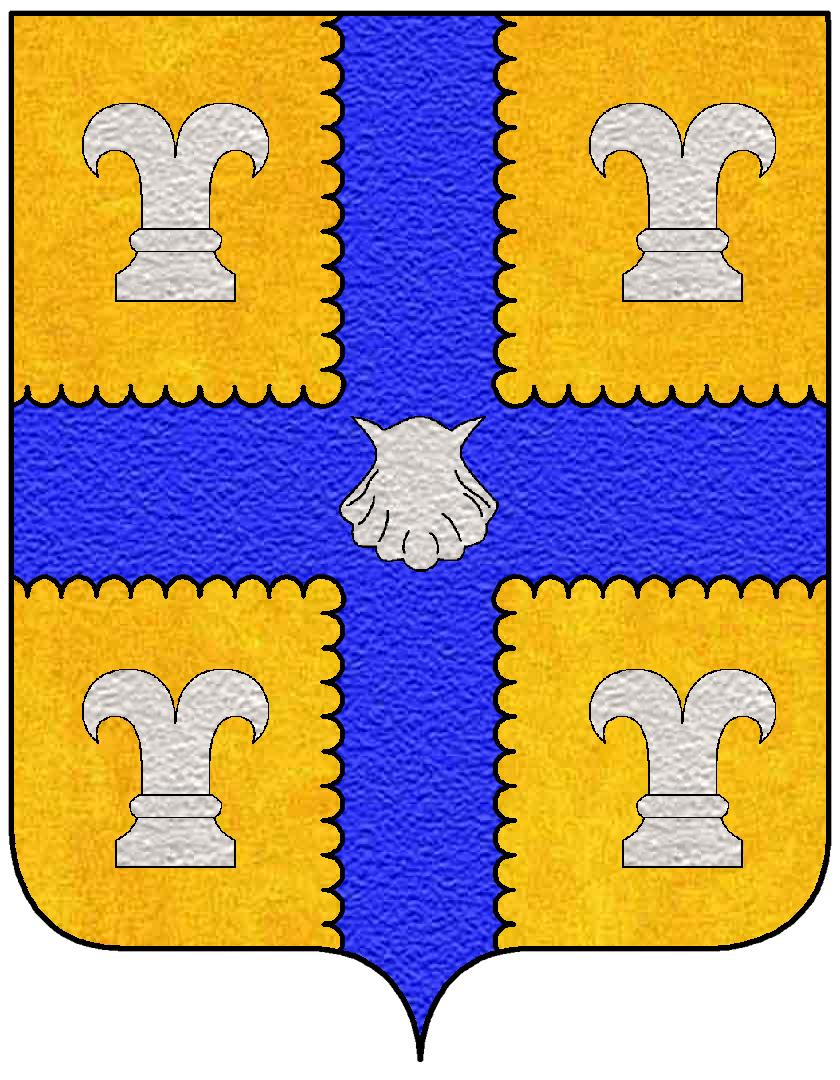
Gherardi del Nicchio
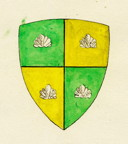
Giachinotti
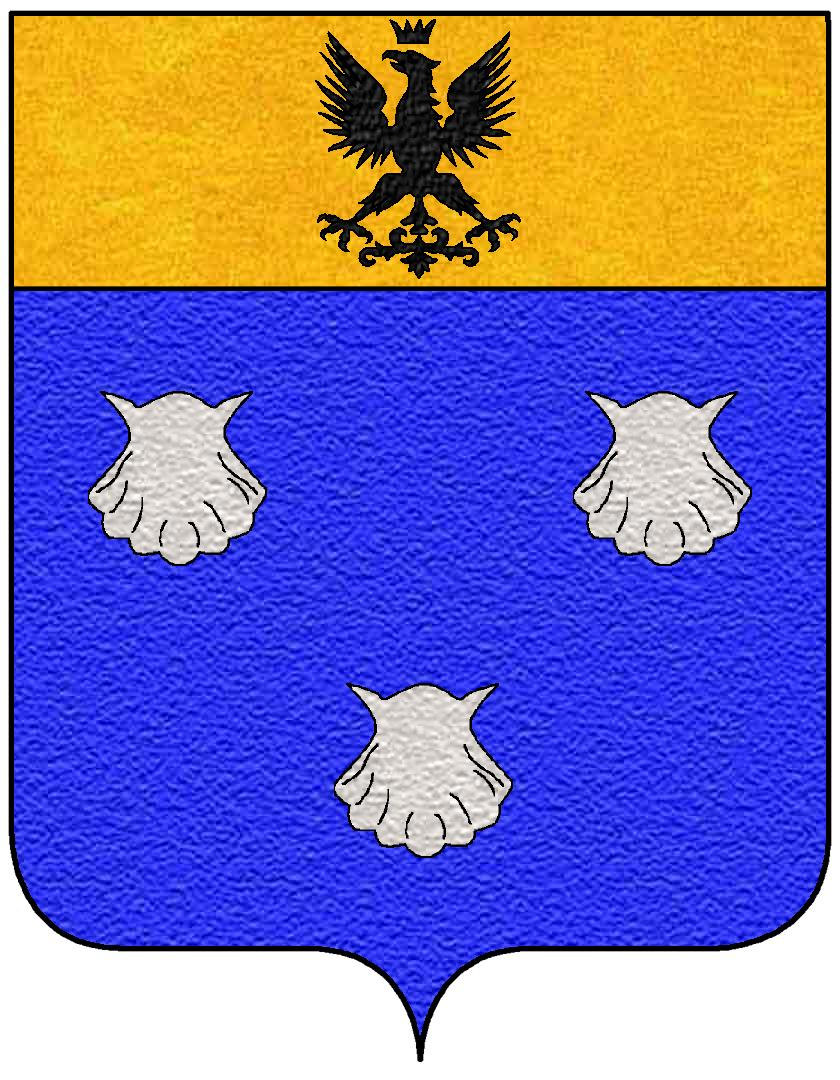
Giavino
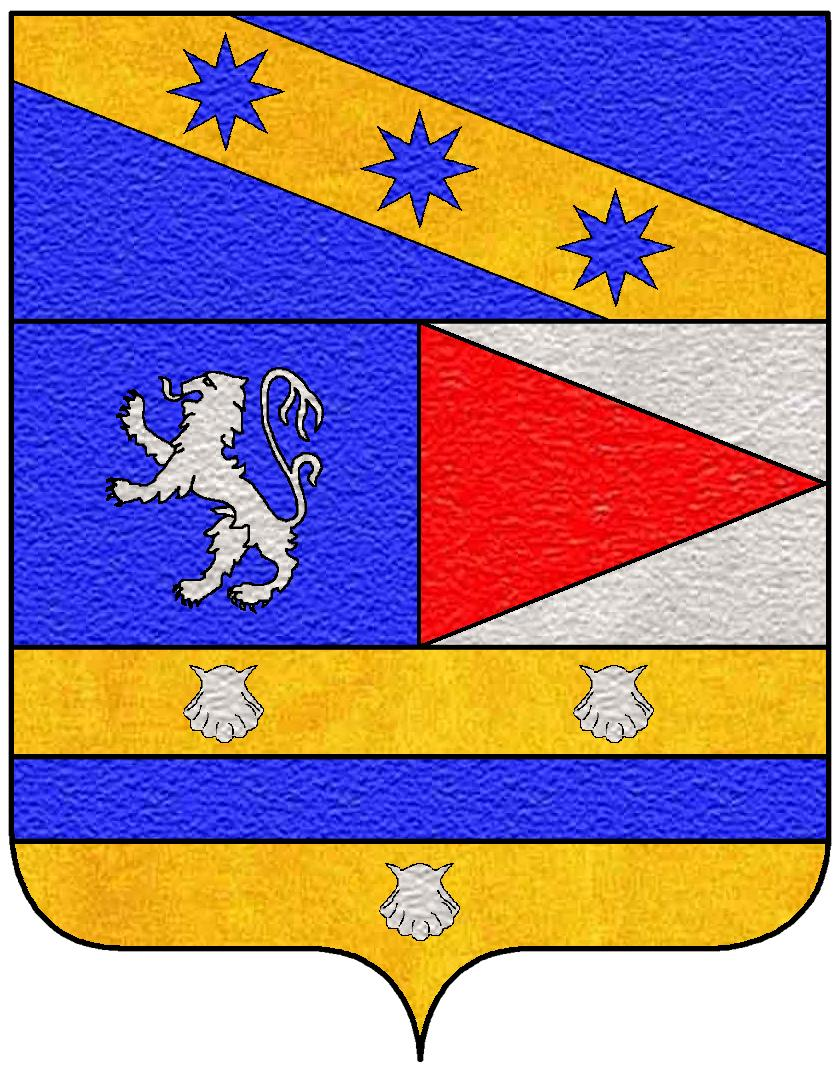
Ginori Lisci
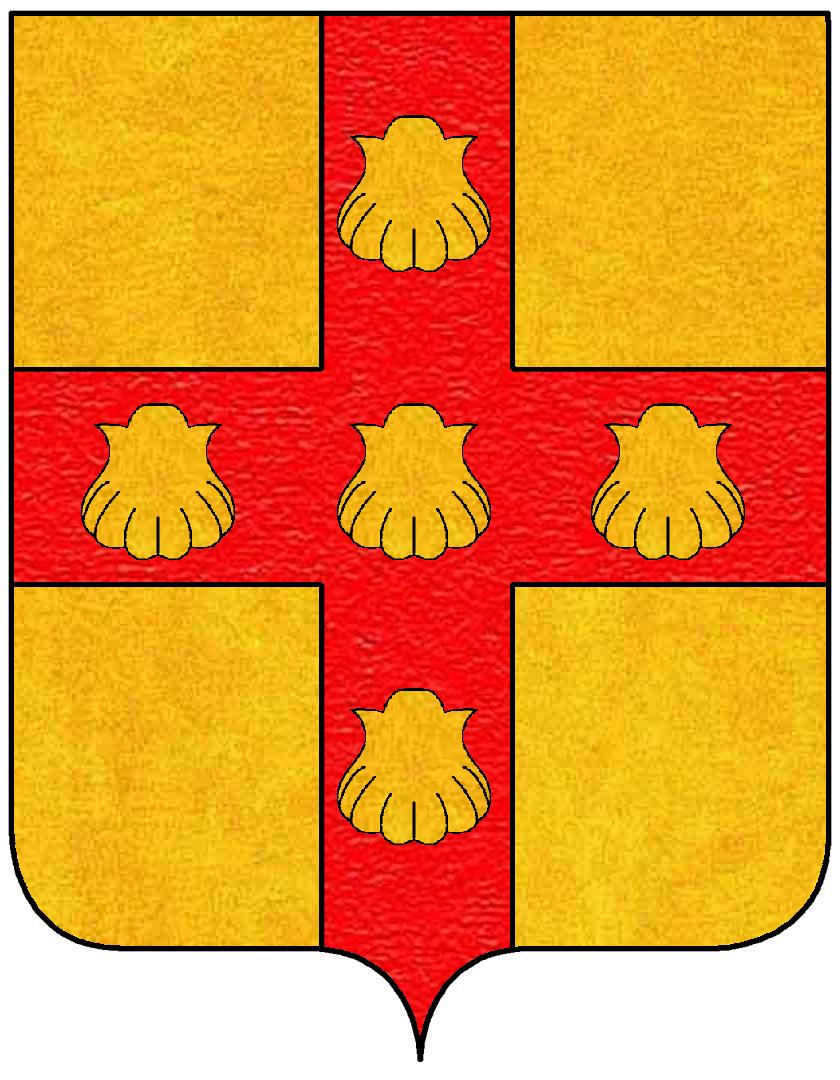
Gionti
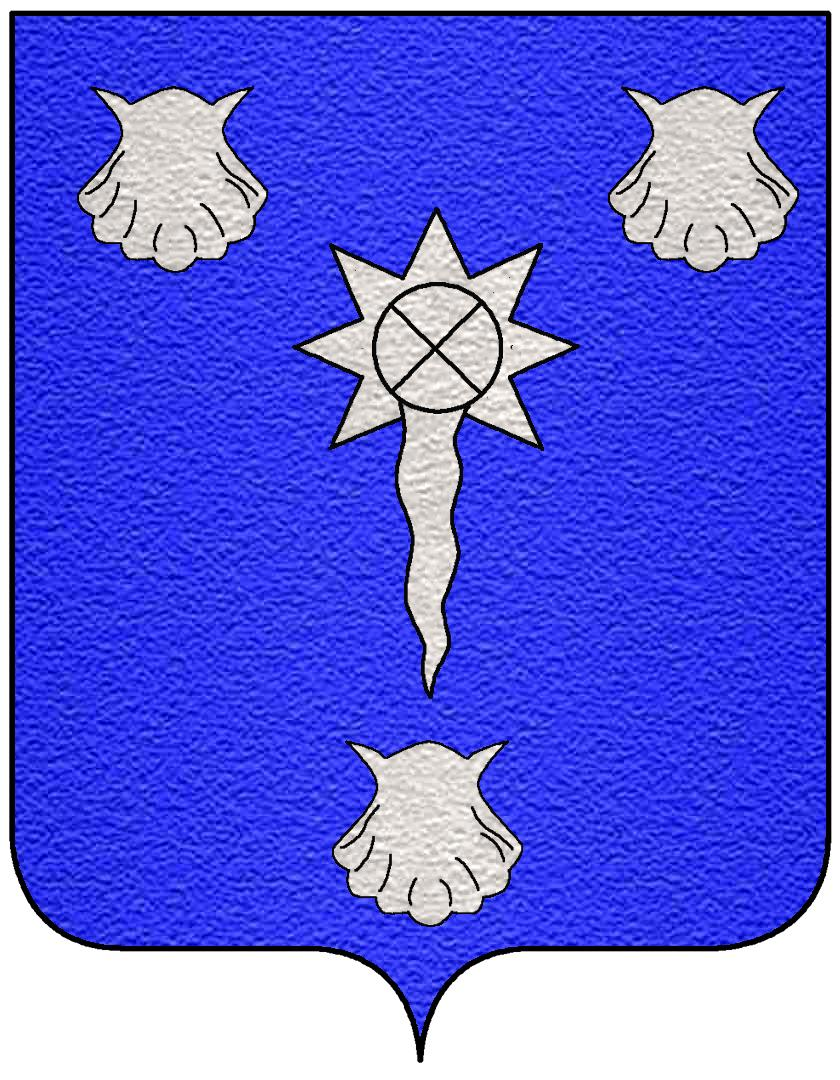
Greco
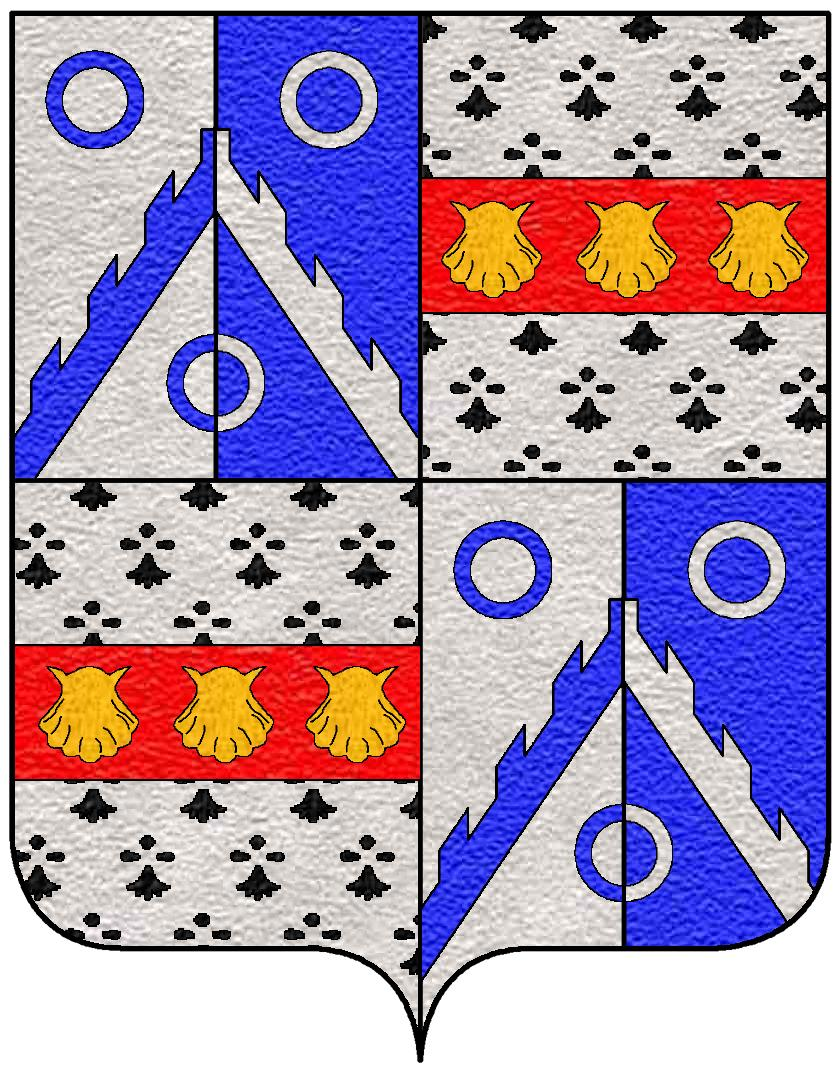
Ingham
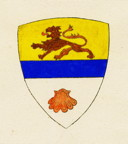
Leoni
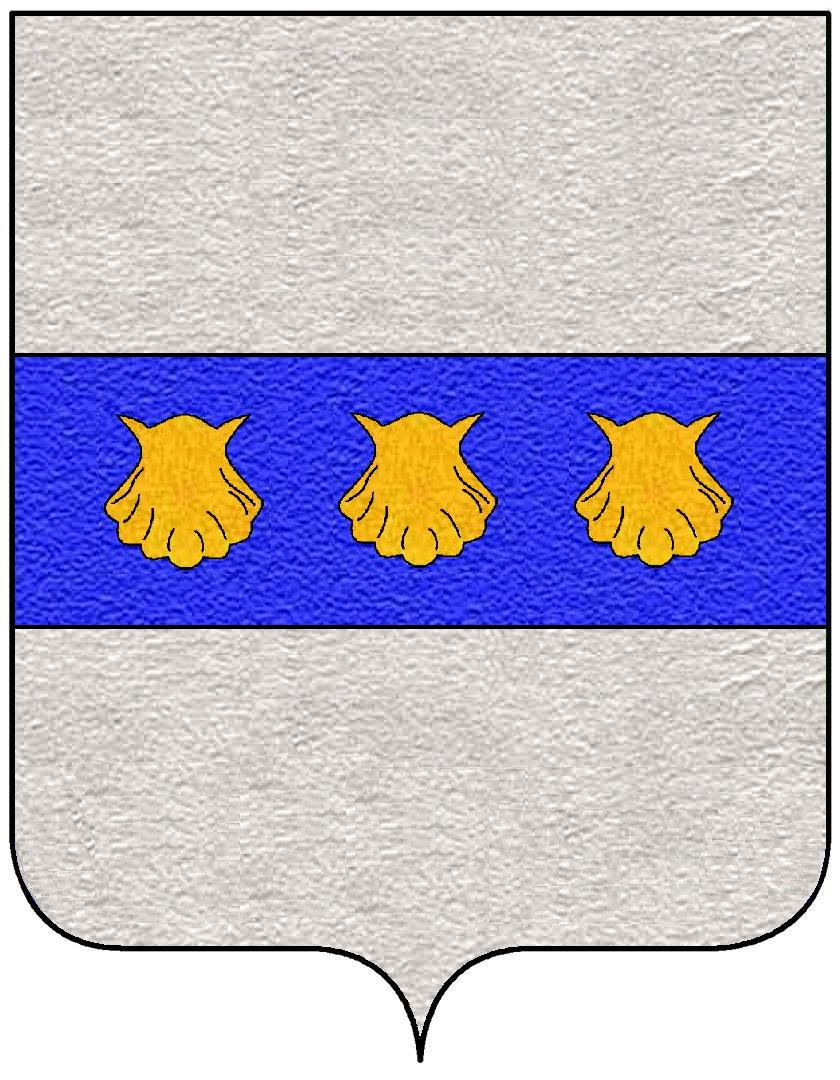
Matera
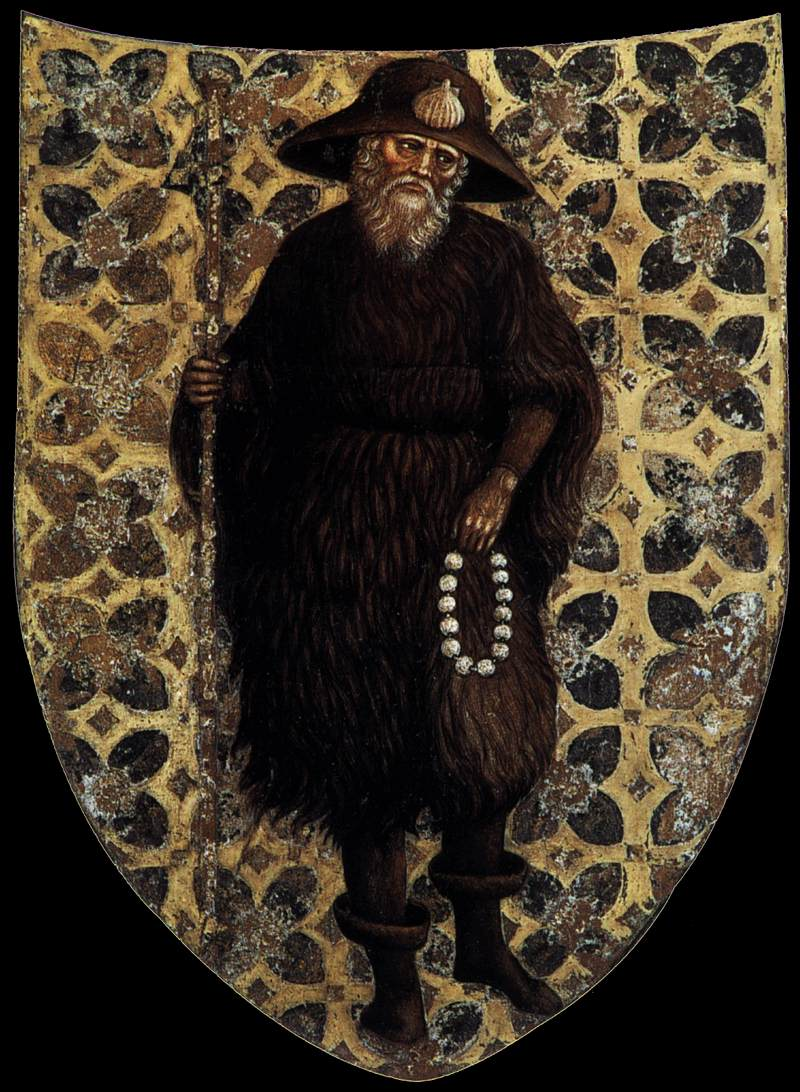
Pellegrini
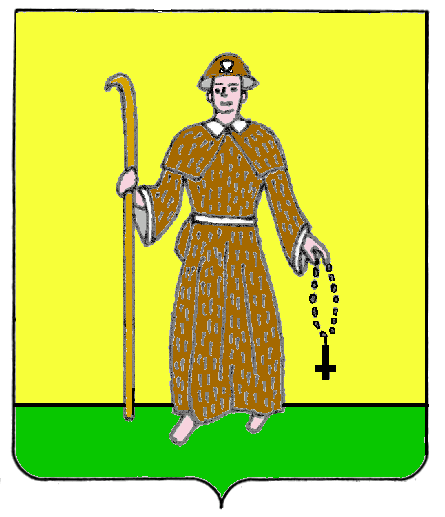
Pellegrini
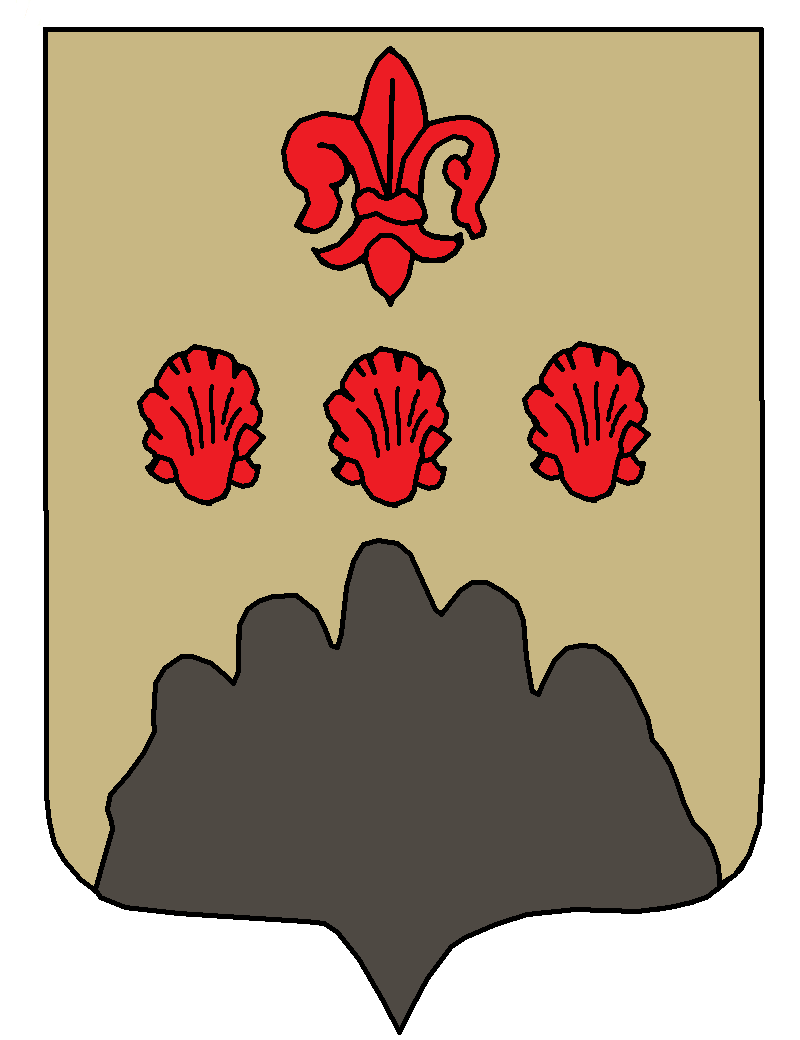
Platamone
Rangoni
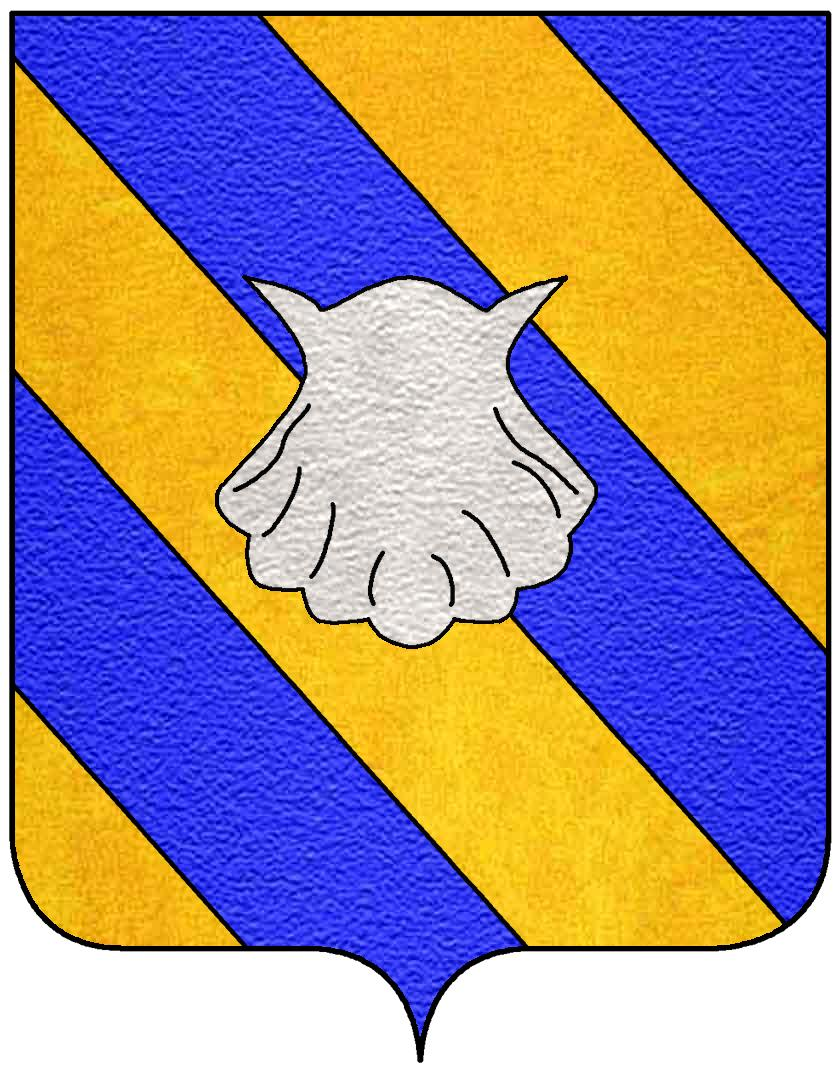
Riccobaldi
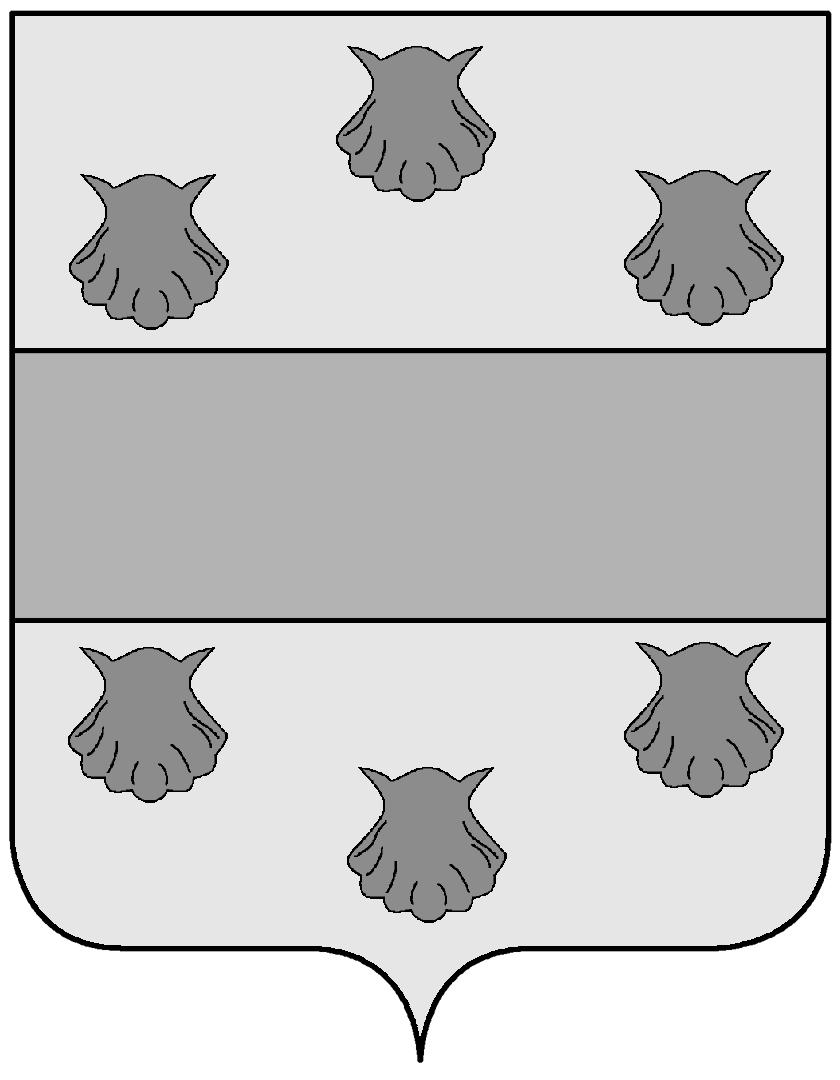
Rinaldi
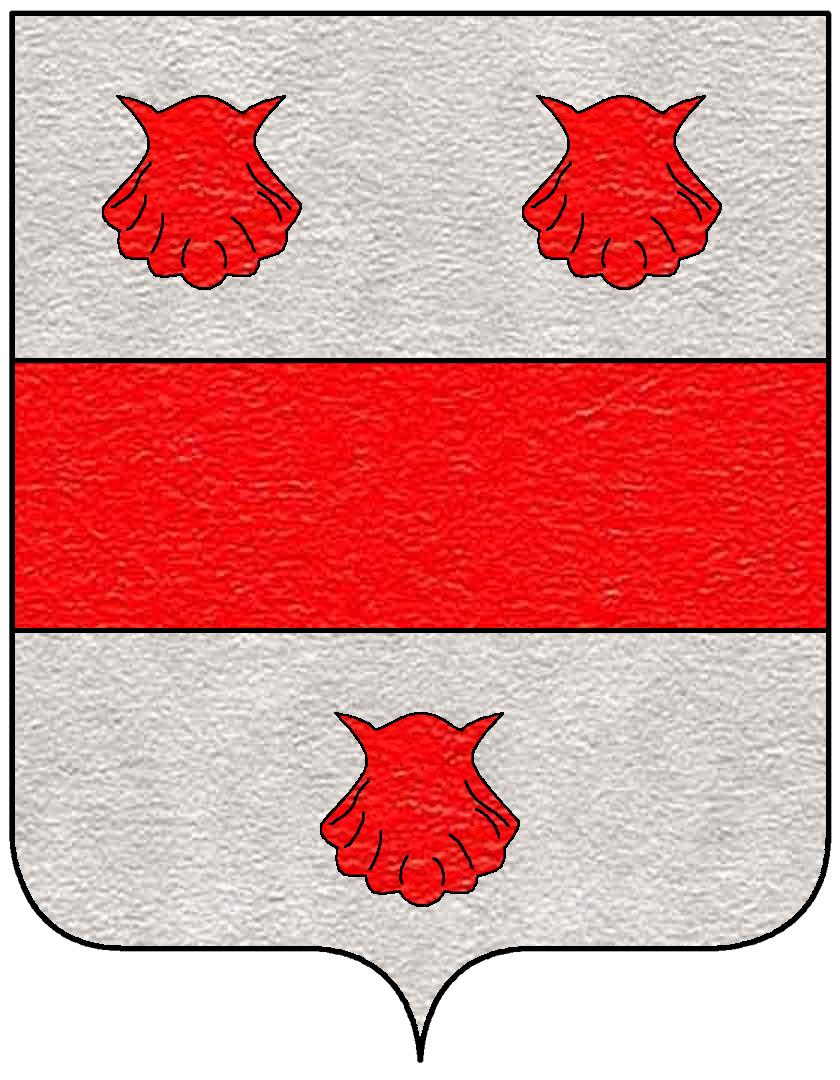
Ristori
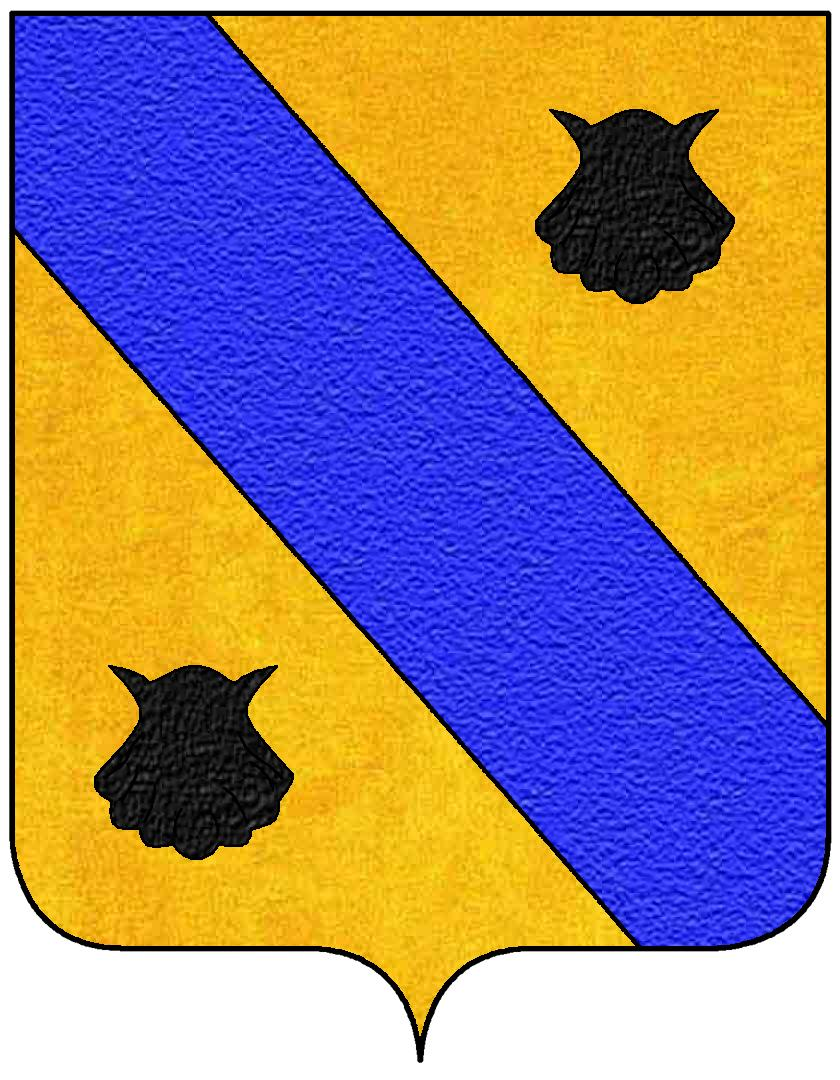
Rossi
Ruffo di Calabria
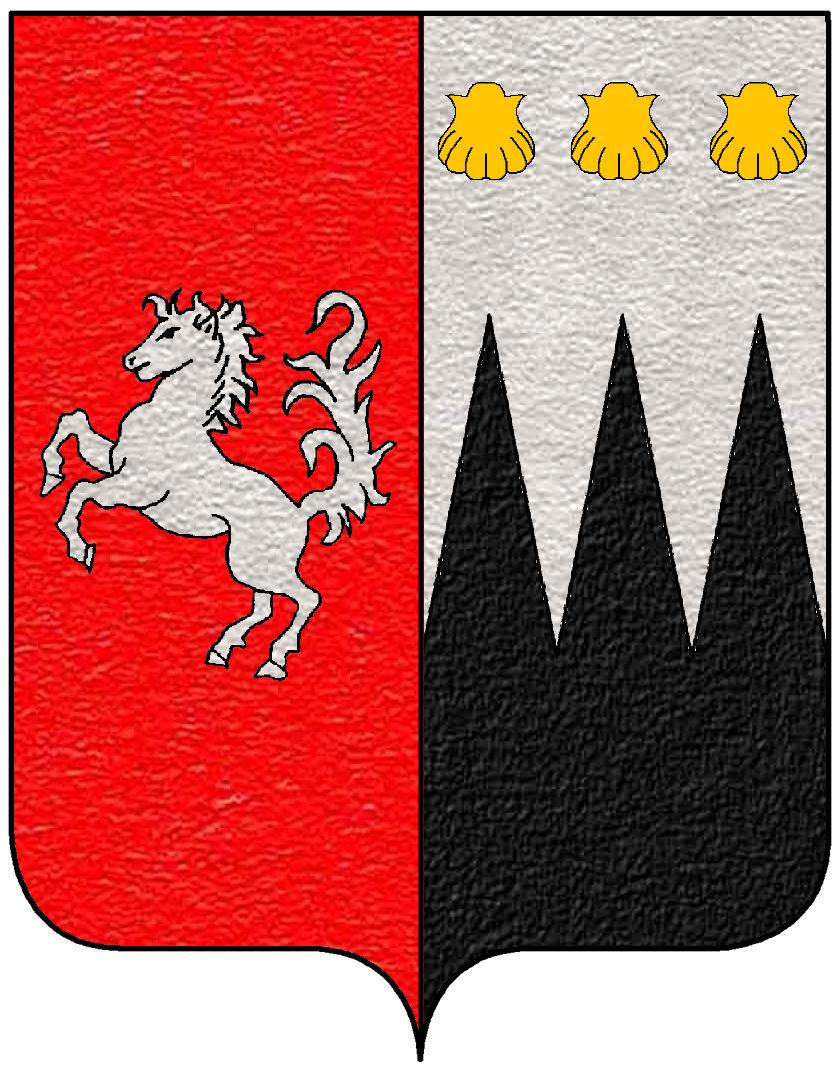
Sallier de la Tour
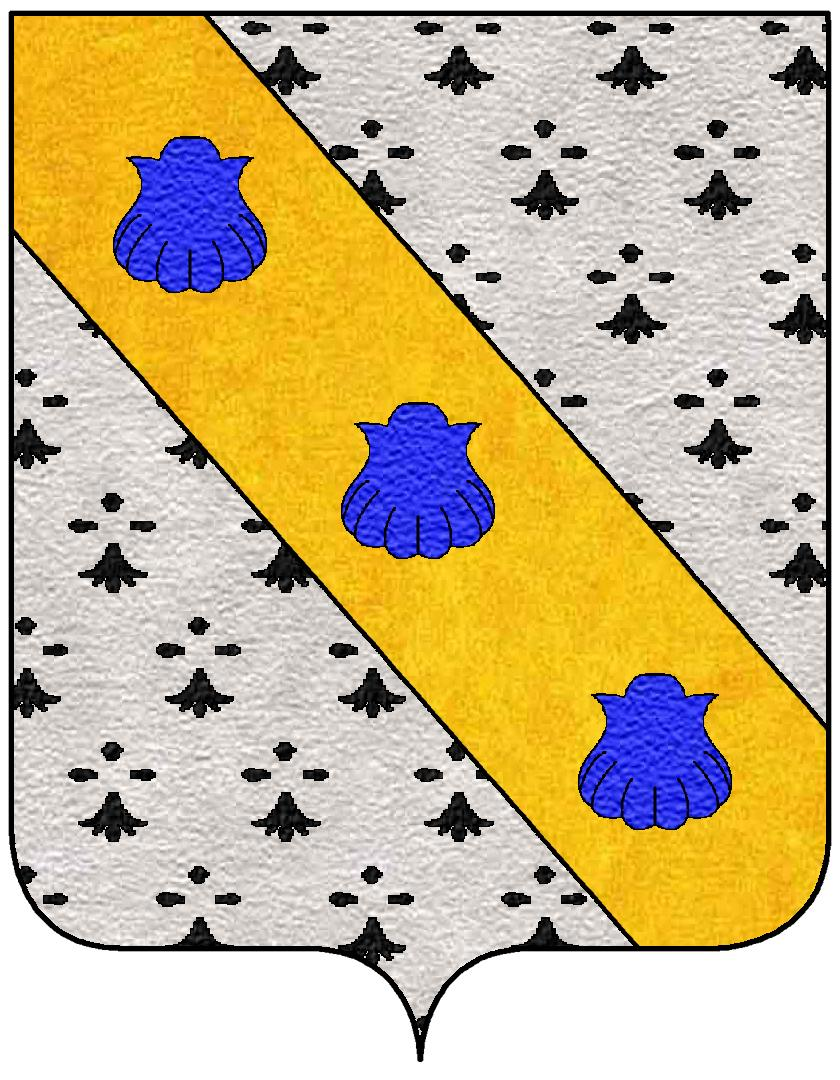
Sangermano di Monteverde
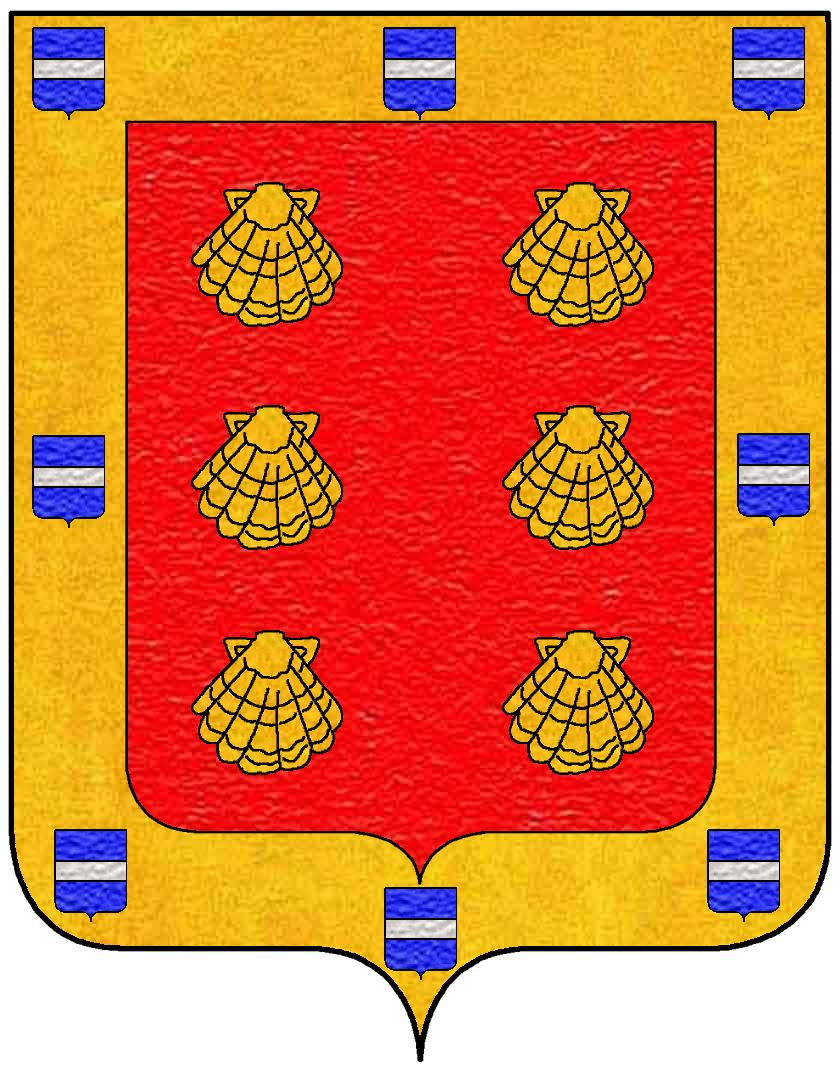
Tappia
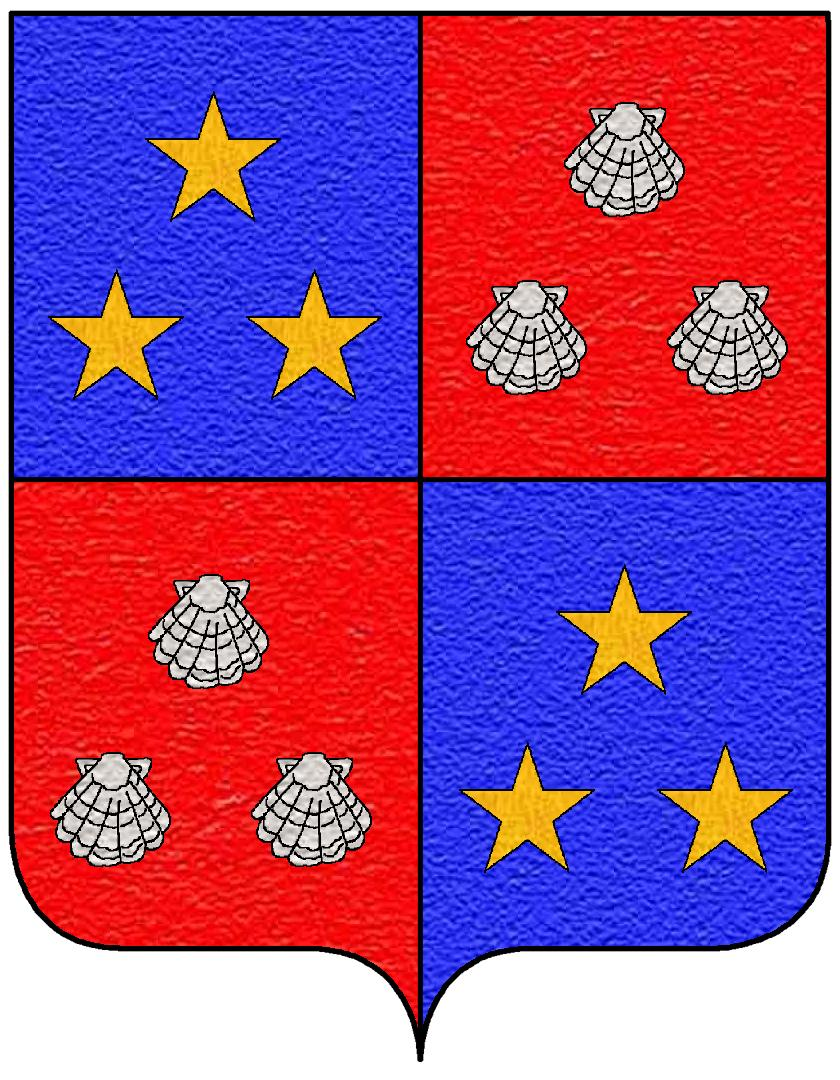
Tarizzo
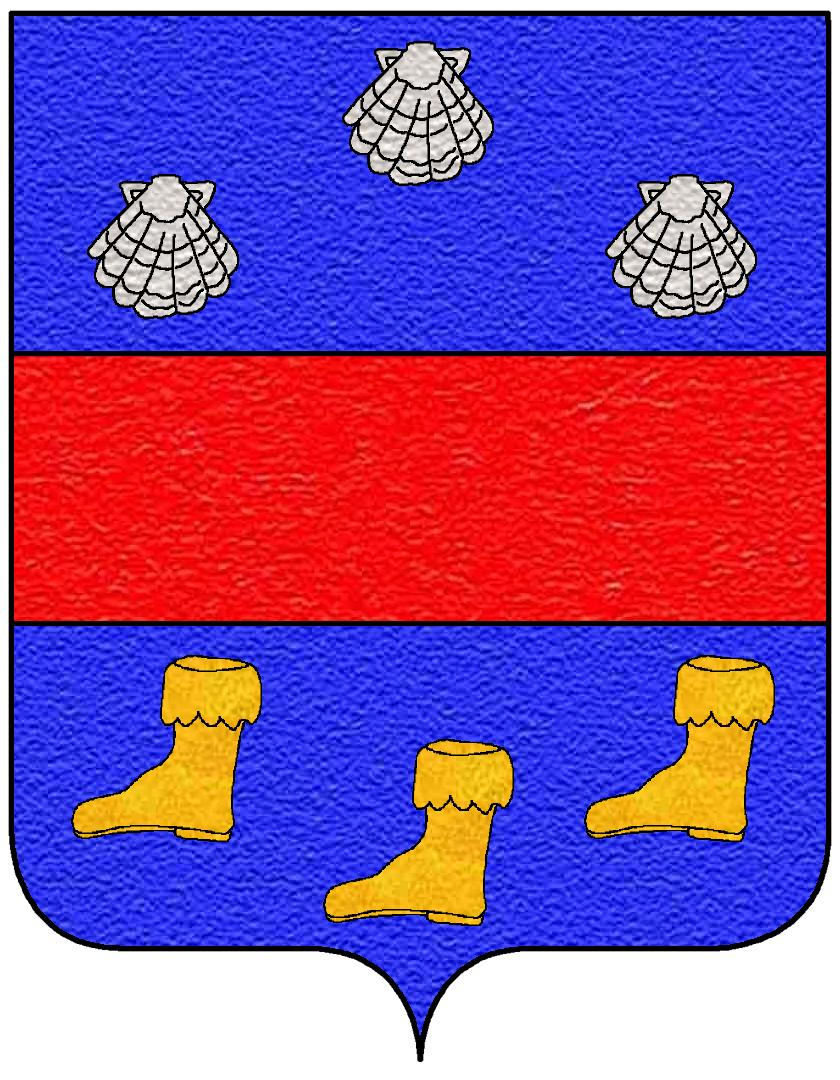
Tellini

## Kanada

Glenn V. Davidson

## Luxemburg

Henri von Luxemburg
Jean von Luxemburg
Luxembourg-Bourbon-Parme
Heddesdorf

## Niederlande

Cornelis van Bergen, Admiral
Roelant van Scoenuelt
Van Keppel
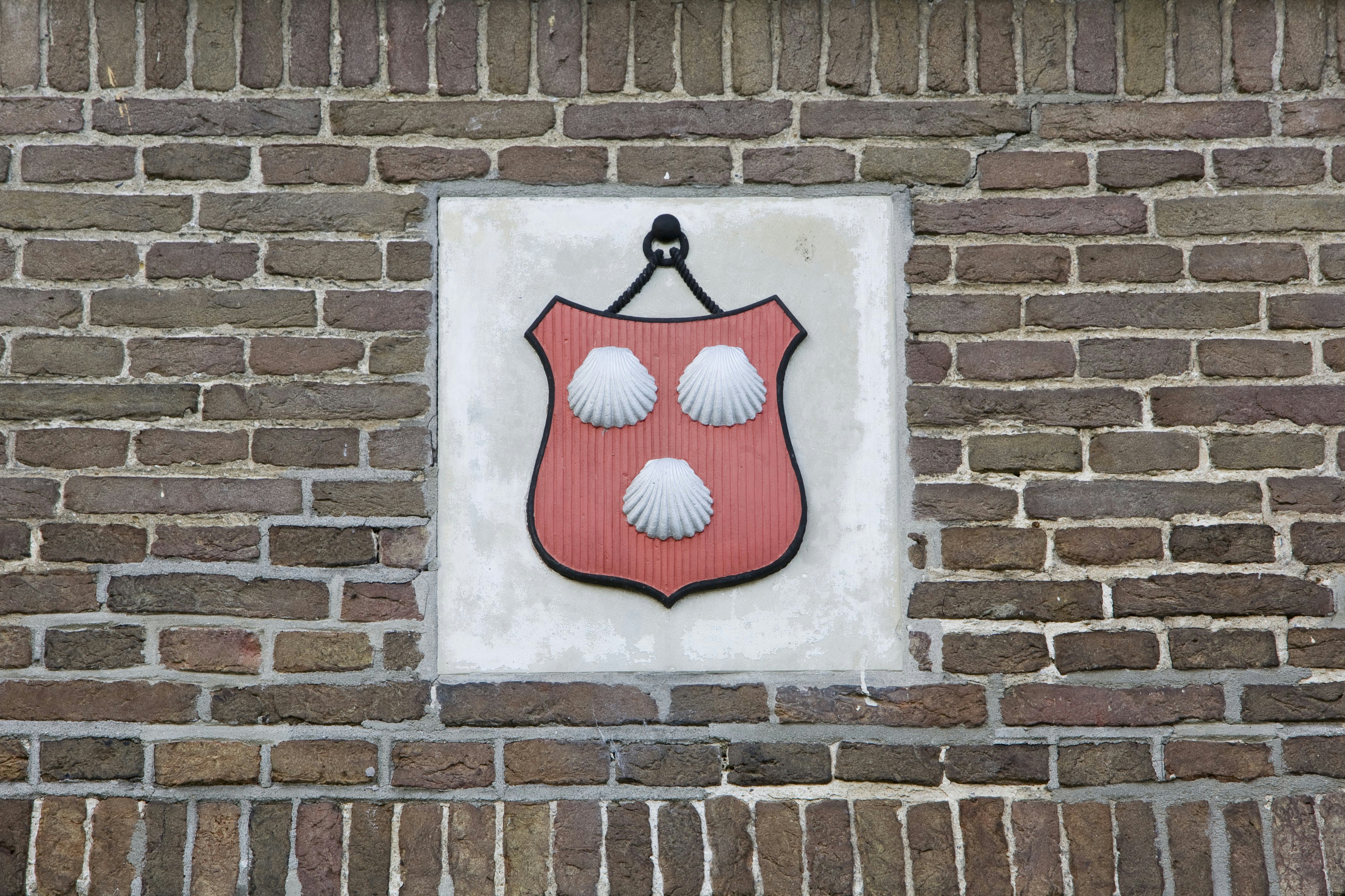
Oosting

## Neuseeland

Catherine Tizard Generalgouverneur von Neuseeland (1990–1996)

## Österreich

Neydeck, auch Neidegg

## Polen

Allan
Tomasz Łubieński
Reisewitz
Reisewitz
Seeguth-Stanisławski

## Portugal

Brasão-Vieira
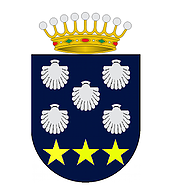
Calheiros
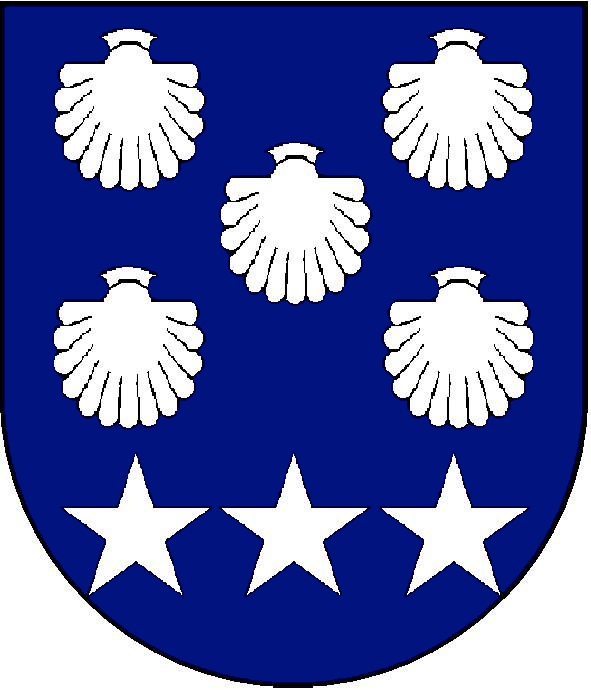
Calheiros (Variante)
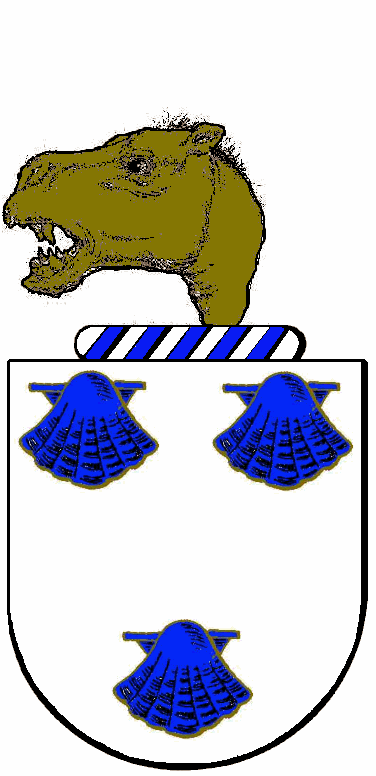
Camelo

## Schweden

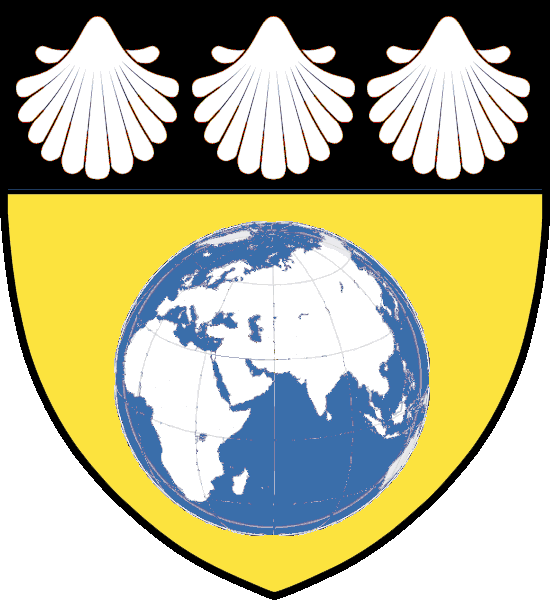
Sven Hedin (1865–1952) schwedischer Geograph, Fotograf, Topograph, Entdeckungsreisender, Reiseschriftsteller und Illustrator eigener Werke
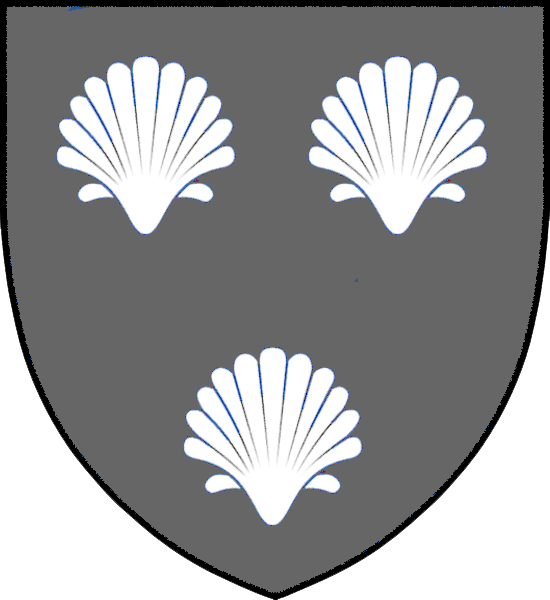
Familie Kosfeld
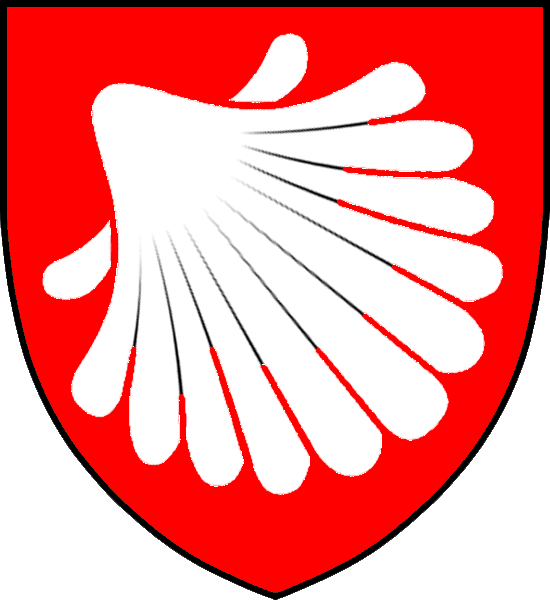
Familie Pik

## Schweiz

Amstad In Blau und Silber fünfmal gespalten eine silberne Muschel. (1740)[6] Beckenriedergeschlechter
Freiherren von Grandson Hochadelsgeschlecht, das sich nach der beim Neuenburgersee gelegenen Burg Grandson nannte
Vogtei Grandson
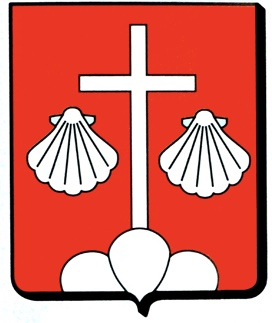
Familie Limat

## Spanien

Pedro de Alcantara de Toledo
Manuel Azaña
Benavente
Galarza
Garcia de Ucar
Gazteluzarria
Iceta
Marquesado de Iria Flavia
Jabaritz
Janariz
Jimenez
Larralde-Diusteguy
Jaime de Marichalar
Jaime de Marichalar (1995–2010)
Norsagaray
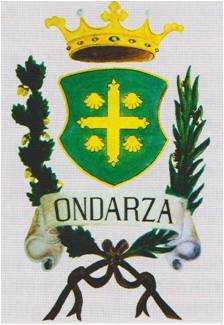
Ondarza
J. F. Pimentel (1594–1652)
Herzog von Santa Cristina
Familie Suárez
Suárez (Variante)
Adolfo Suárez
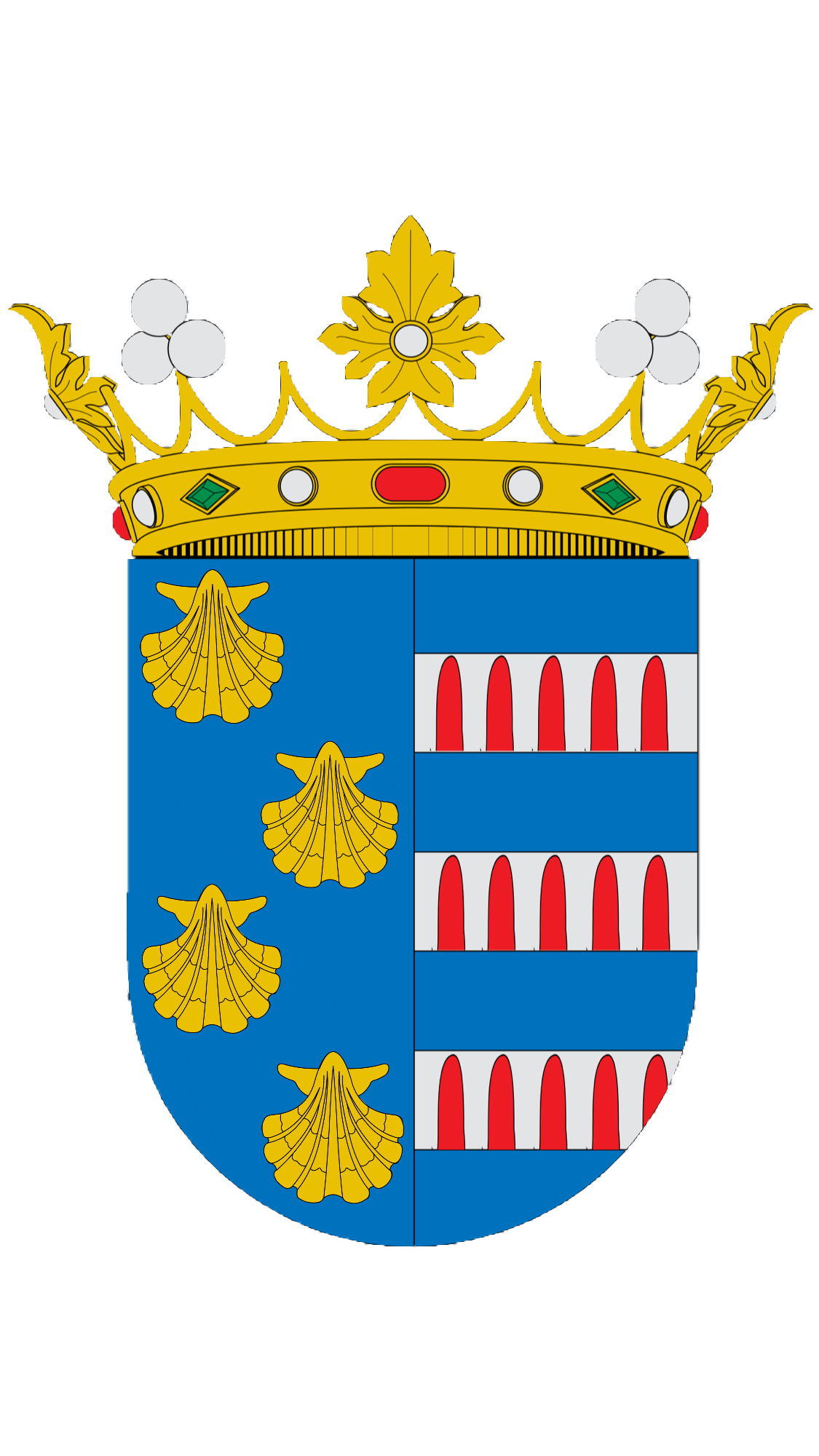
Valhermosode
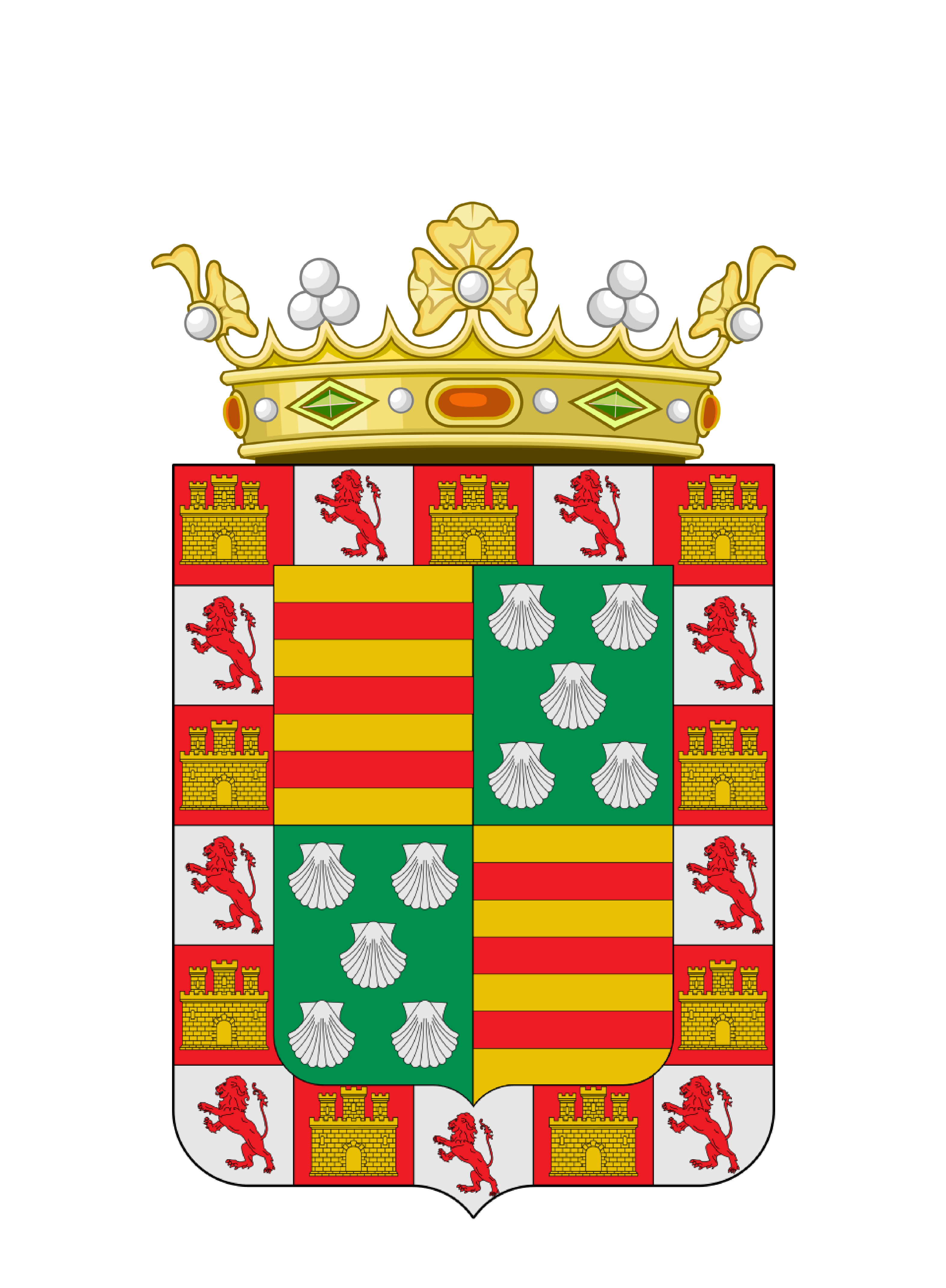
Viana del Bollo
Marqués de Villafranca del Bierzo

## Vereinigtes Königreich

Earl of Albemarle
Earl of Albemarle (Variante)
Baron Ampthill
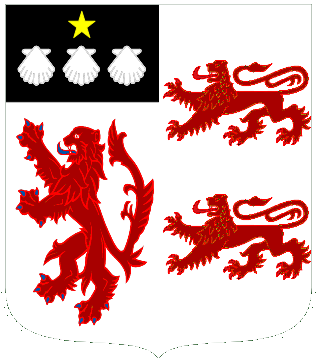
Baroness Ampthill
Arbuthnot
Earl of Avon
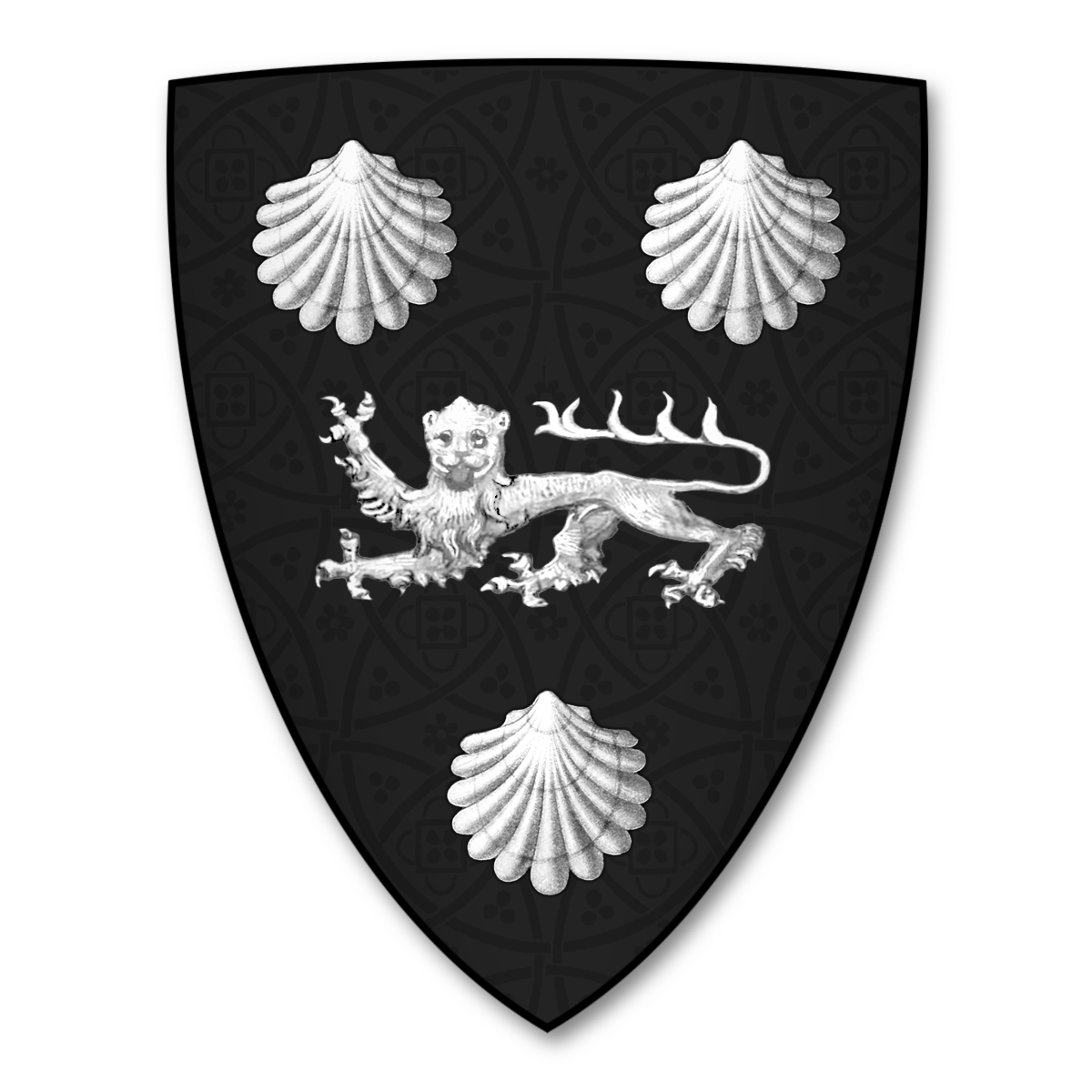
Barneby
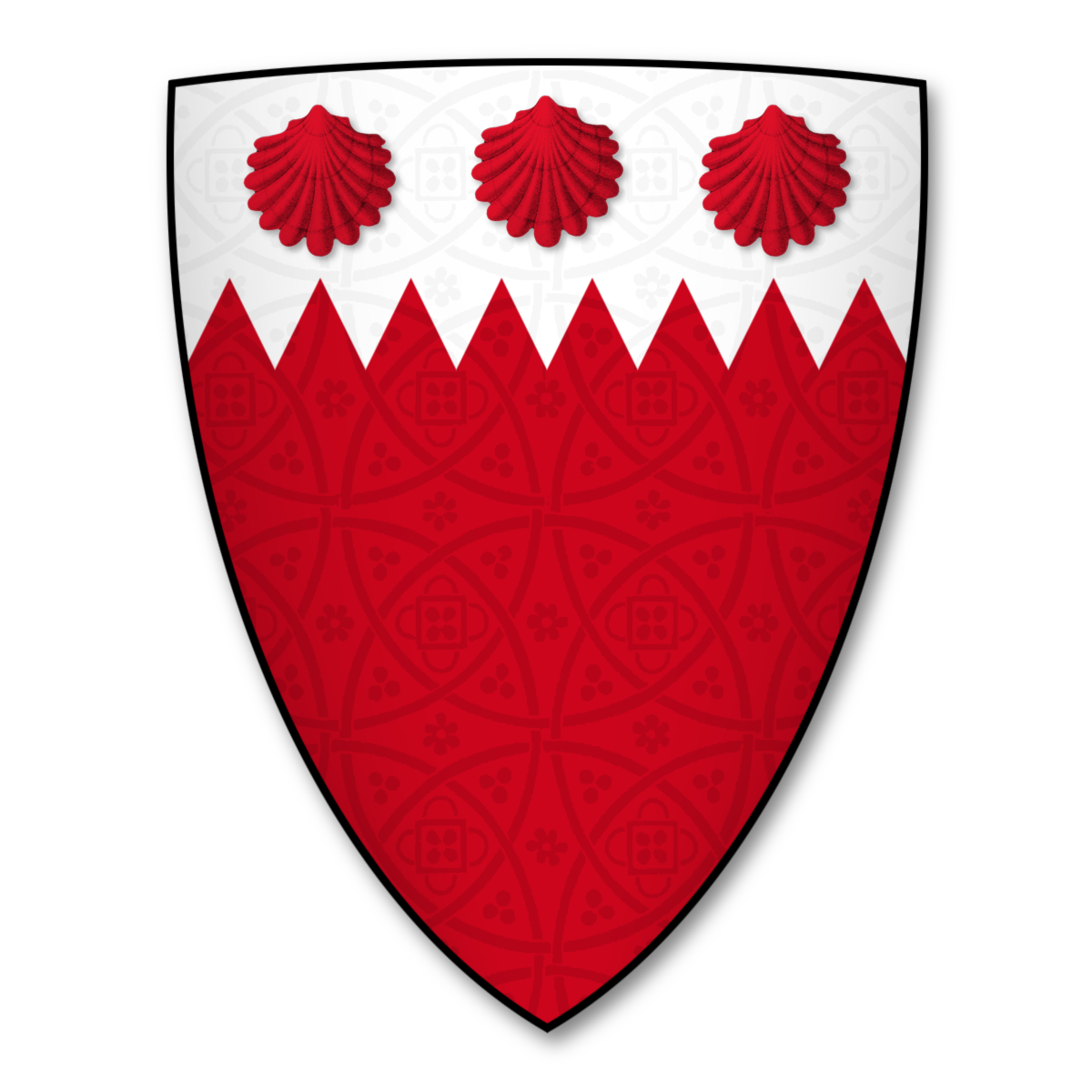
Barrett
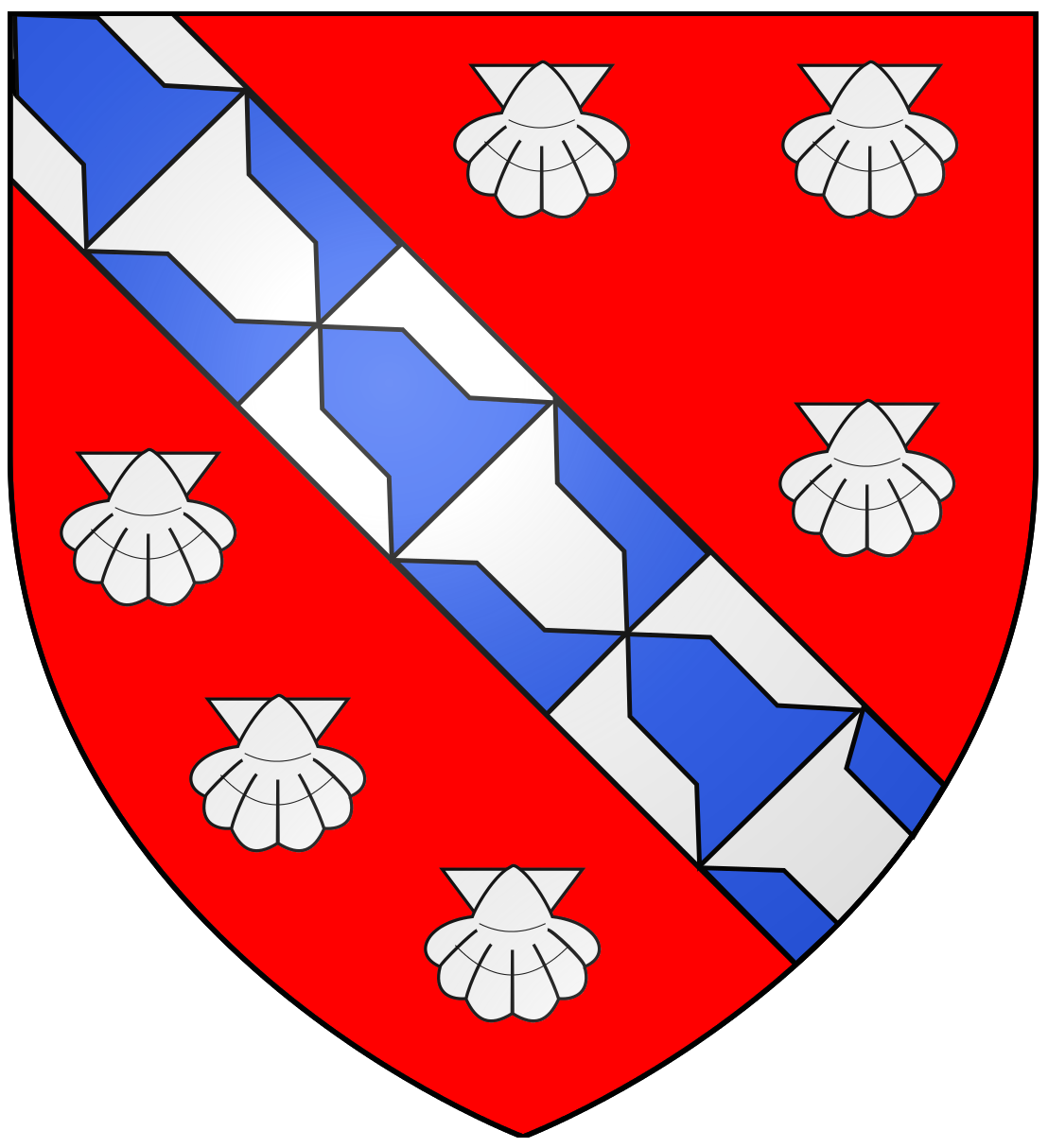
Beaupel
Duke of Bedford
Bedford (Variante)
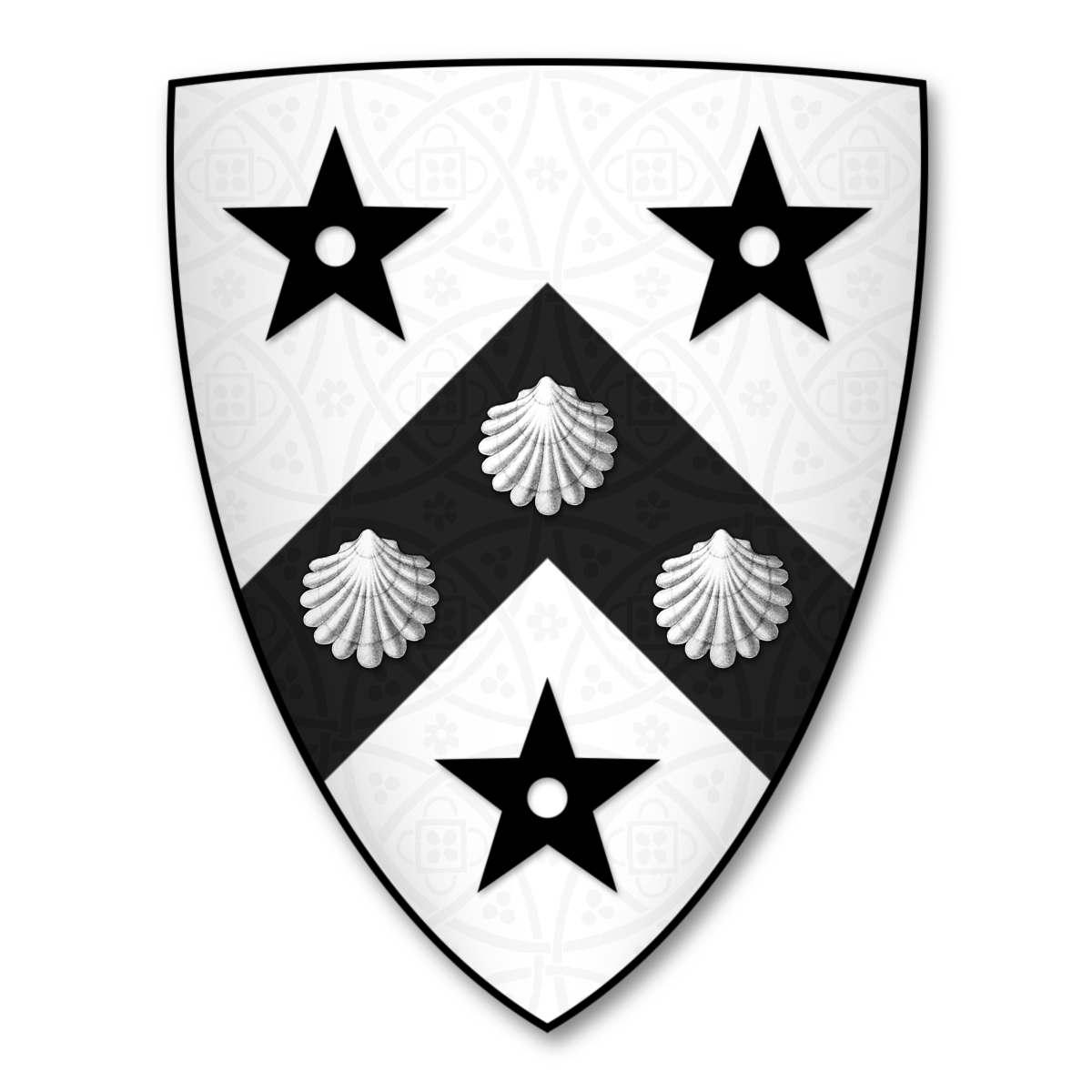
Browne
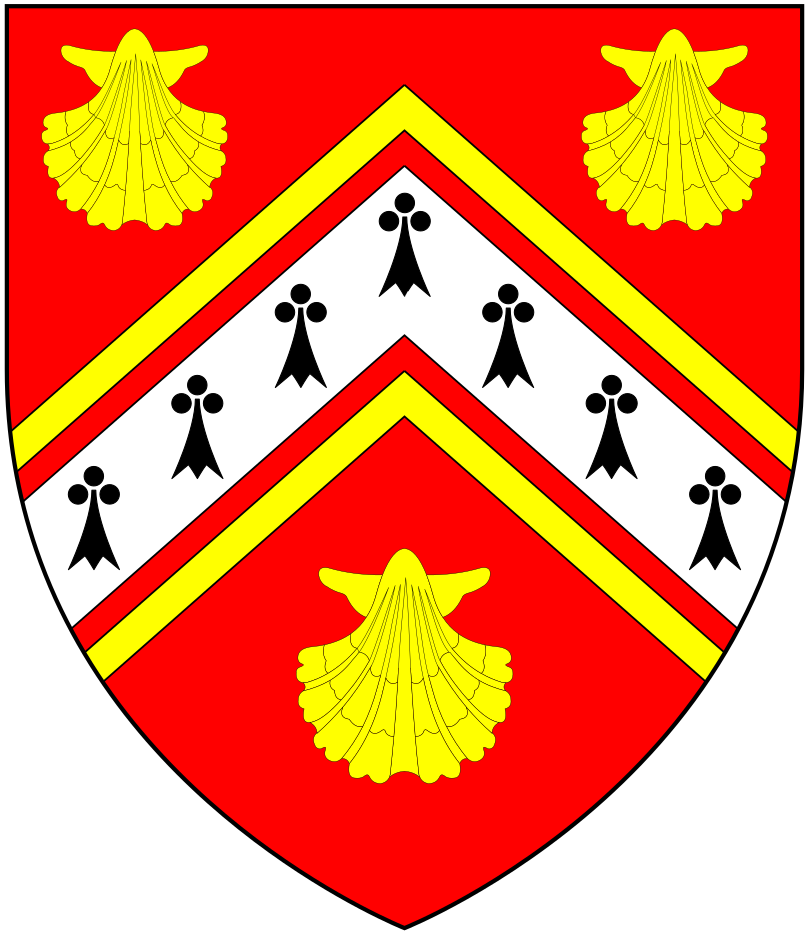
Browne
Burnard
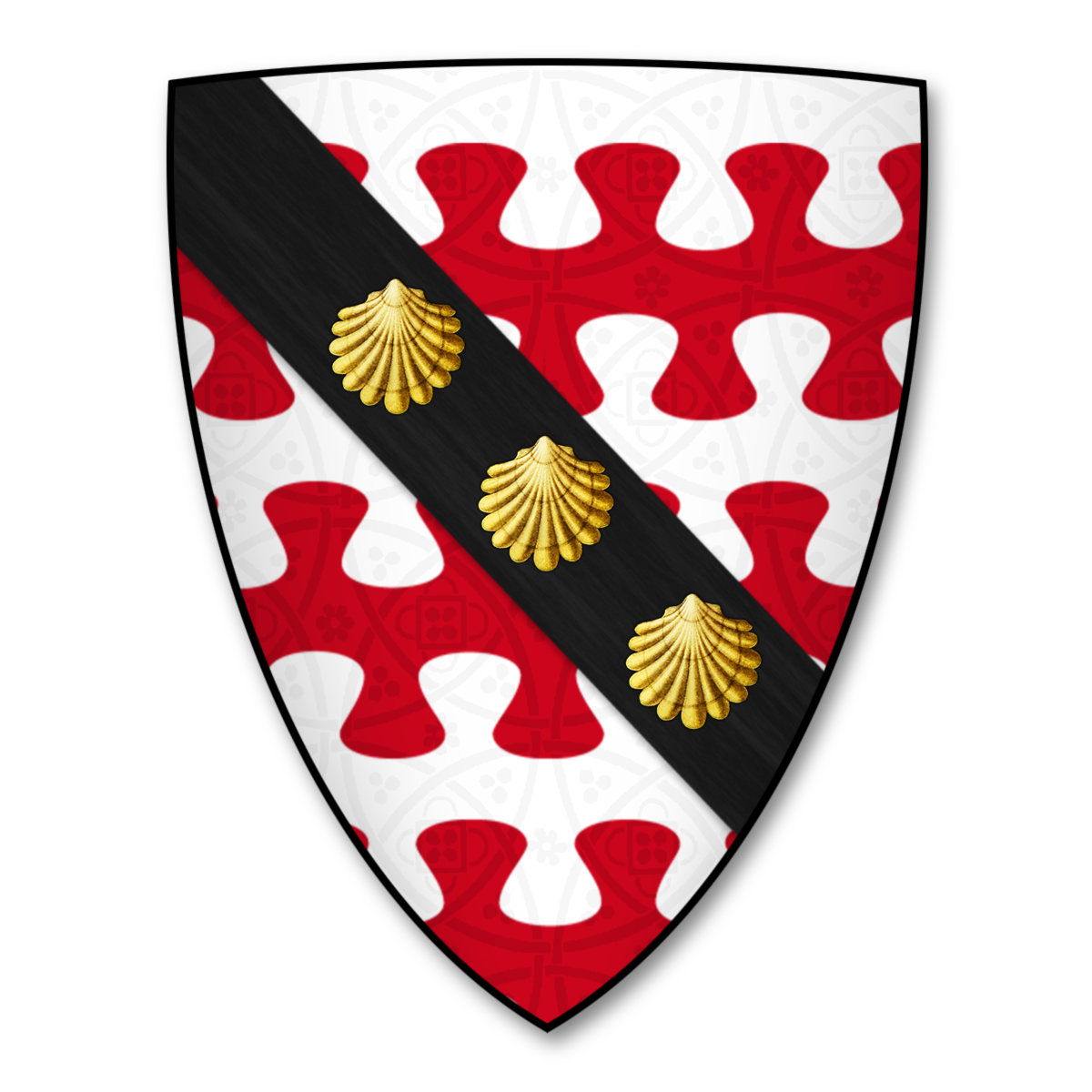
Chessell
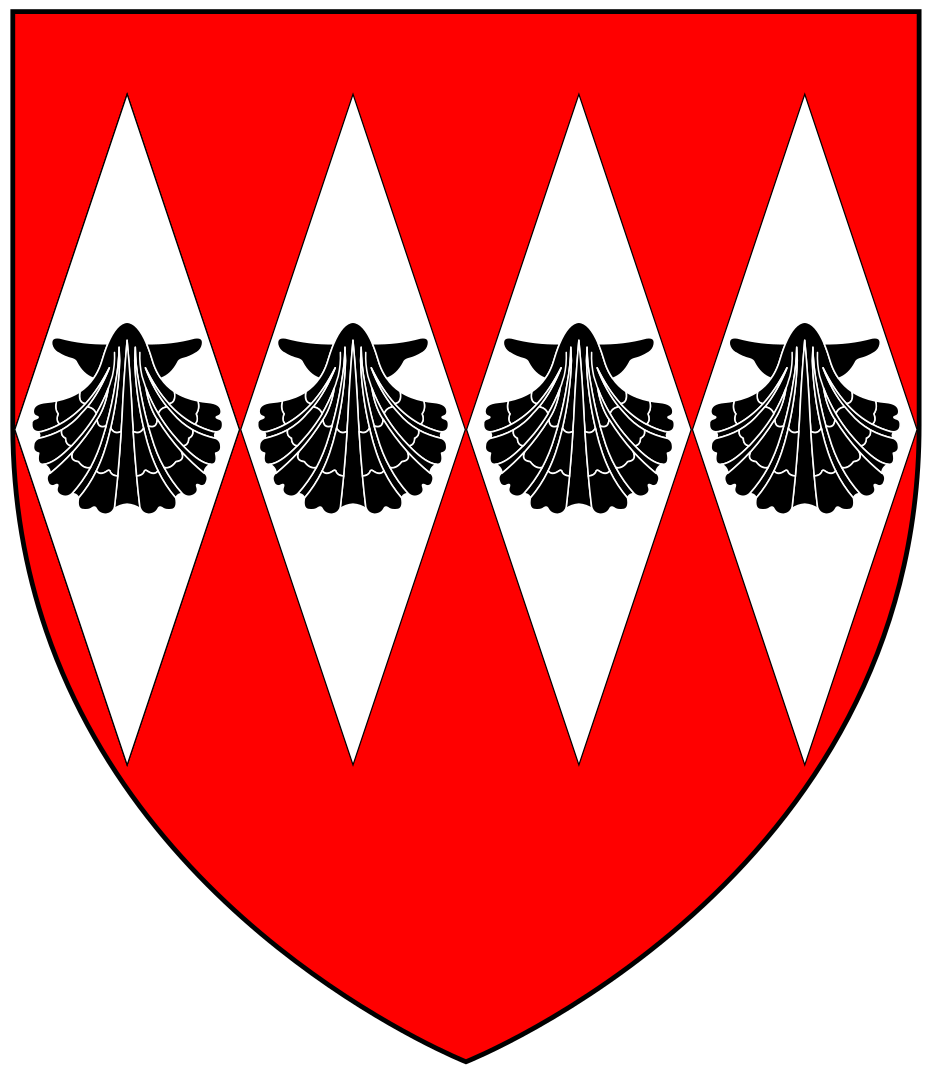
Cheyne
Winston Churchill
Earl of Clarendon
Earl of Clarendon (Variante)
6. Earl von Clarendon
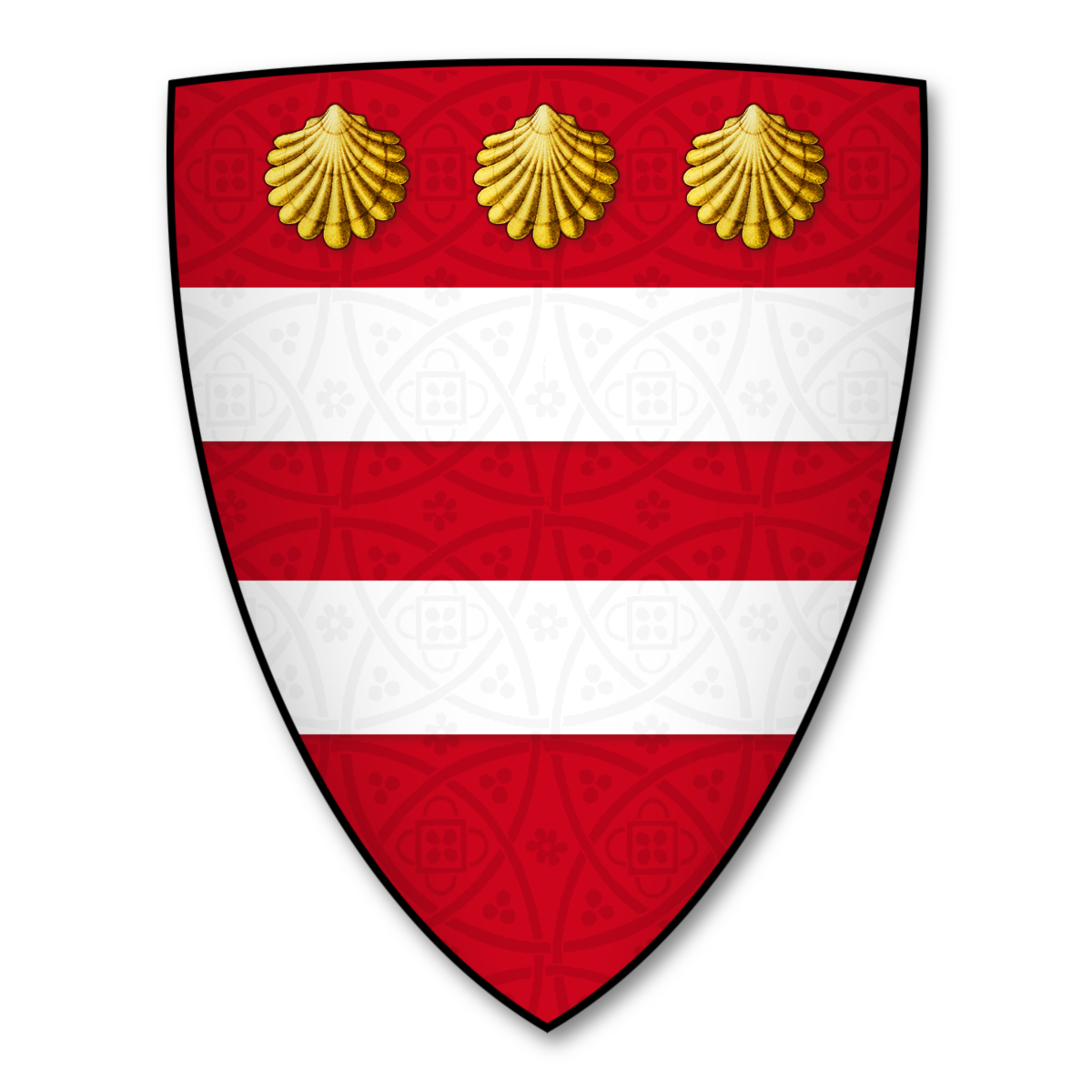
Clarke
Cobham
Connaught und Strathearn
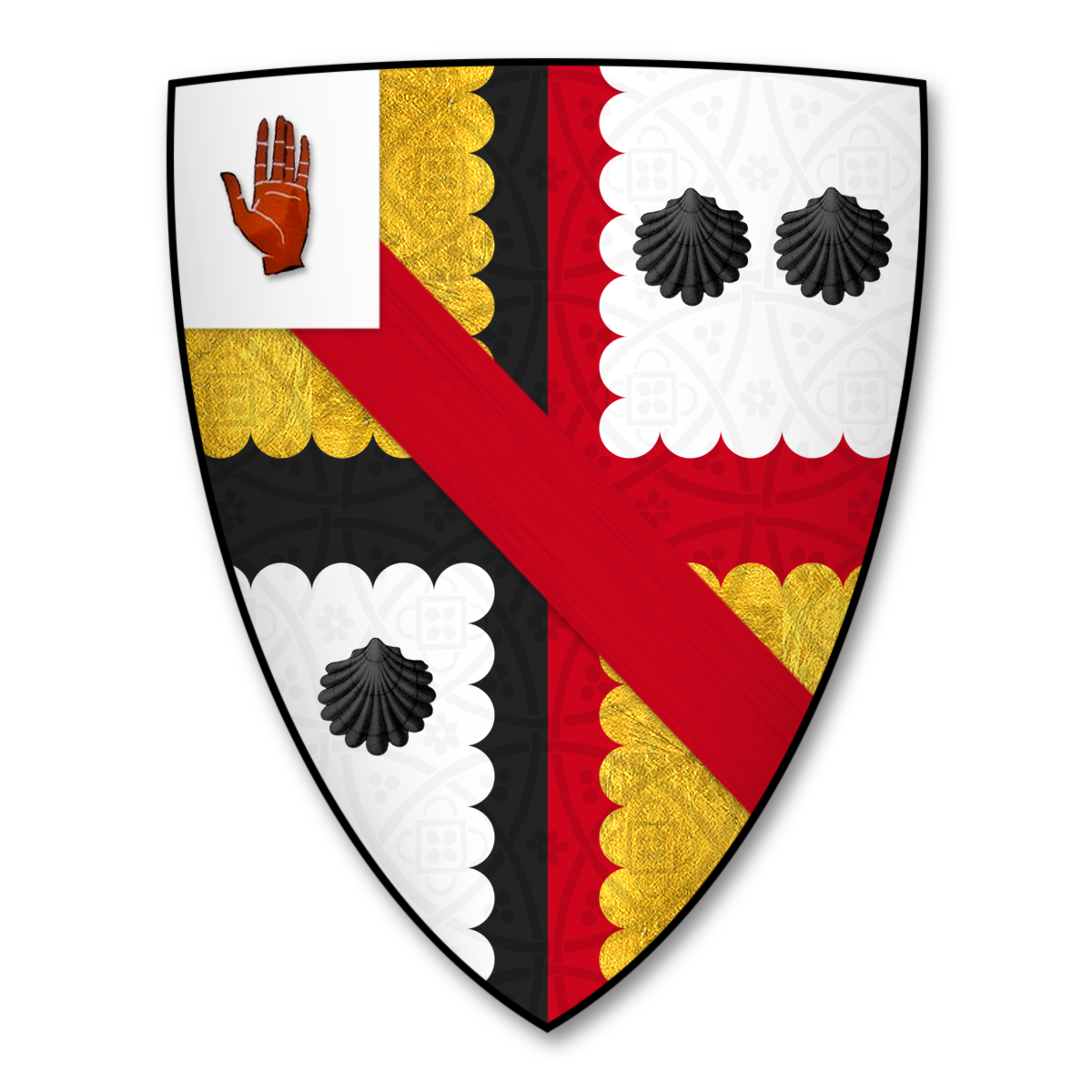
Cotterell
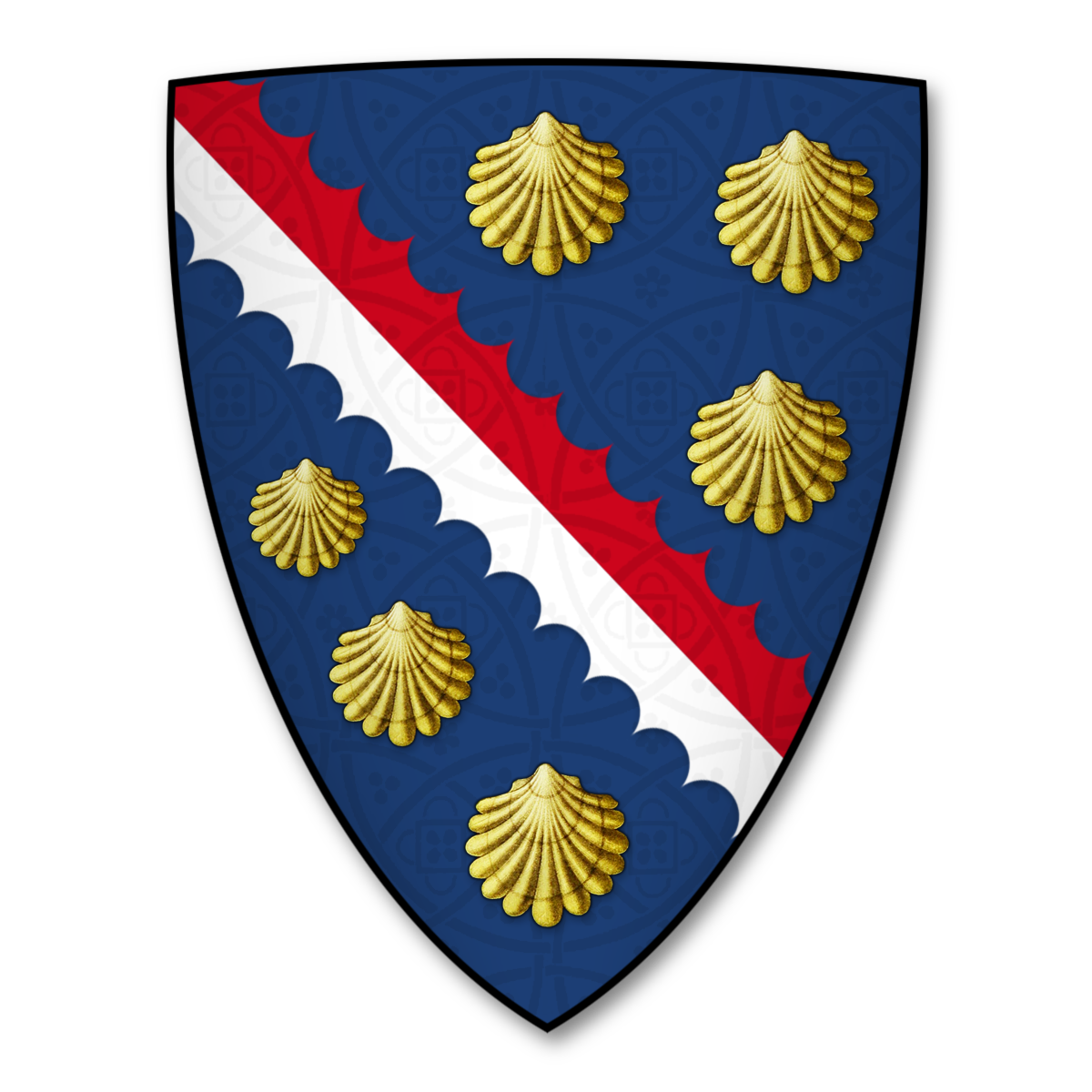
Croose
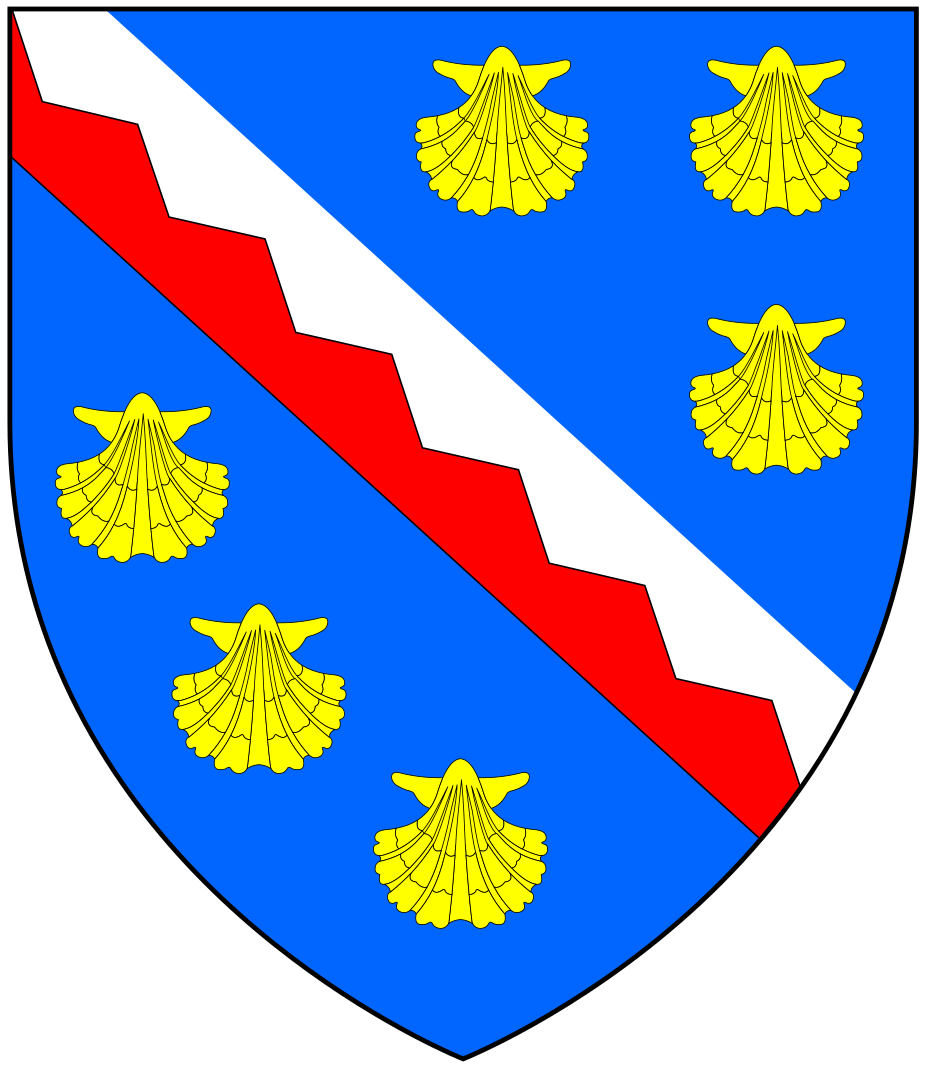
Cruwys
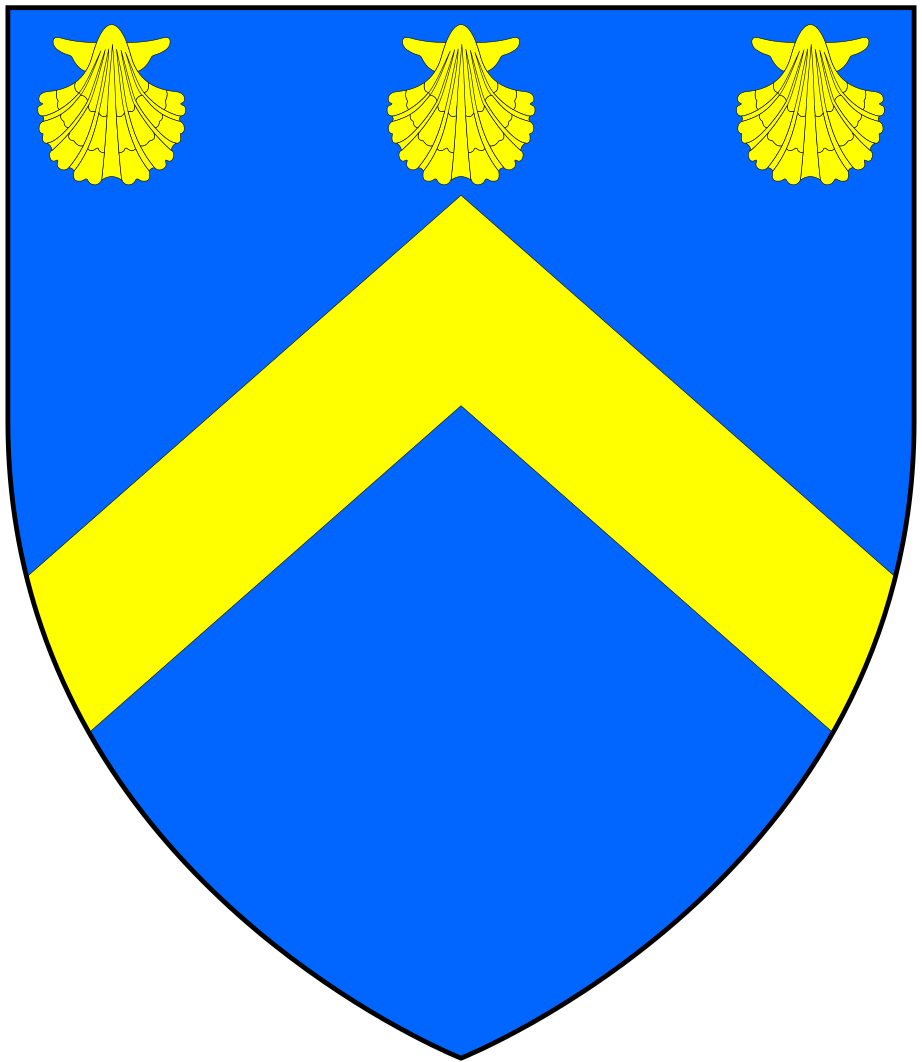
Dabernon
Baron Dacre
Darwin–Wedgwood
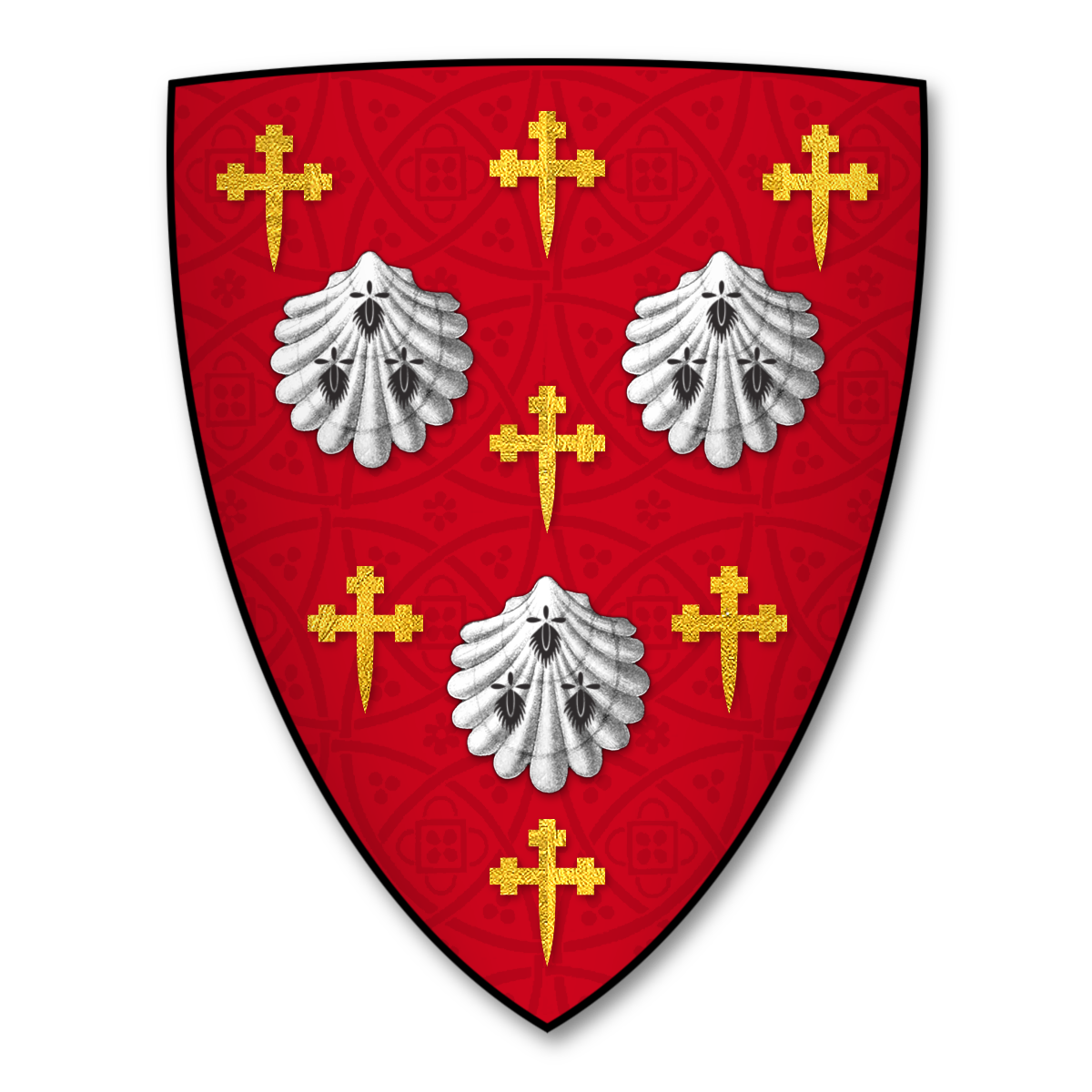
Davenant
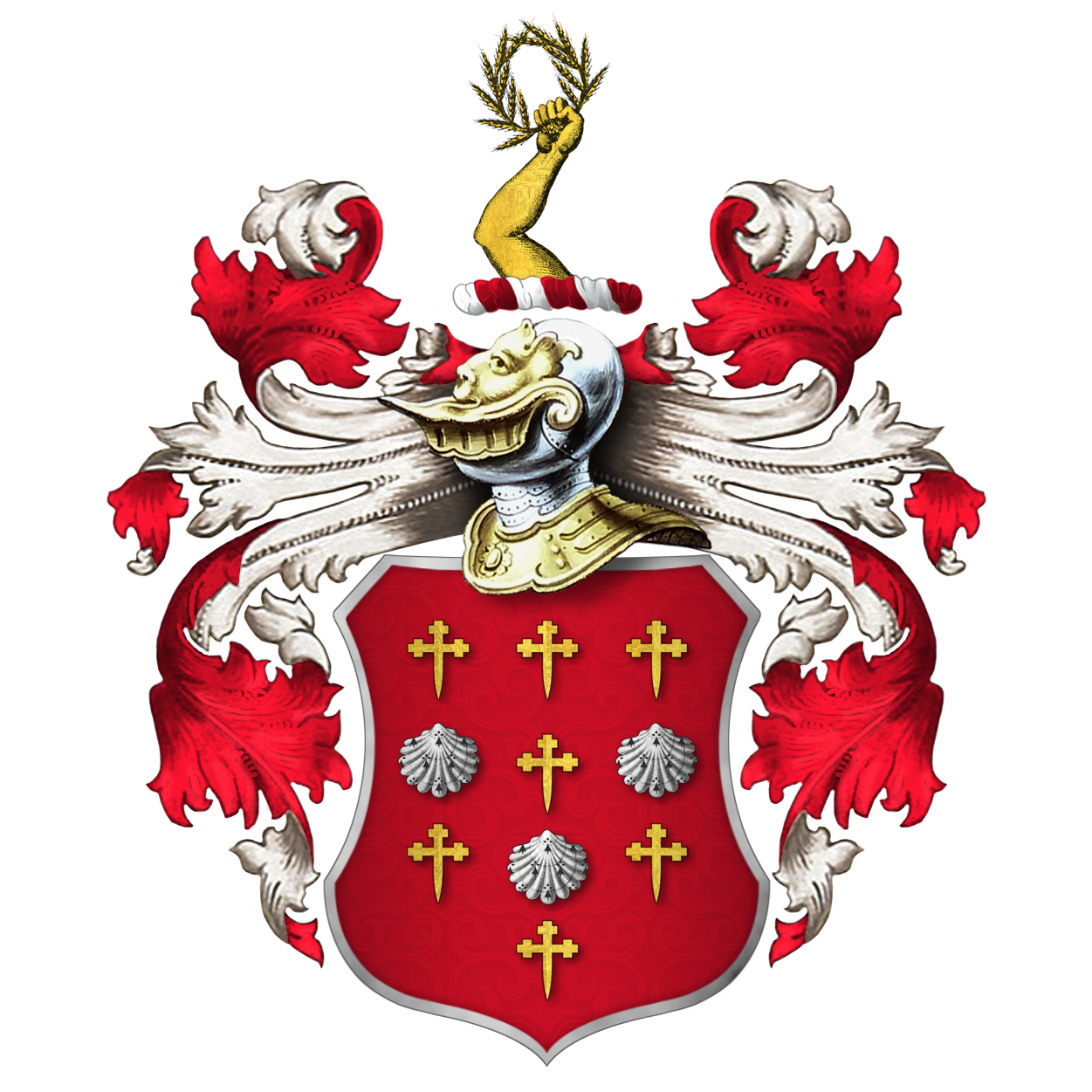
Davenant
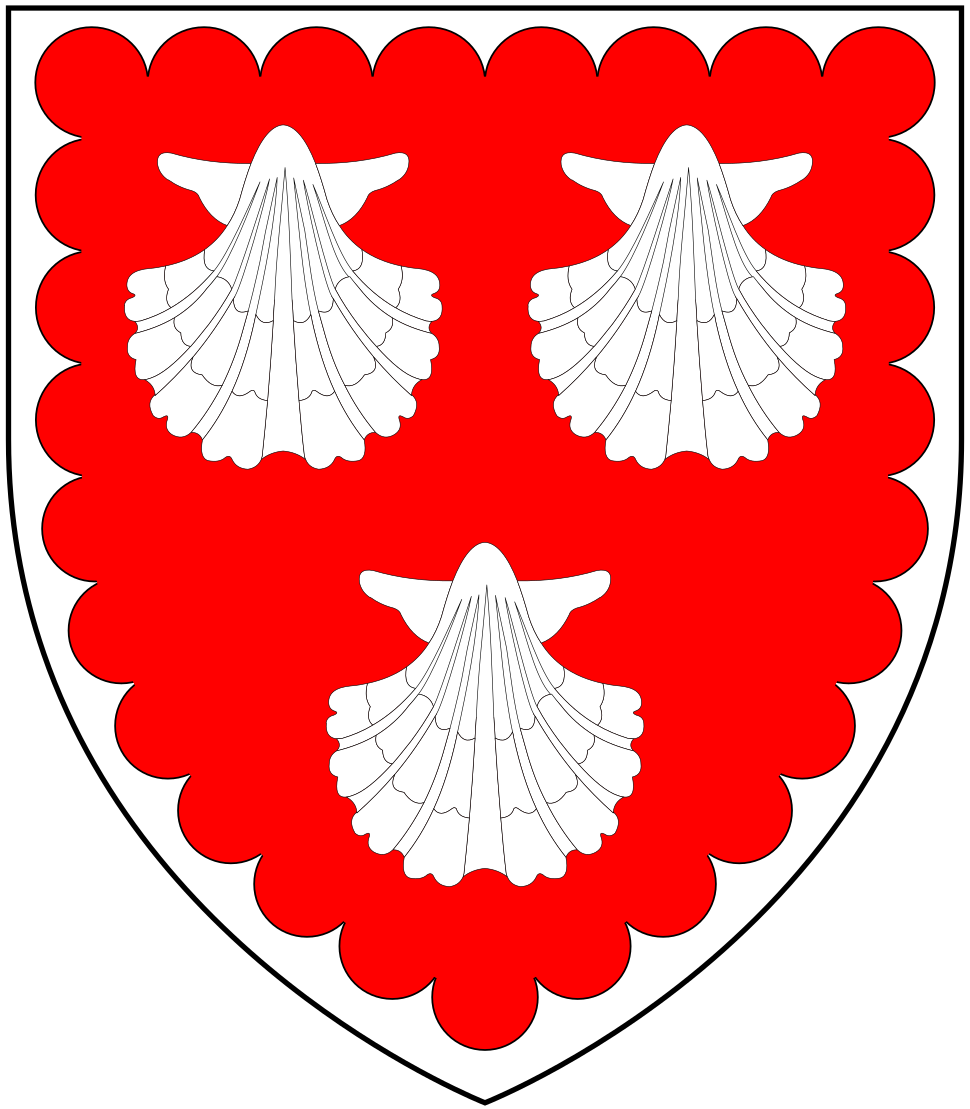
Erle
Alexander Duff 1st Duke of Fife
James Carnegie 3rd Duke of Fife
Alexandra 2nd Duchess of Fife
Fletcher of Fletcher
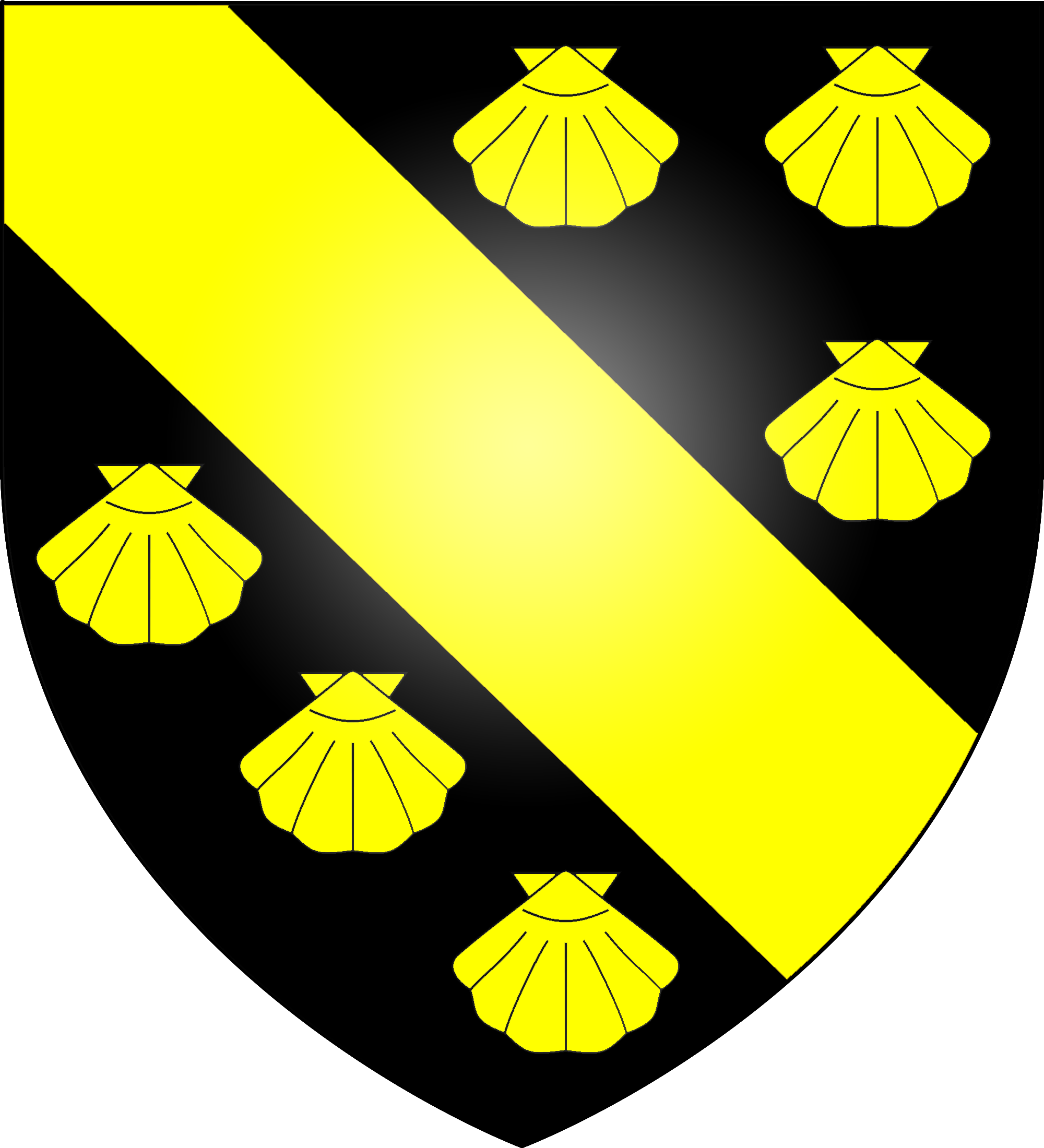
Foljambe
Arthur Foljambe 2. Earl of Liverpool
Edward Foljambe 5. Earl of Liverpool
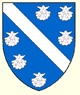
Frecheville
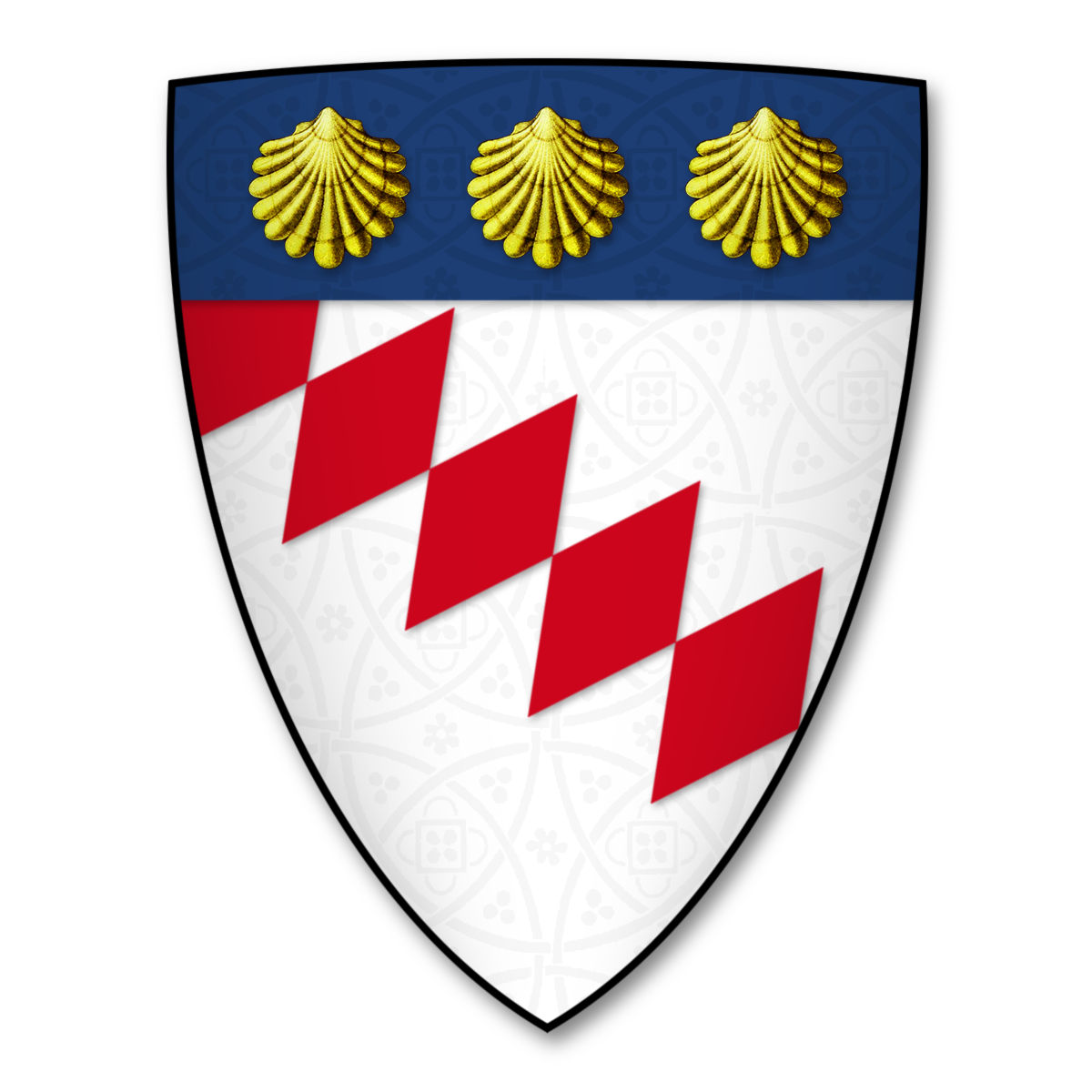
Gamage
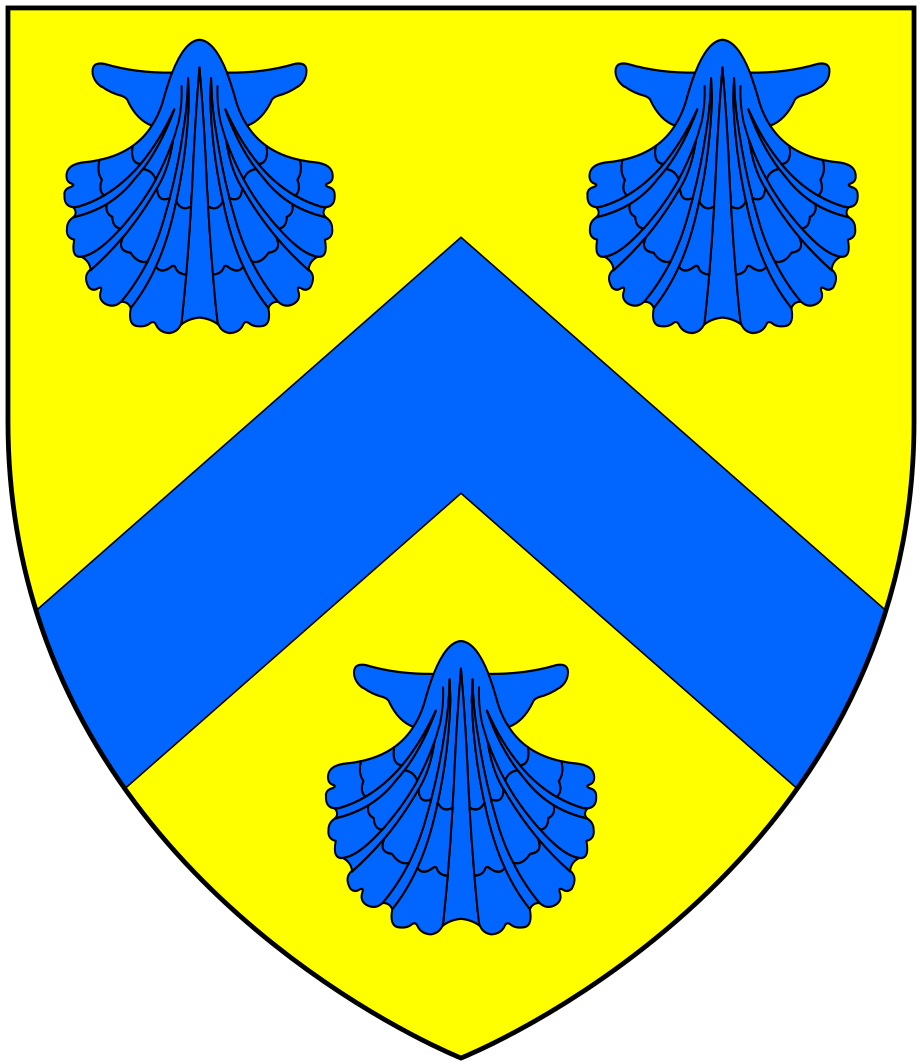
Gay
Graham
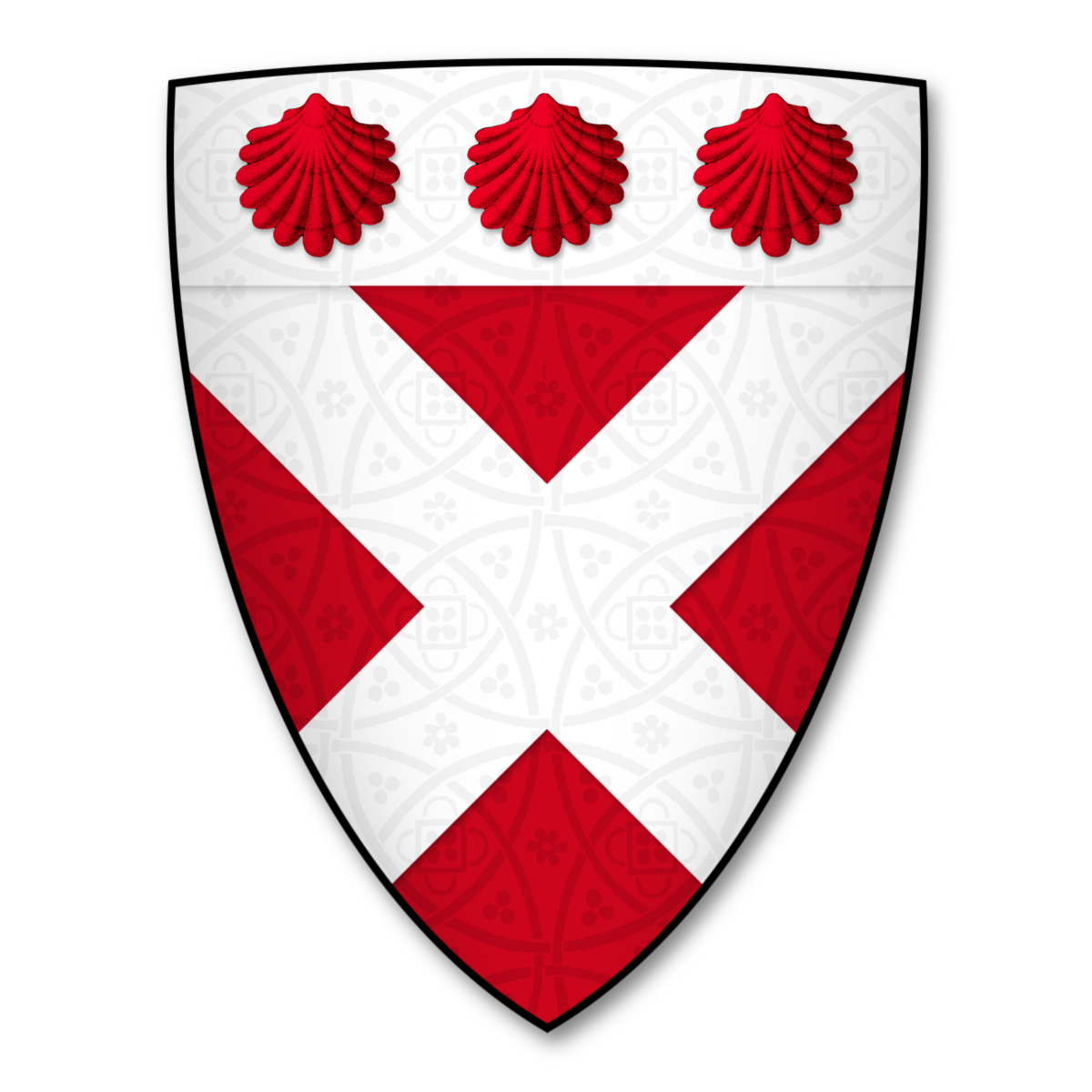
Graham
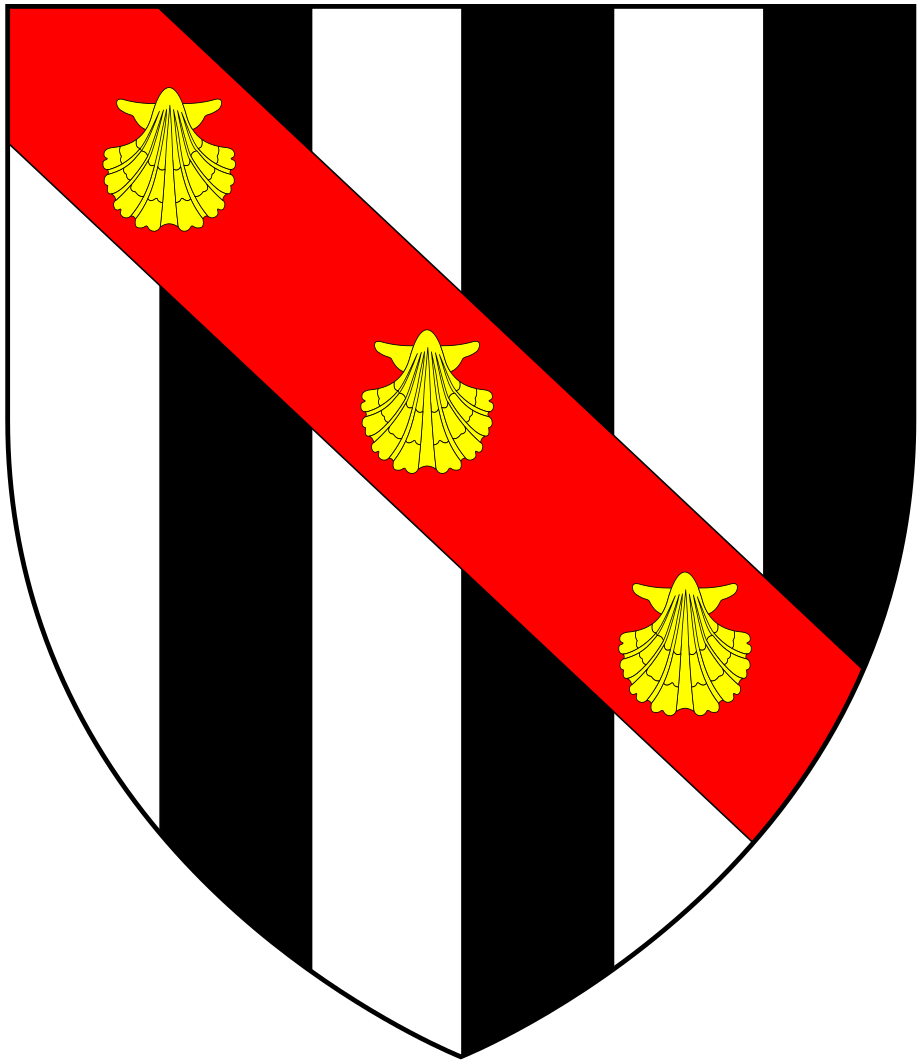
Greenwood
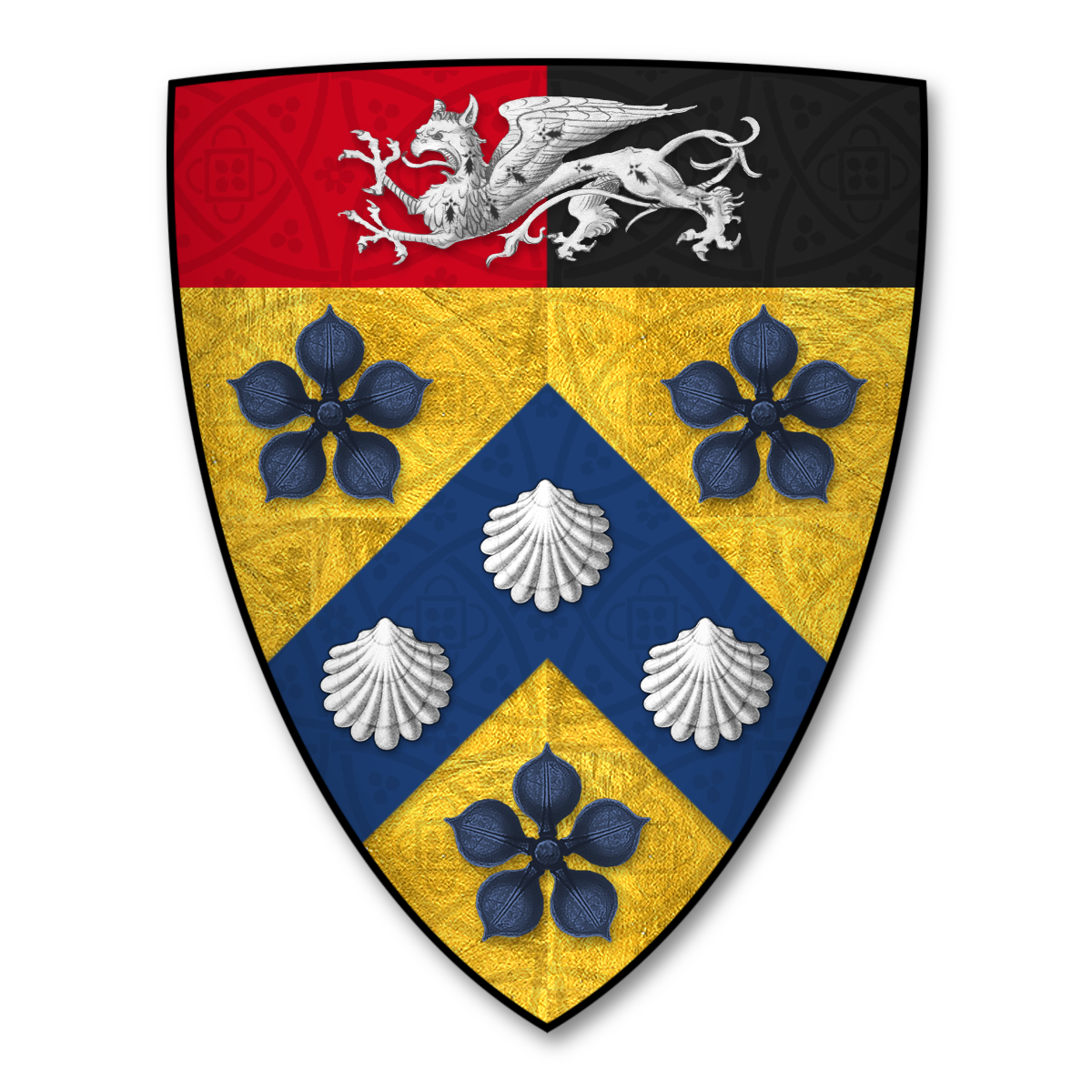
Hawkins
John Hawkins
John Hawkwood
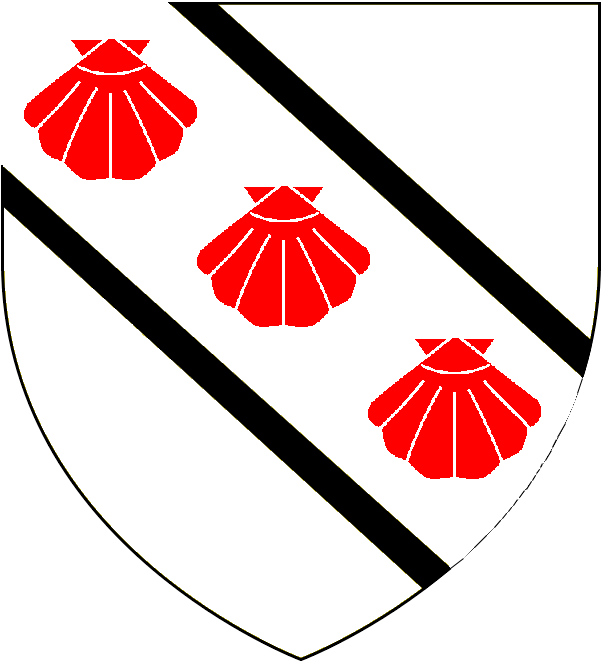
De La Haye
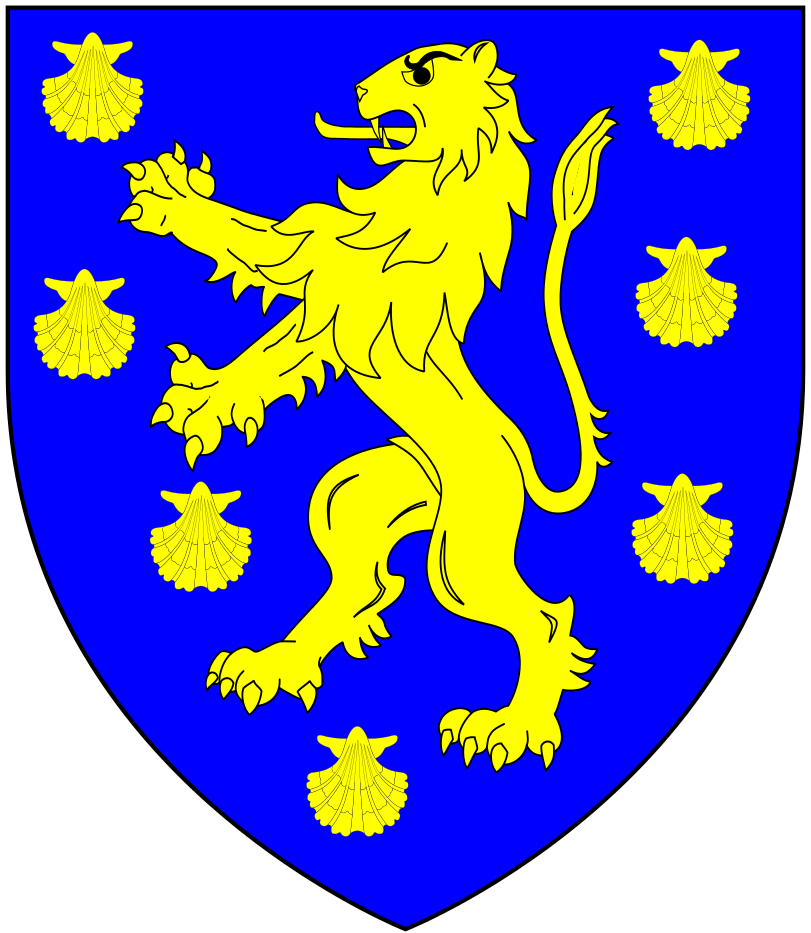
Hender
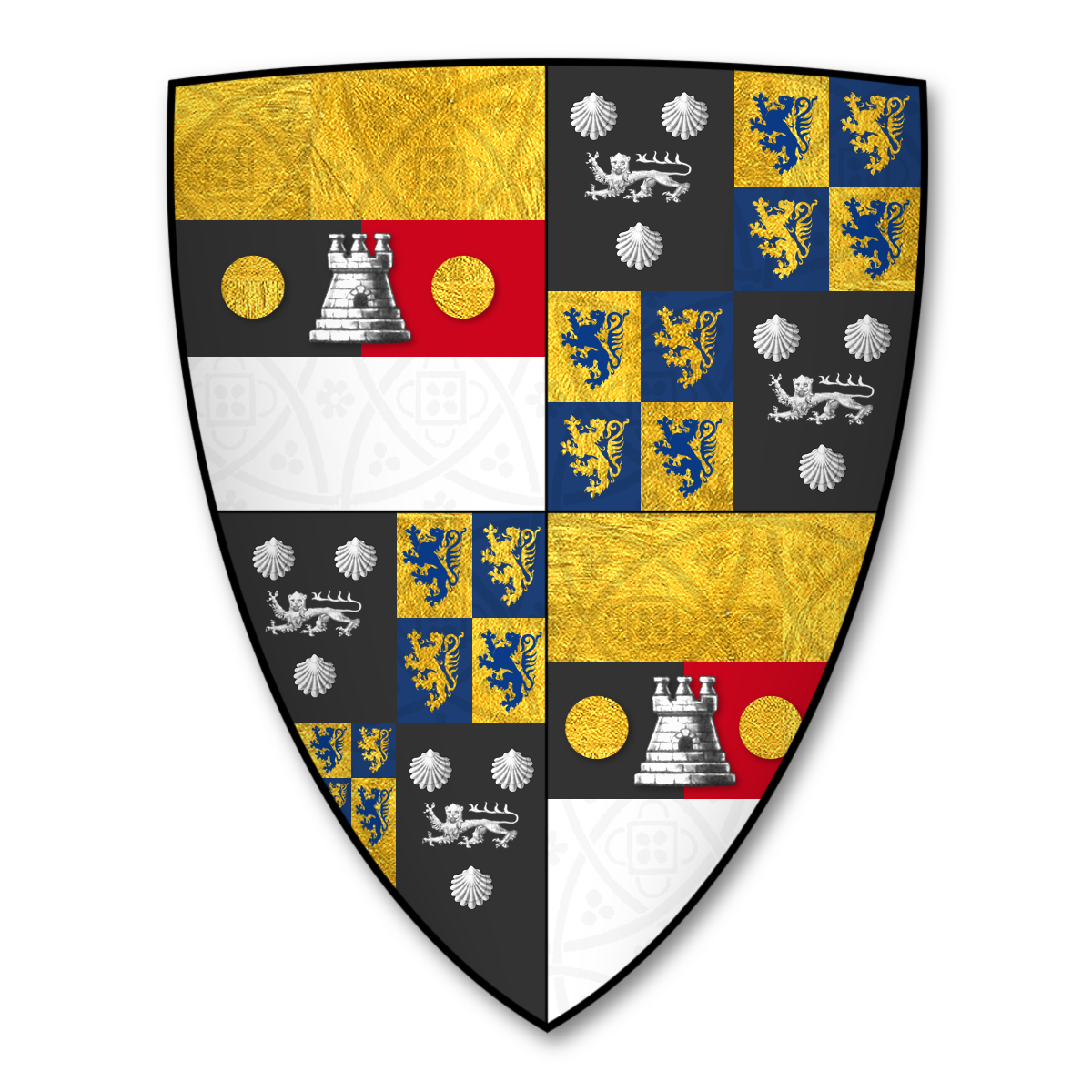
Higginson
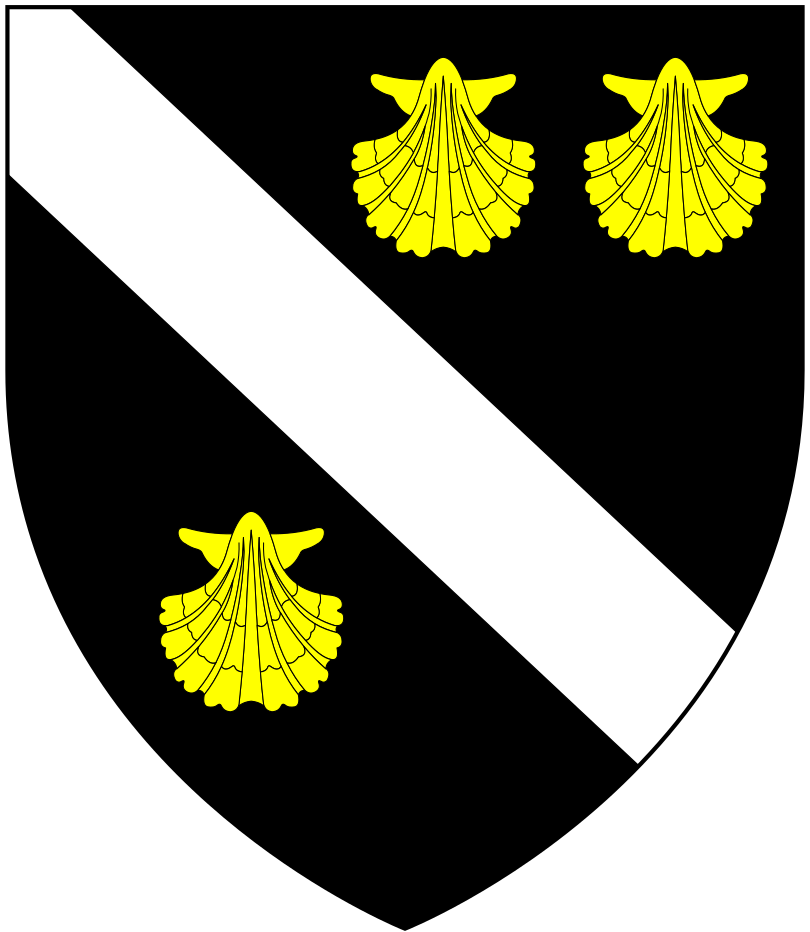
Inglett
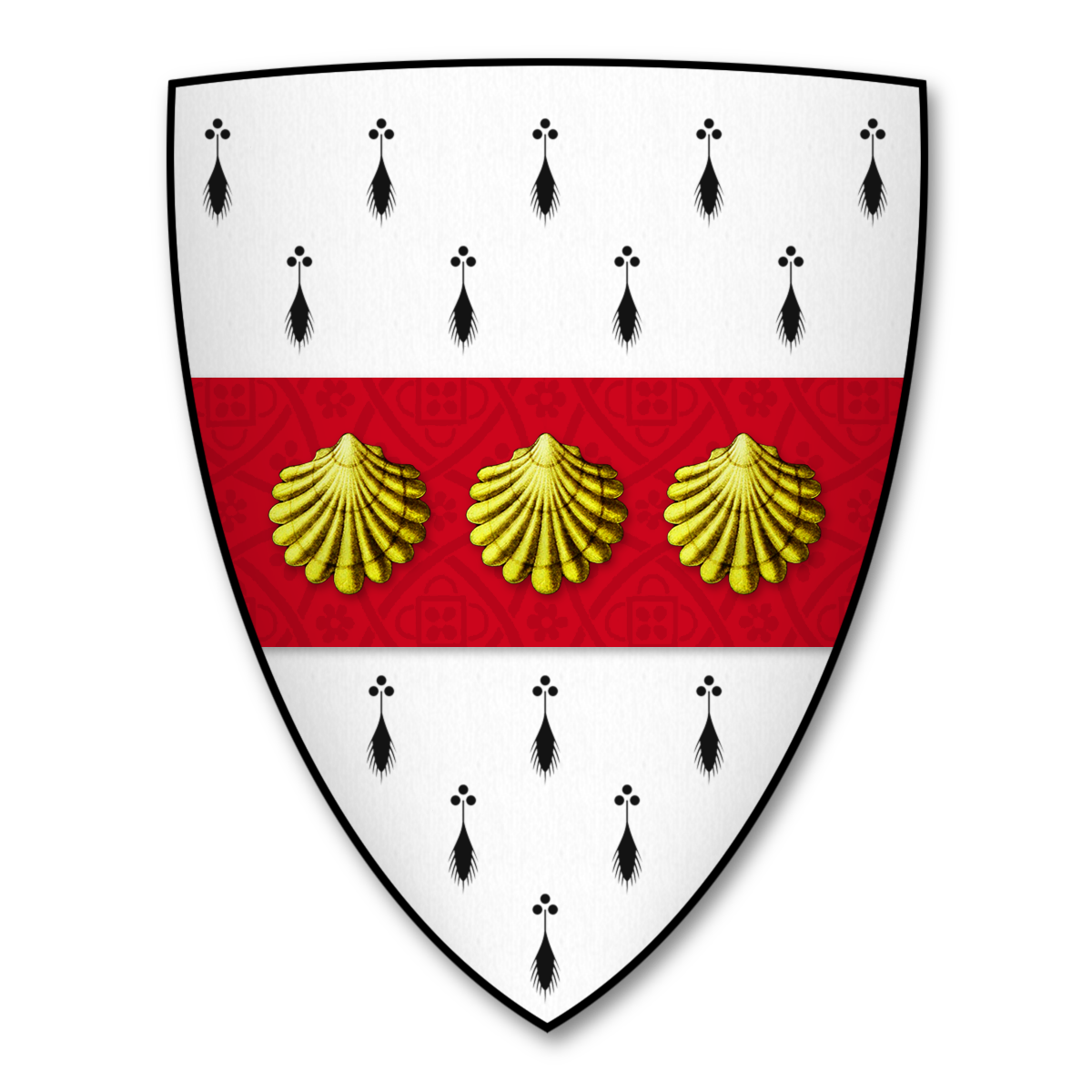
Ingram
Arbuthnot of Kittybrewster
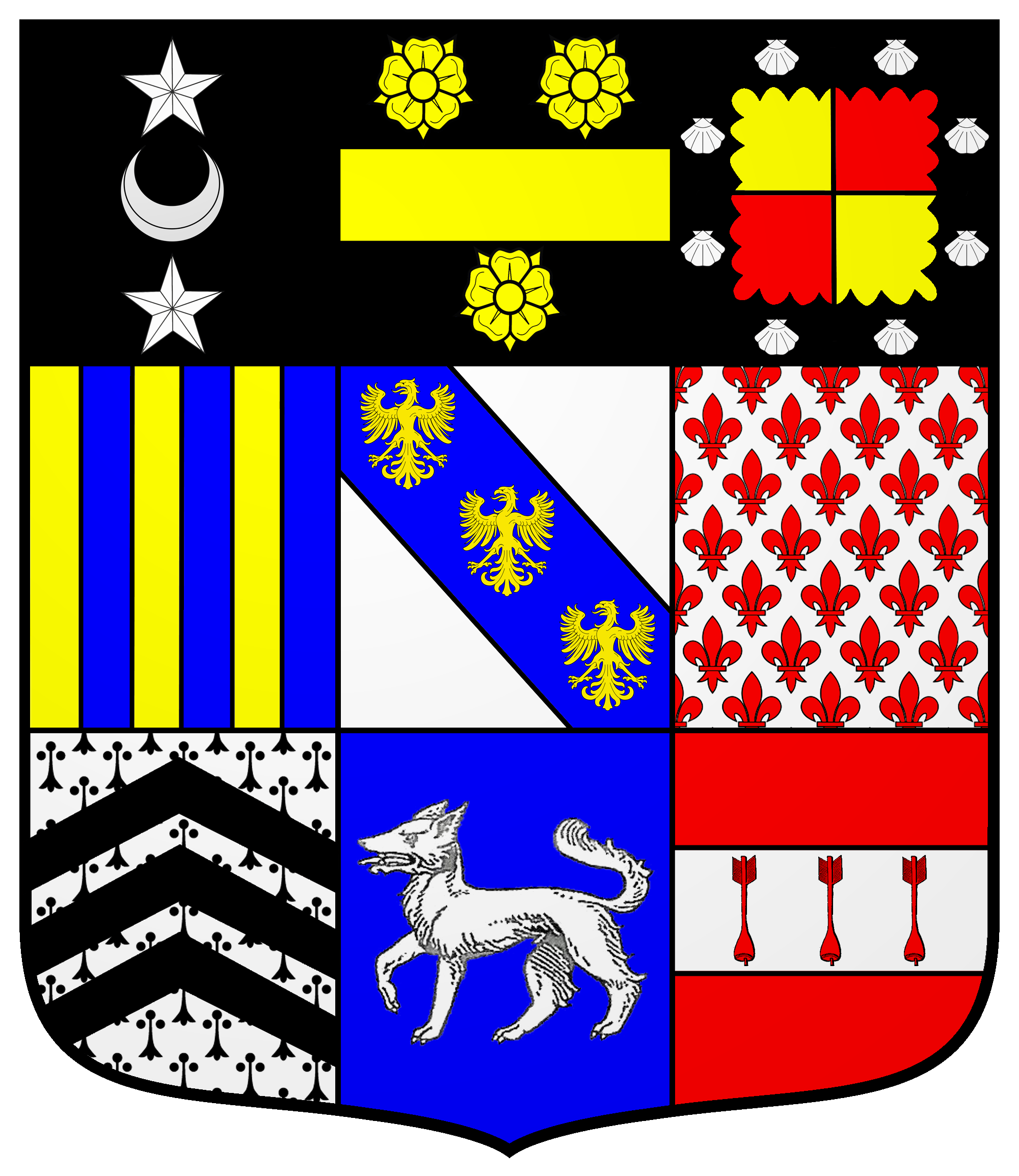
Thomas Jermyn Knight
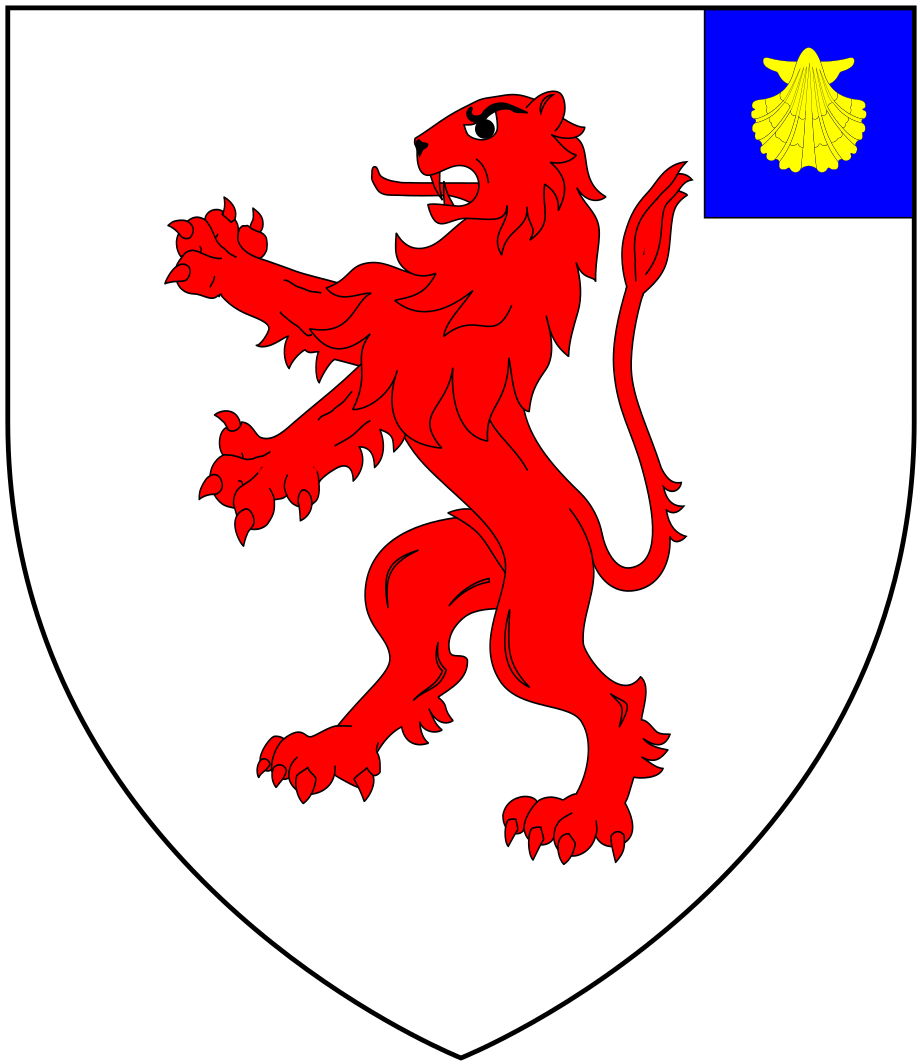
Leigh
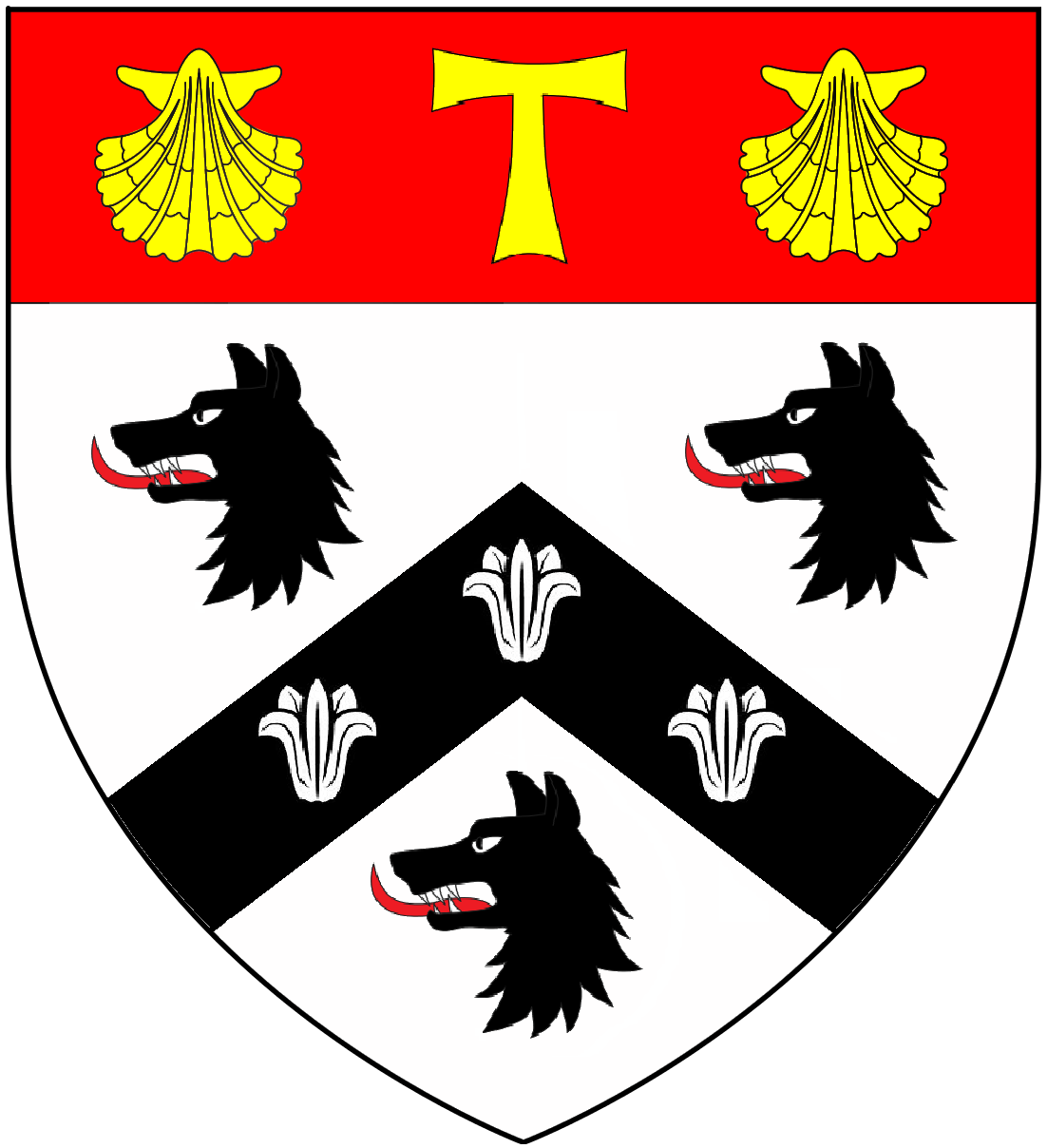
Lupton
Charles Lyttelton 10. Viscount Cobham
Lyttelton, Viscount Chandos
MacDuff
Malet
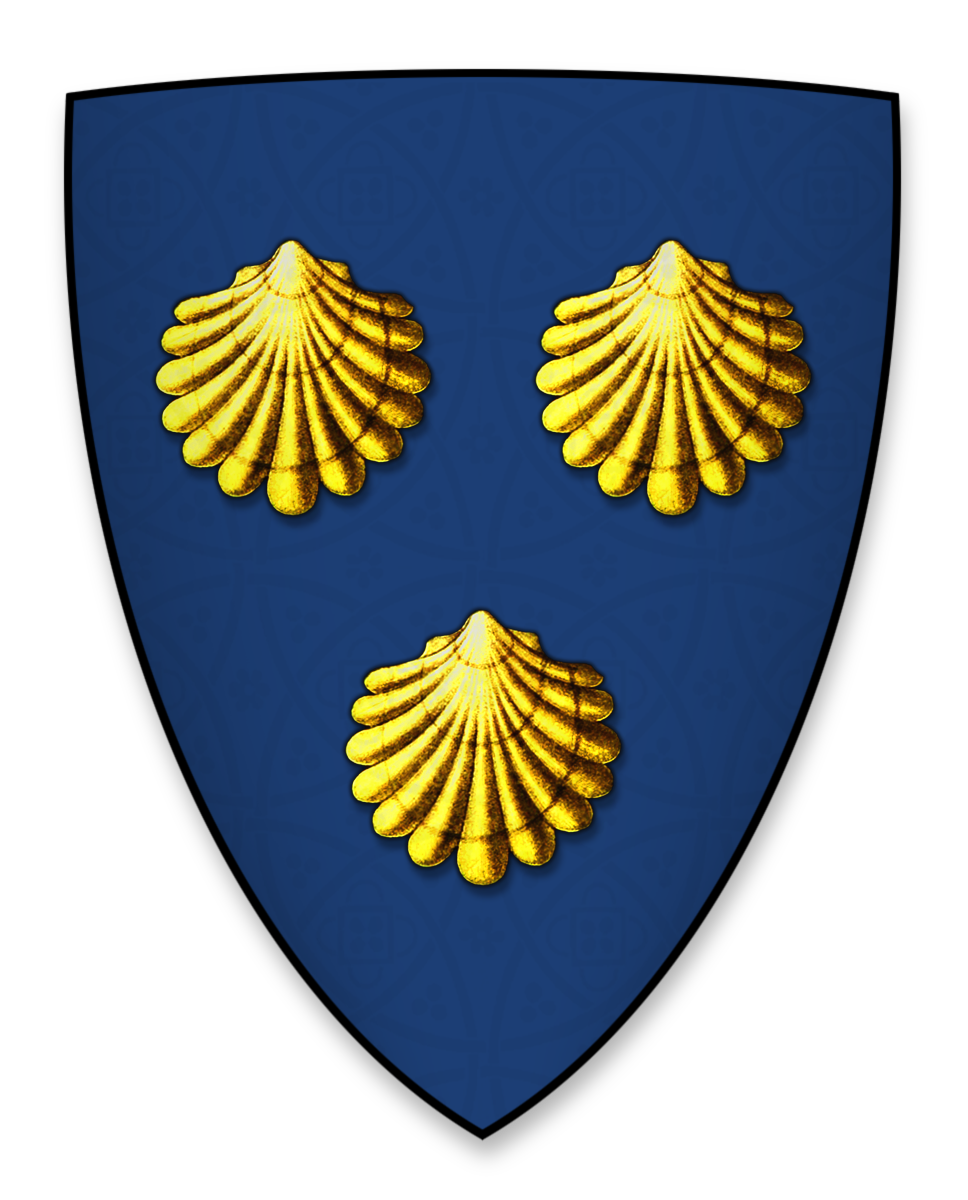
William Malet
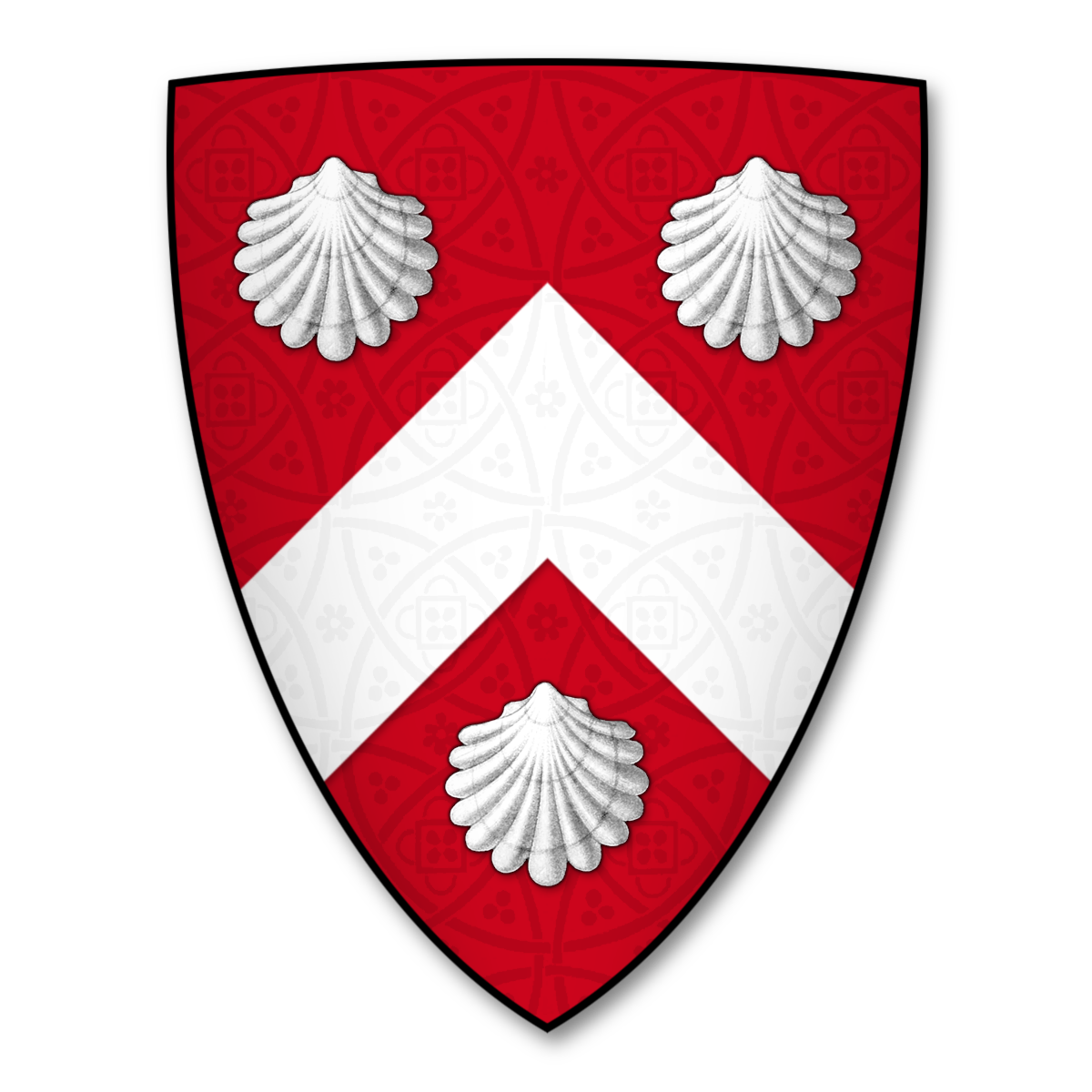
Milborne
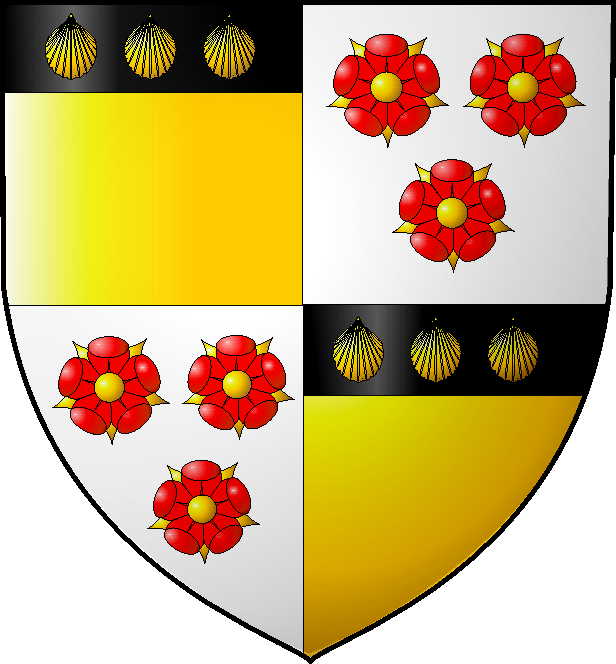
Duke of Montrose
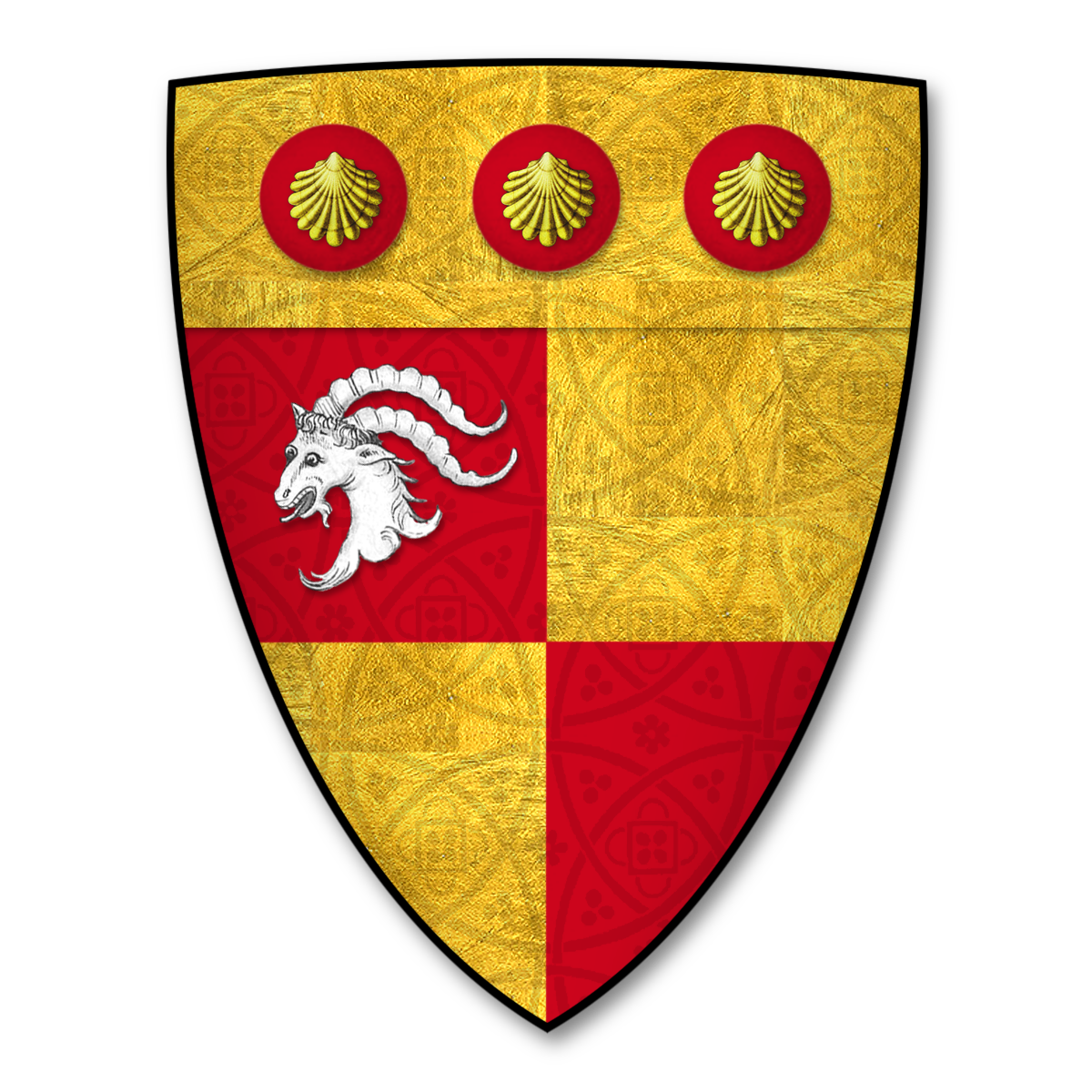
Morton
Henry Mountbatten-Windsor
dto.; kl. Wappen
William Mountbatten-Windsor, Duke of Cambridge
Catherine Mountbatten-Windsor, Duchess of Cambridge
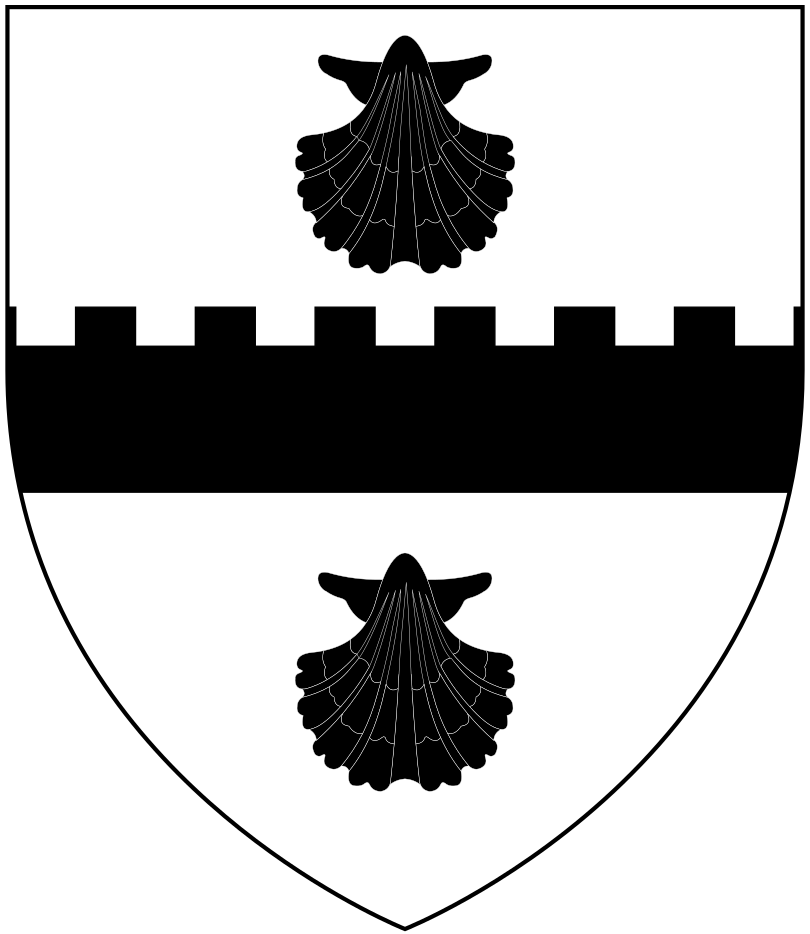
Newcombe
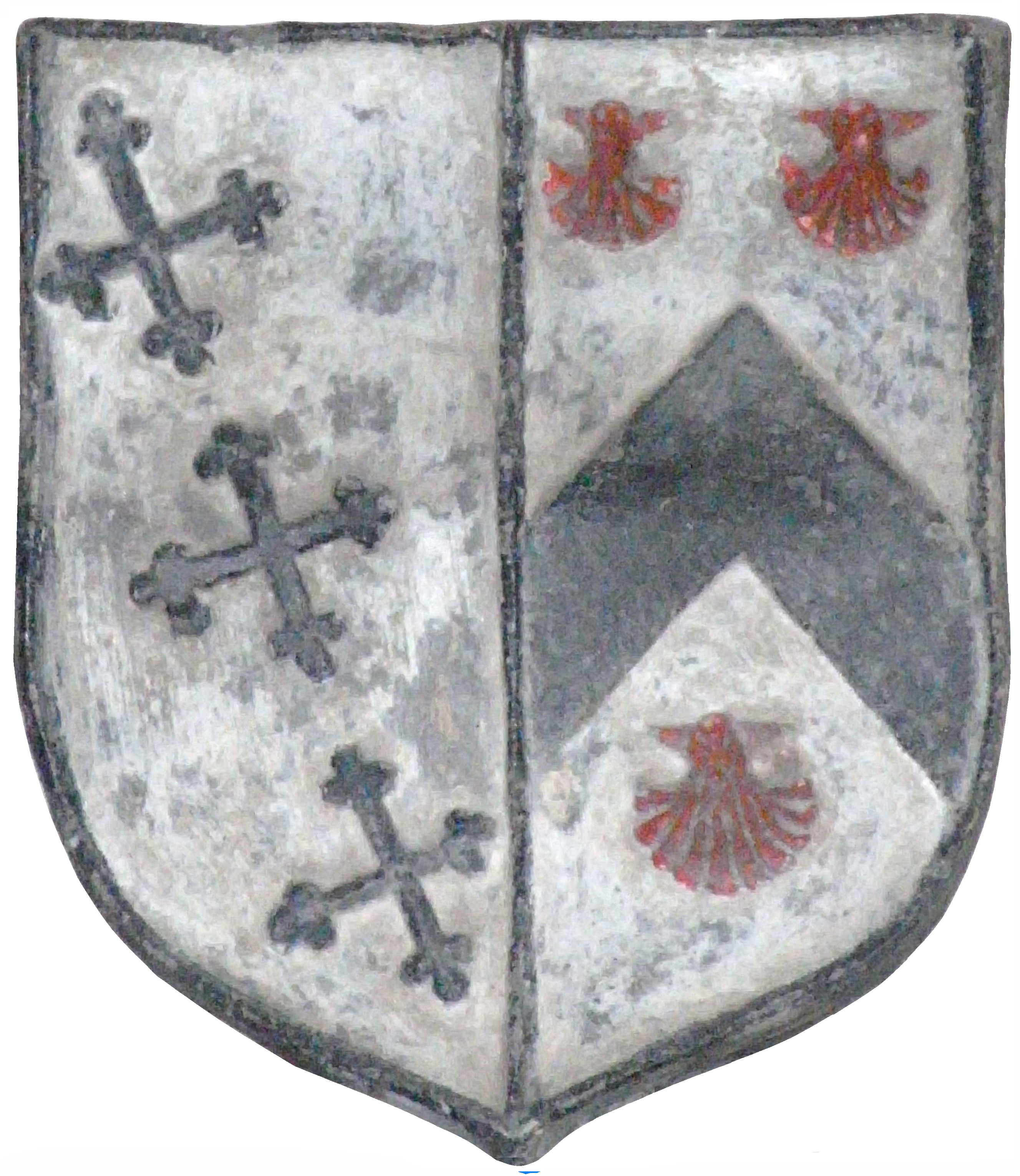
John Northcote (Allianzwappen Northcote und Pollard)
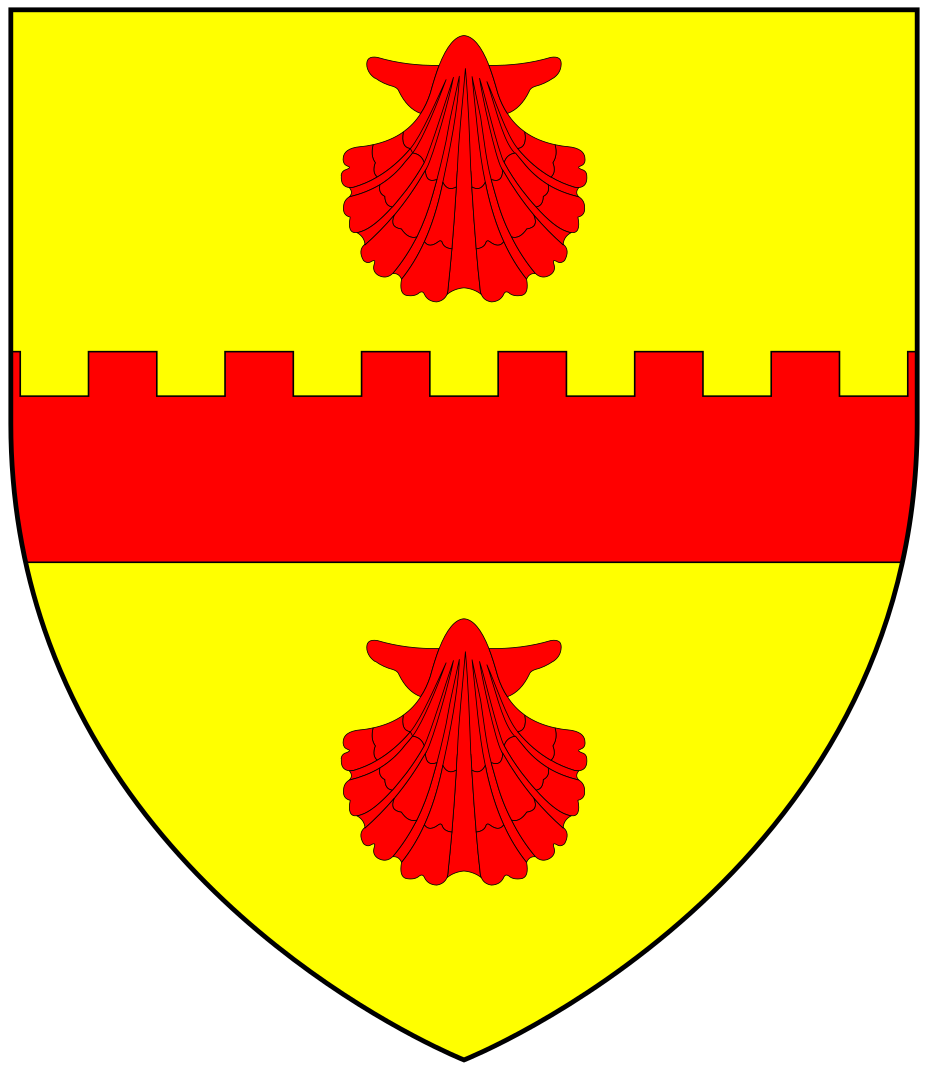
Nutcombe
Earl of Orkney
Earl of Panmure
Perkins
Baron Petre
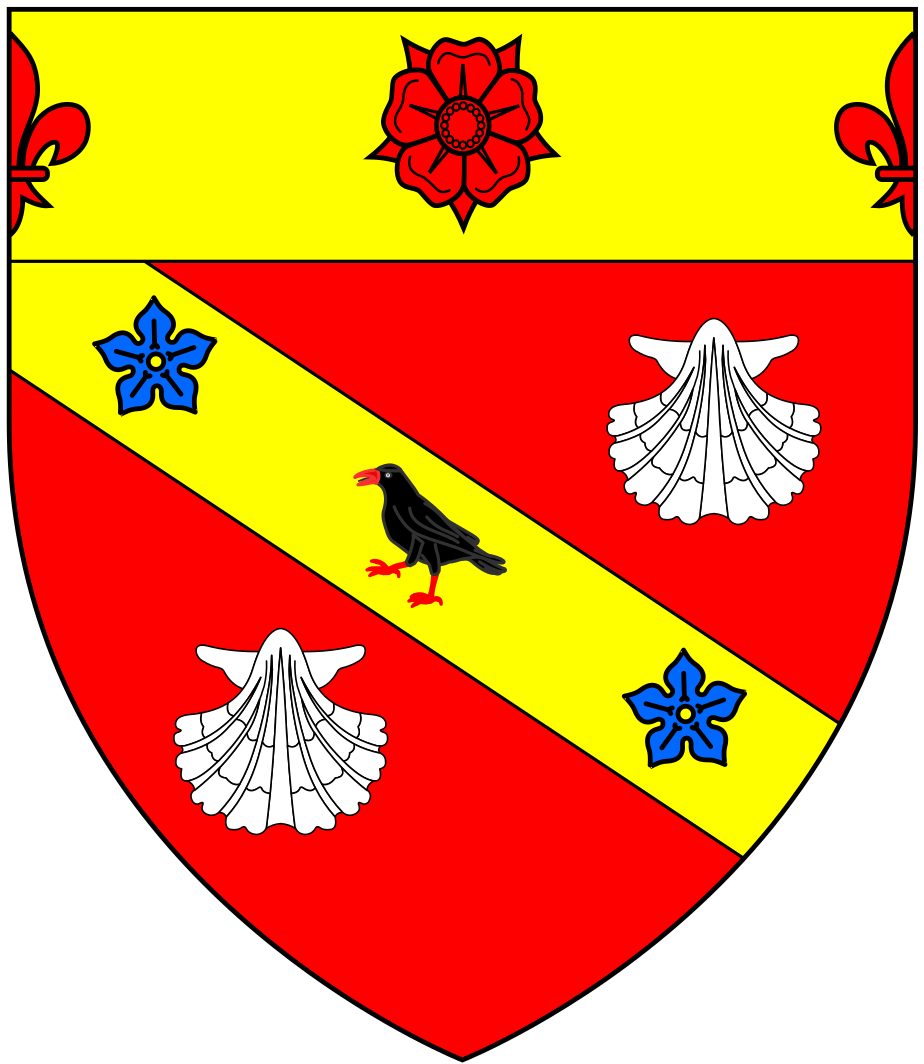
William Petre
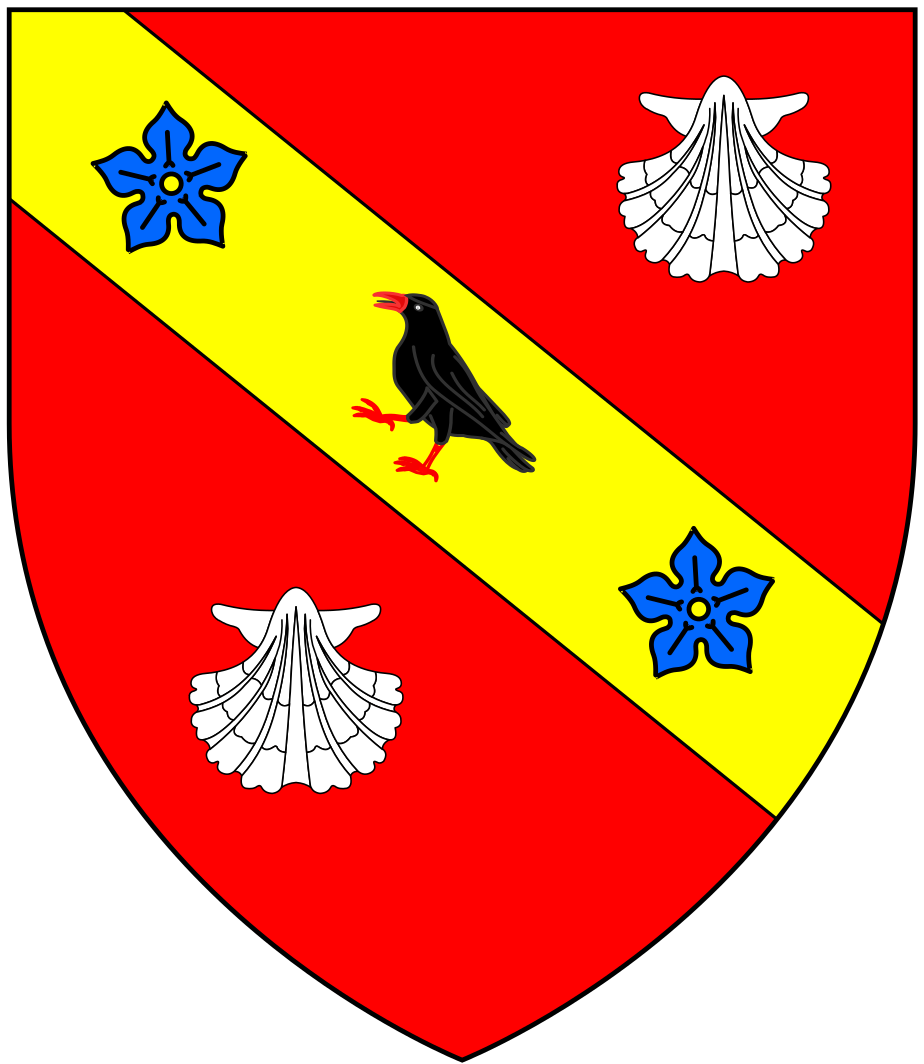
Petre
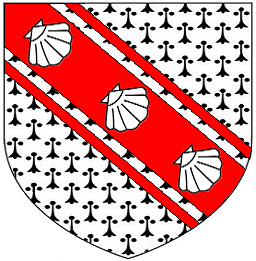
Pill
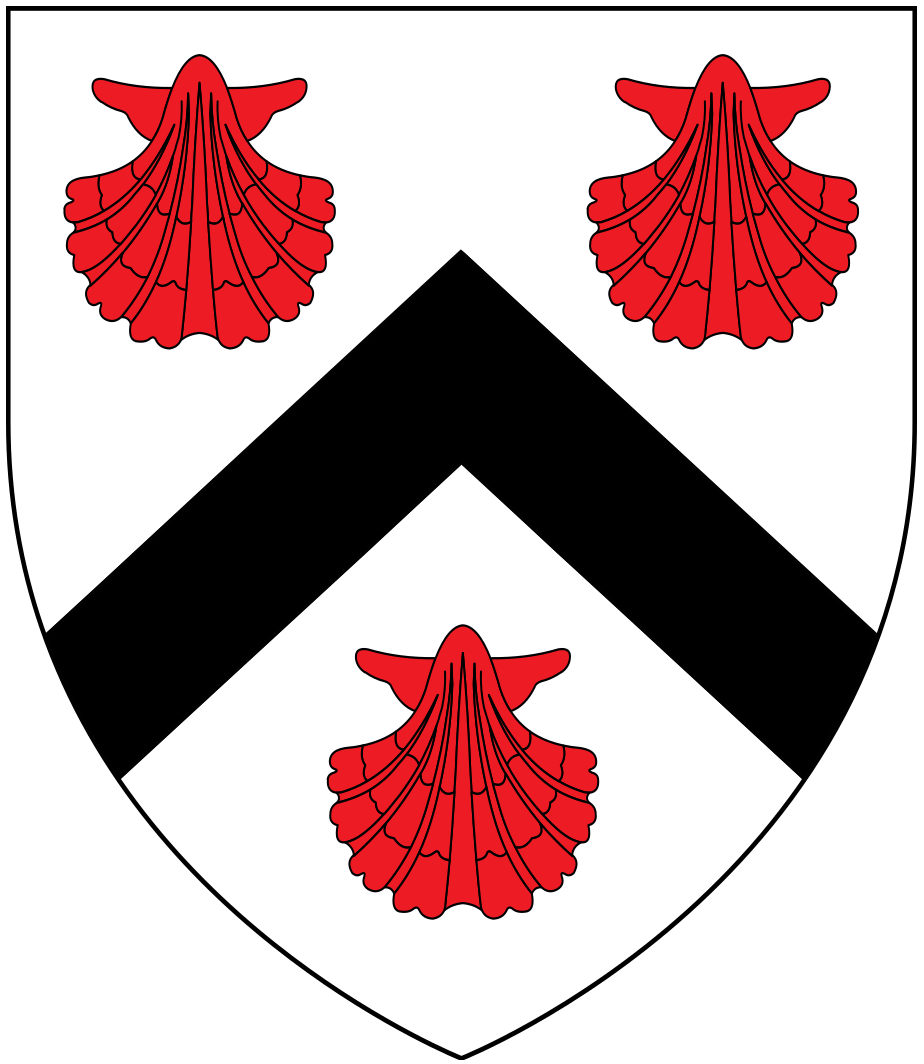
Baronet Pollard of King's Nympton
Pollen
Clan Pringle
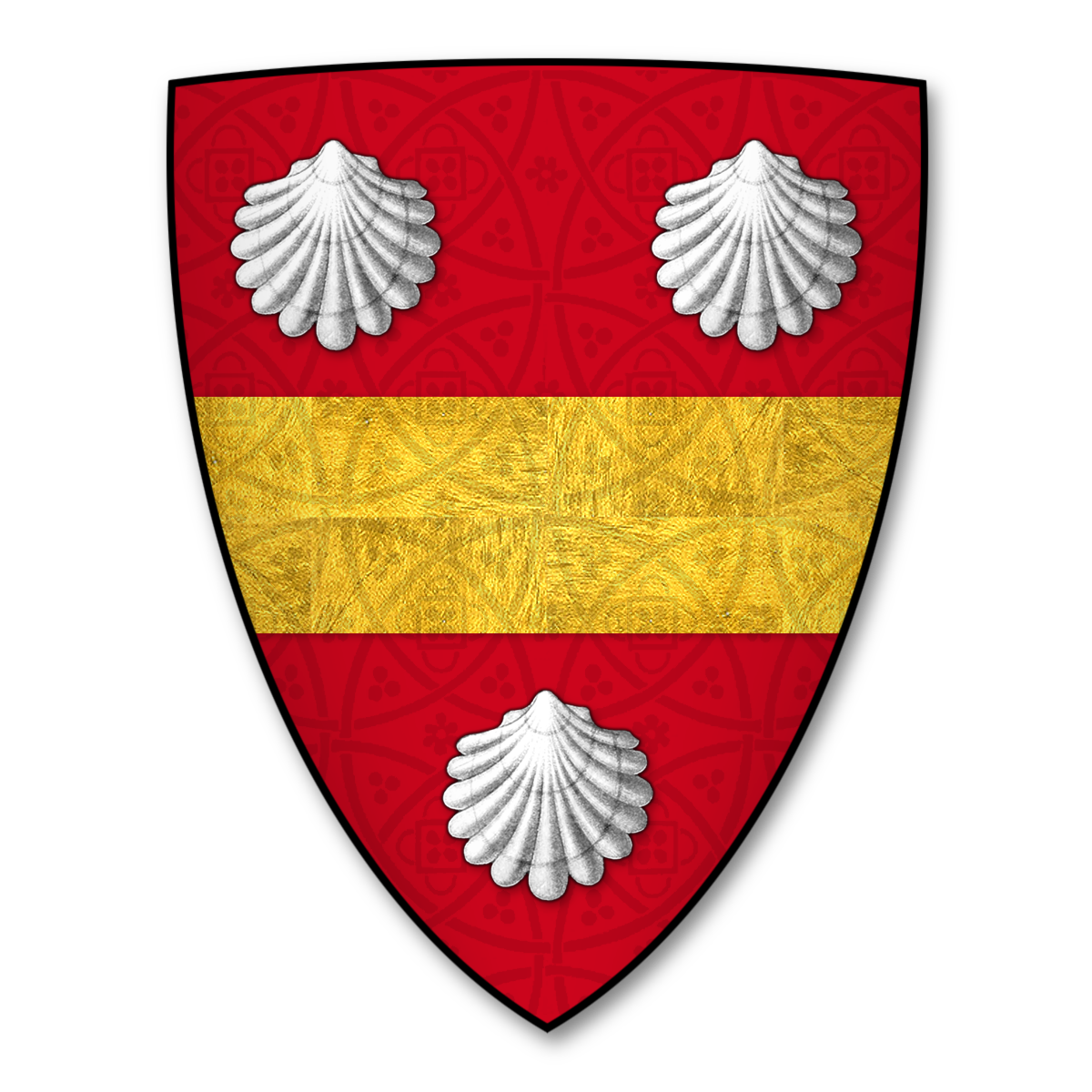
Pychard
Rawlinson
Russell
Russell
Russell
Russell
William Russel
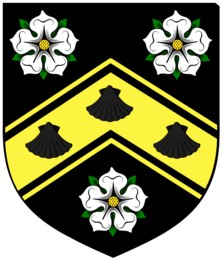
James Sant
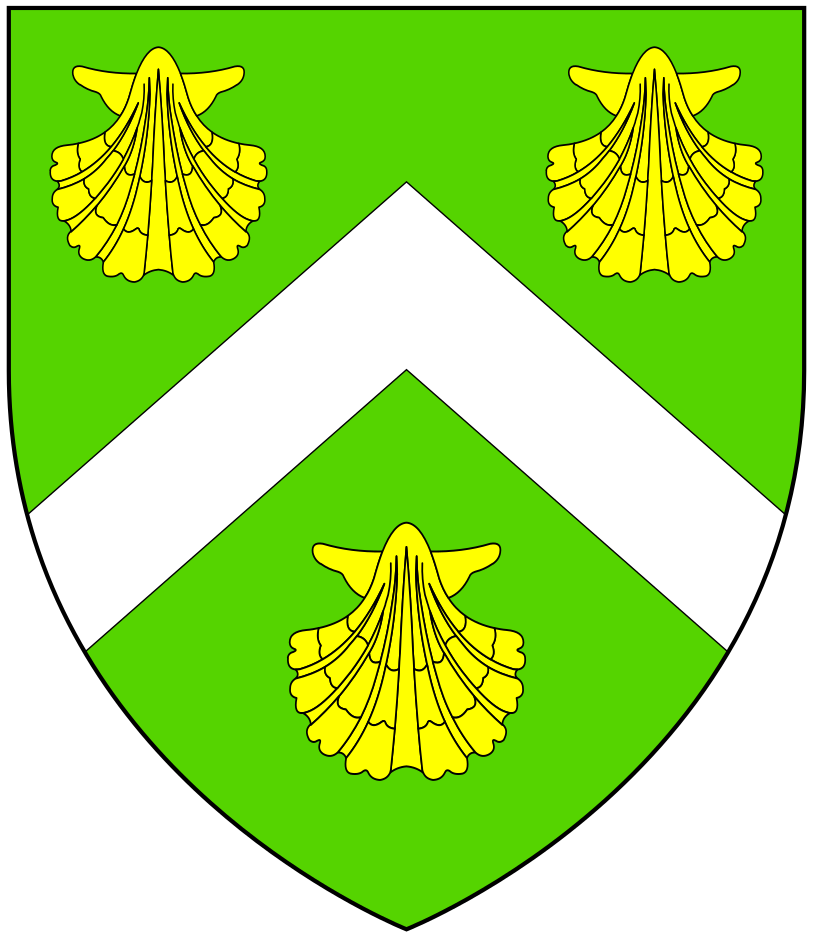
Shapleigh
Mary Soames
Diana Spencer
dto.; kl. Wappen
Diana Spencer (vor der Hochzeit)
Diana Spencer (nach der Scheidung)
dto.; kl. Wappen
Earl Spencer
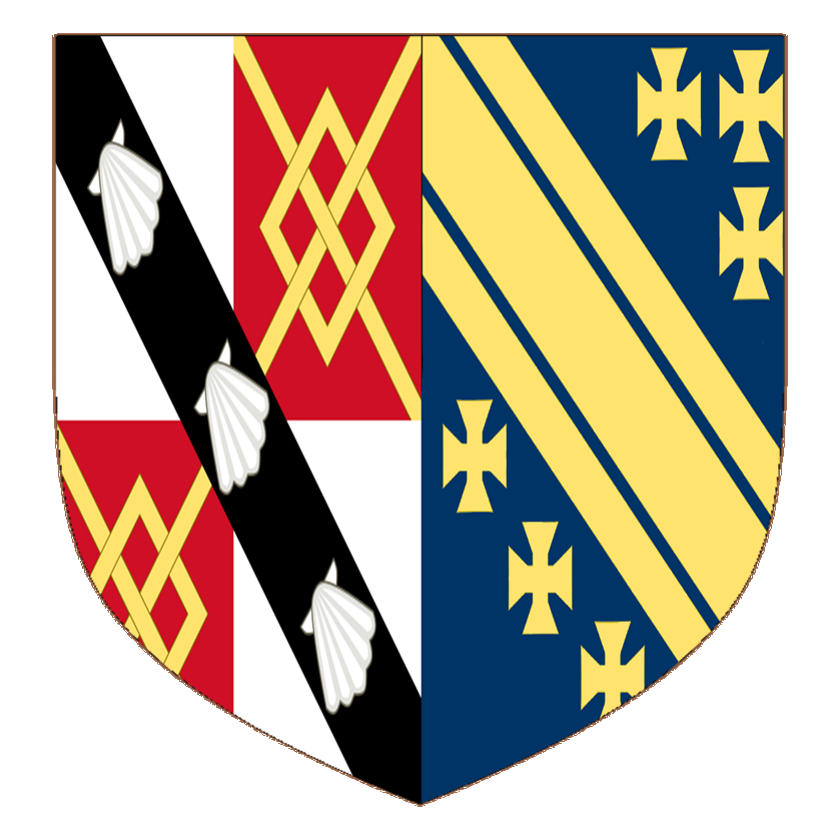
Lavina Spencer
Stanier
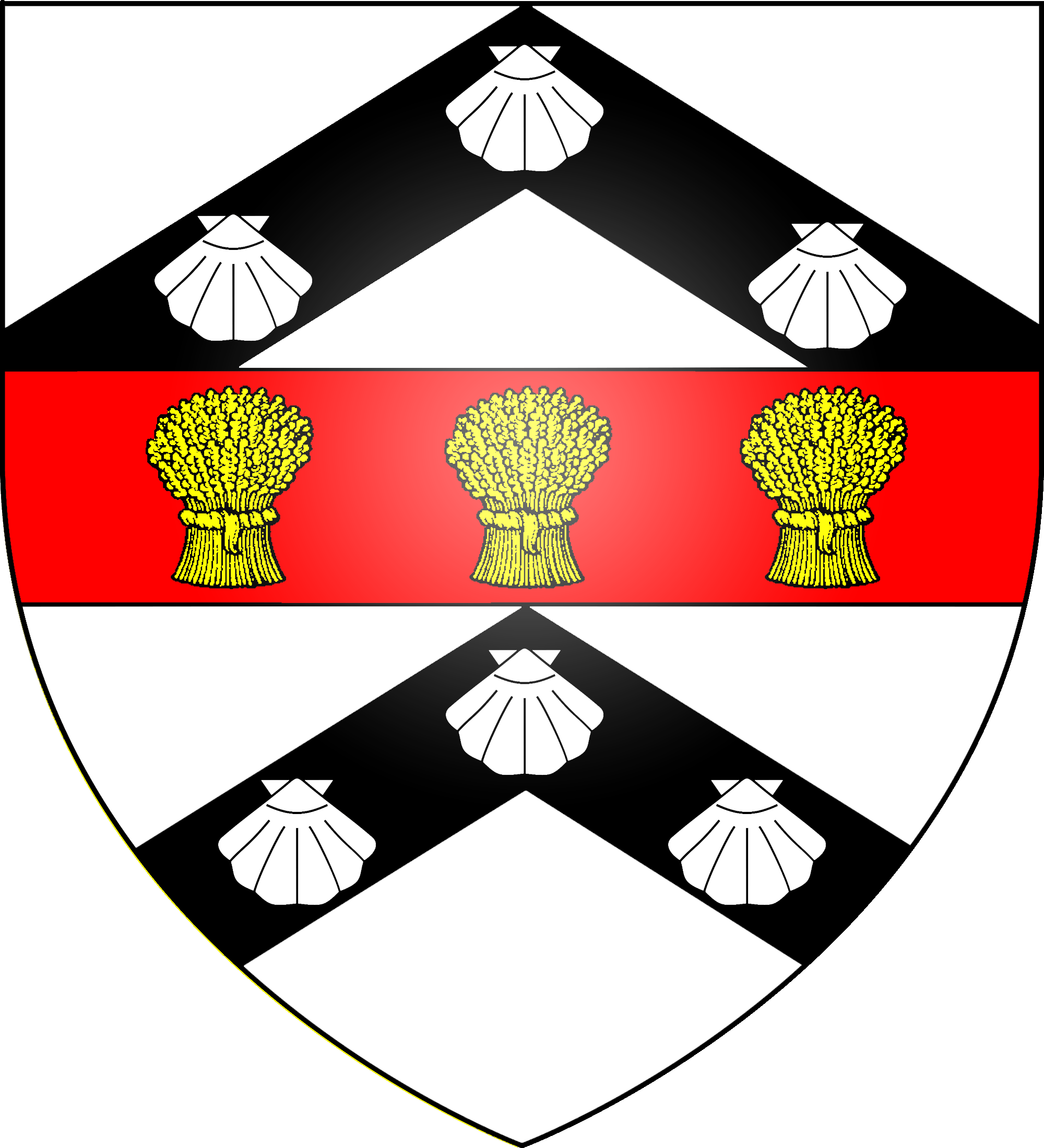
Sudbury
Earl of Swinton
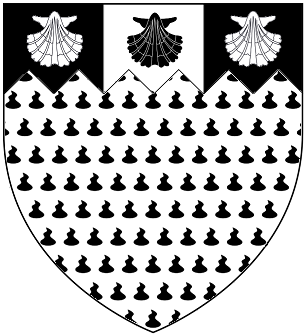
Taylor of Strensham Court
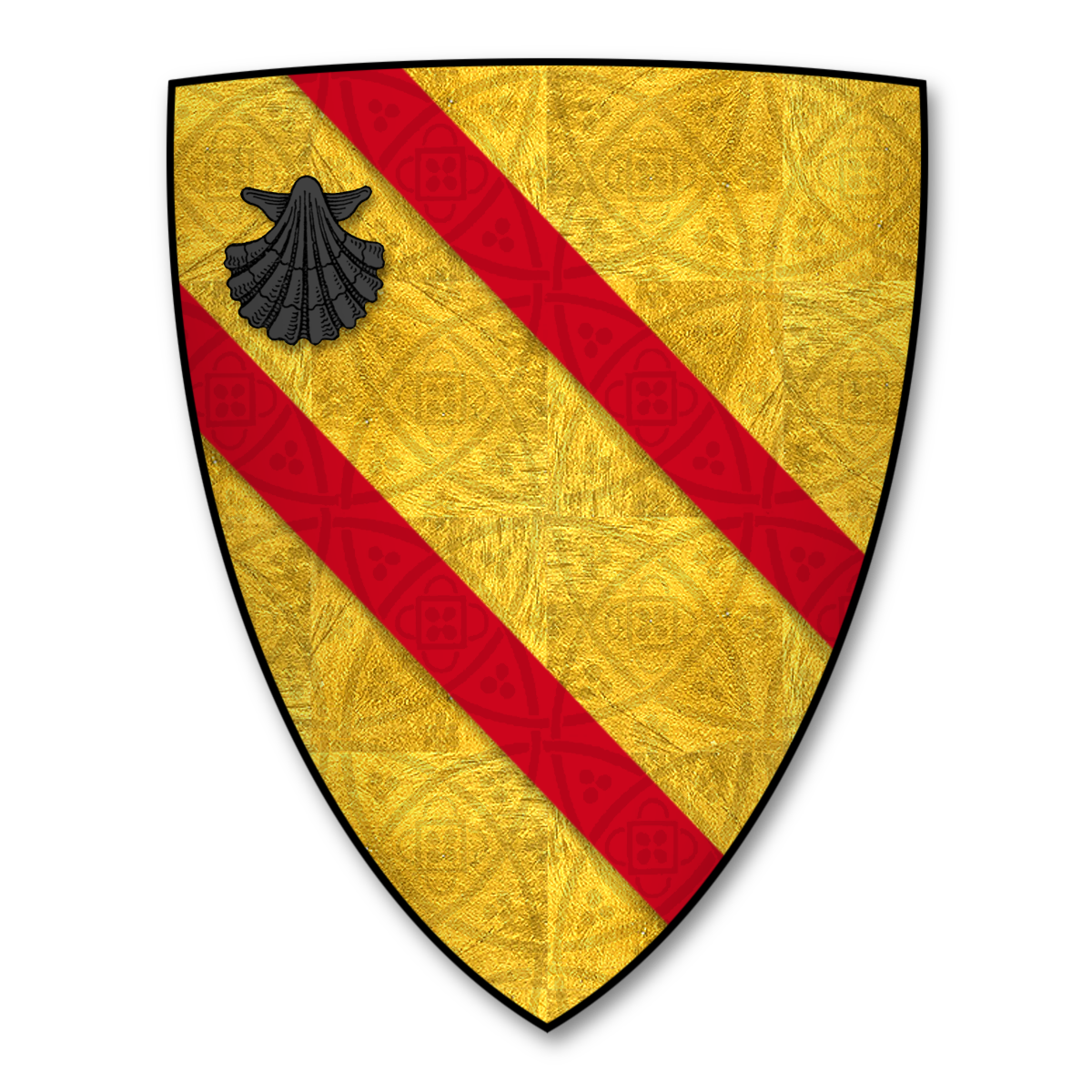
Tracy
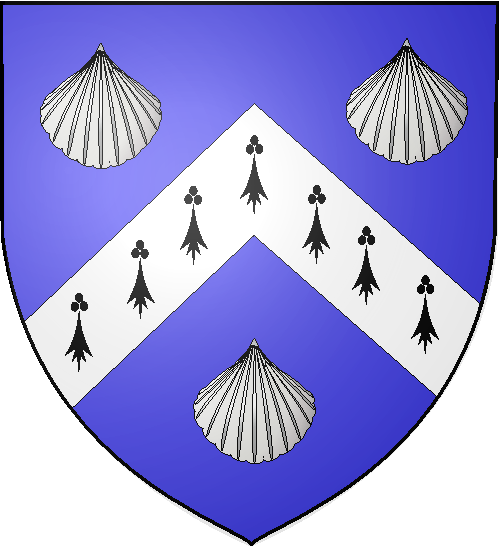
Charles Townshend 2. Viscount Townshend
Duff of Vaynoll Park
Earl of Jersey
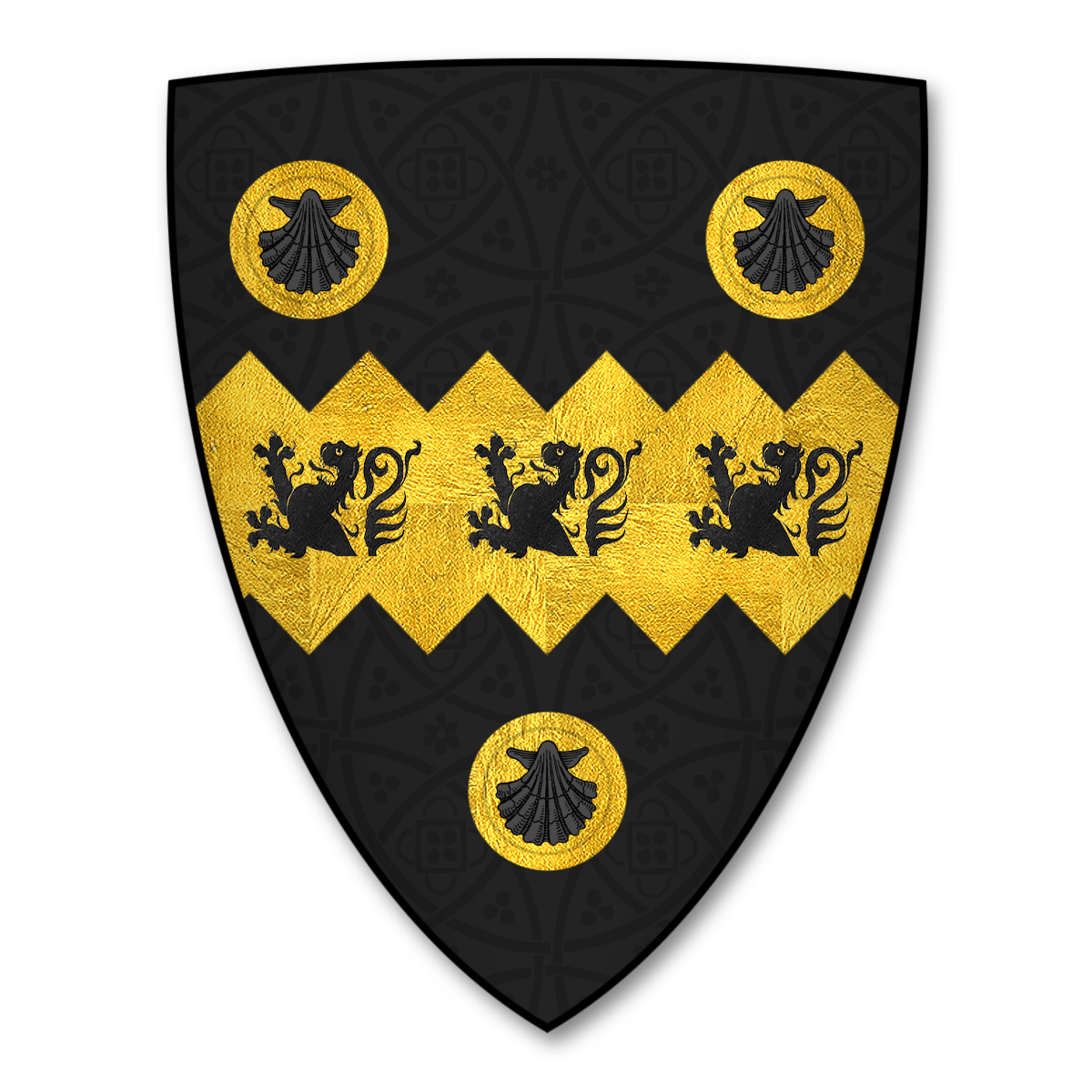
Warncombe
Weaver
Wentworth